# Paltserwoud
Het Paltserwoud (Duits: Pfälzerwald, Pfälzer Wald of soms wel Haardtgebirge; Frans: forêt palatine) is een middelgebergte in het zuidwesten van Duitsland en het noordoosten van Frankrijk, gelegen in de Palts in de Duitse deelstaat Rijnland-Palts en de Lagere Vogezen in de Franse departementen Bas-Rhin en Moselle. Het hoogste punt is de Kalmit (673 m) bij het Duitse Maikammer. Ongeveer 90 procent van de oppervlakte bestaat uit bos.
In het Paltserwoud liggen de geregistreerde natuurparken Naturpark Pfälzerwald in Duitsland (1.771 km² groot) en Parc naturel régional des Vosges du Nord in Frankrijk (1.305 km² groot). Beide natuurparken tezamen vormen het UNESCO-geregistreerde Paltserwoud - Noord-Vogezen Biosfeerreservaat, een van de grootste bosgebieden van Europa.

## Geografie

### Topografie
Samen met de Vogezen ten zuiden van de Franse grens, waarvan het zich geografisch niet onderscheidt, is het Paltserwoud een deel van een samenhangend centraal middelgebergte van ongeveer 8000 vierkante kilometer in oppervlakte, dat zich uitstrekt van het Börrstadt-bekken (een lijn van Winnweiler via Börrstadt en Göllheim) naar de Bourgondische Poort (op de lijn Belfort - Ronchamp - Lure) en die de westelijke begrenzing vormt van de Boven-Rijnse Laagvlakte. Dit landschap is dan weer het oostelijke deel van het uitgestrekte Noord-Franse cuestalandschap. Het cuestalandschap bestrijkt op Duits grondgebied grote delen van het Paltserwoud, het Nordpfälzer Bergland en het Saarland, met oudere (bijvoorbeeld op de vulkanische Donnersberg) en jongere lagen (muschelkalk, bijvoorbeeld het Westrichplateau).

### Begrenzingen
Terwijl de noordelijke en oostelijke begrenzing duidelijk afgelijnd is, is de overgang naar naburige landschappen in het zuiden en westen meer geleidelijk.
De lage bergketen van het Paltserwoud wordt in noordelijke richting voortgezet door het uitgebreide heuvellandschap van het Nordpfälzer Bergland, waarvan de Donnersberg (687 m) het hoogste punt is. Daar maken de typische bondzandsteenformaties plaats voor andere gesteenten uit het Rotliegend. Daardoor is er een duidelijke geomorfologische grens.
Het oostelijk uiteinde van het woud (Haardt) grenst aan het heuvelachtige landschap van het Paltser wijnbouwgebied. Hier strekt de Deutsche Weinstraße zich uit door het golvende gebied dat ligt tussen het Paltserwoud en de Boven-Rijnse Laagvlakte.
In het zuiden eindigt het Paltserwoud, voortgezet door de Lagere Vogezen in Frankrijk, aan de Col de Saverne (Duits: Zaberner Steige), waar de echte Vogezen beginnen zonder een duidelijke geomorfologische grens te vormen.
Ten westen van Kaiserslautern ligt een scherpe grens met het moerasachtige laagland van Landstuhl. Ten zuiden hiervan gaat het Paltserwoud over in het Westrichplateau.

### Structuur
Het Paltserwoud kan worden verdeeld in drie gebieden.
- Het Noordelijke Paltserwoud, begrensd door het Nordpfälzer Bergland en zich zuidwaarts uitstrekkend tot een lijn van Kaiserslautern naar Bad Dürkheim.

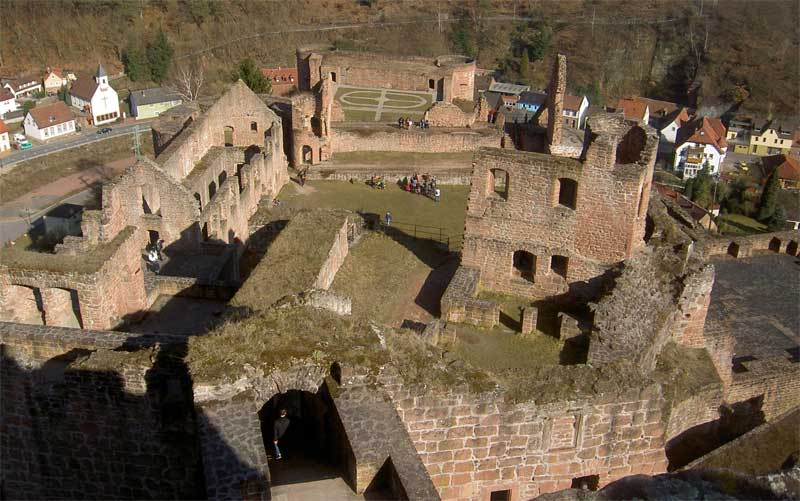
Hardenburg bij Bad Dürkheim
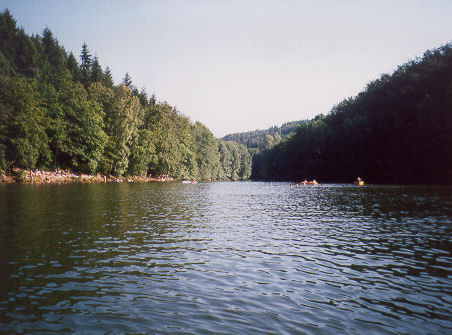
Eiswoogmeer, Ramsen
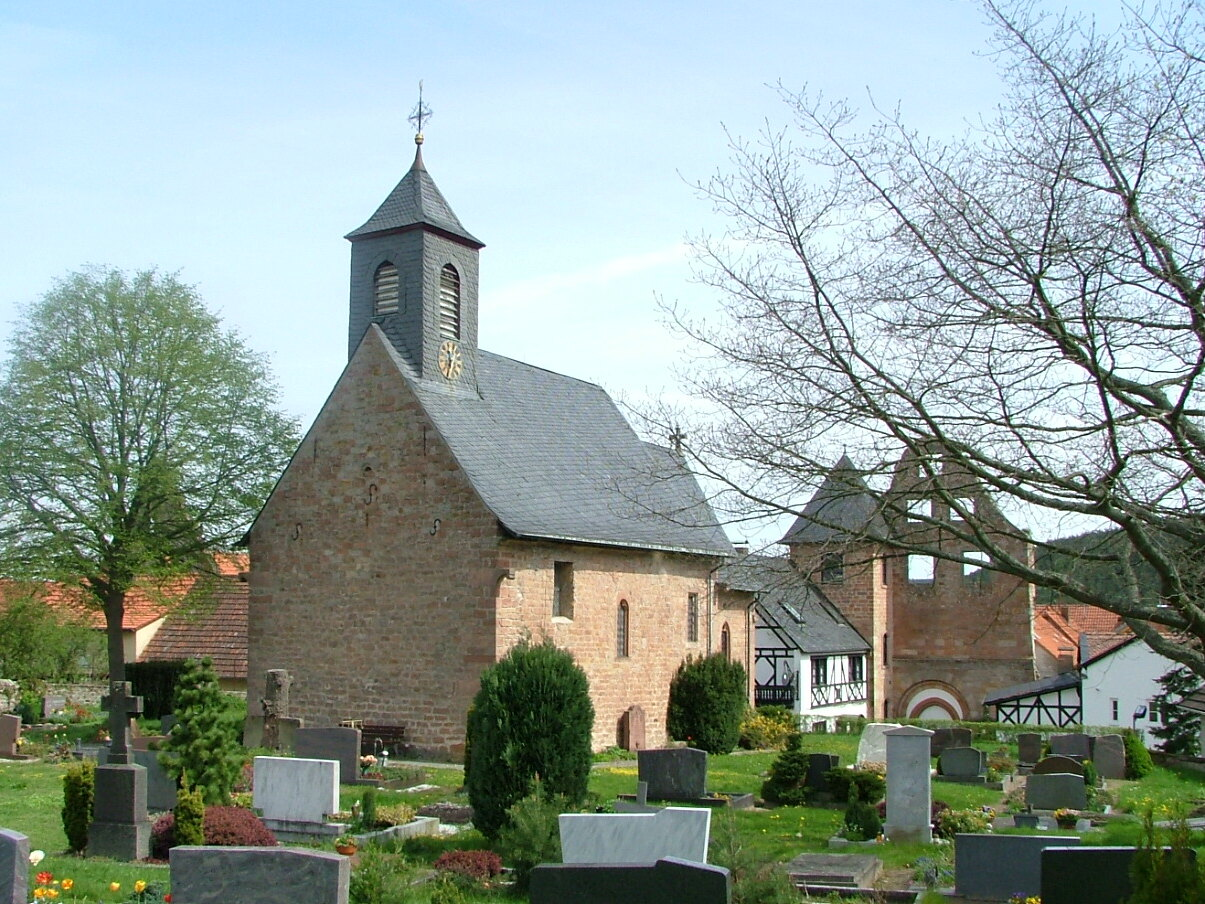
St. Jacobuskerk, ruïnes van de abdij van Höningen (1120 -1569)
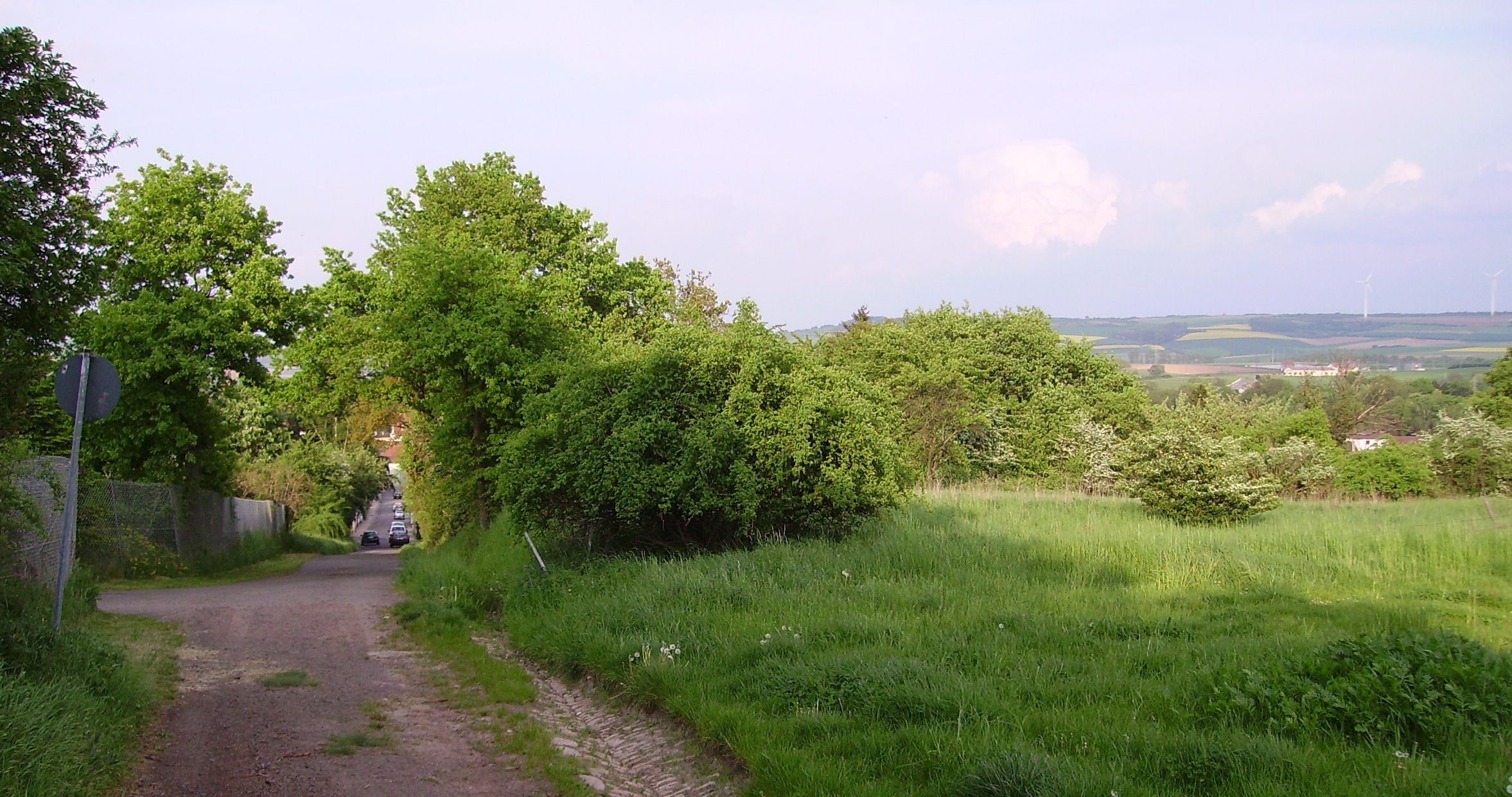
Het platteland bij Eisenberg

- Het Centrale Paltserwoud van de Isenach en de lijn Kaiserslautern - Bad Dürkheim tot de Queich en de lijn van Pirmasens naar Landau.

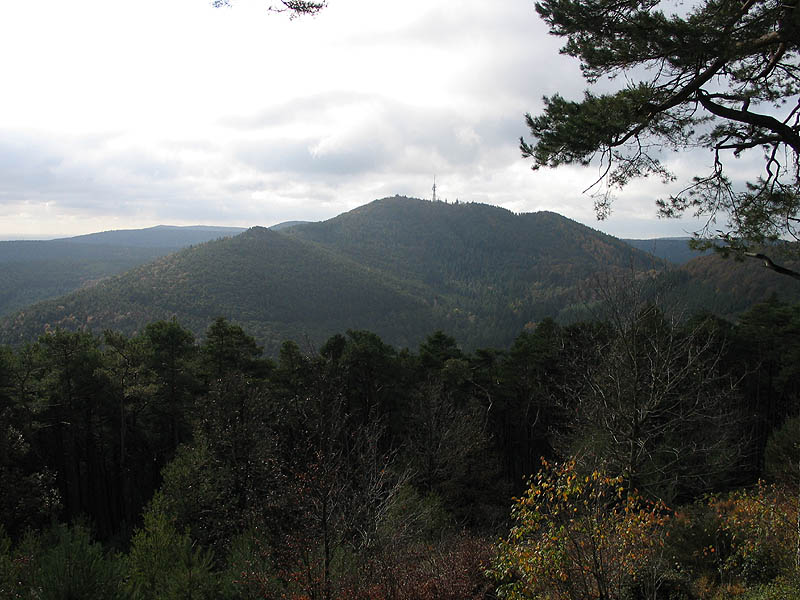
Hoogste punt: Kalmit (673 m)
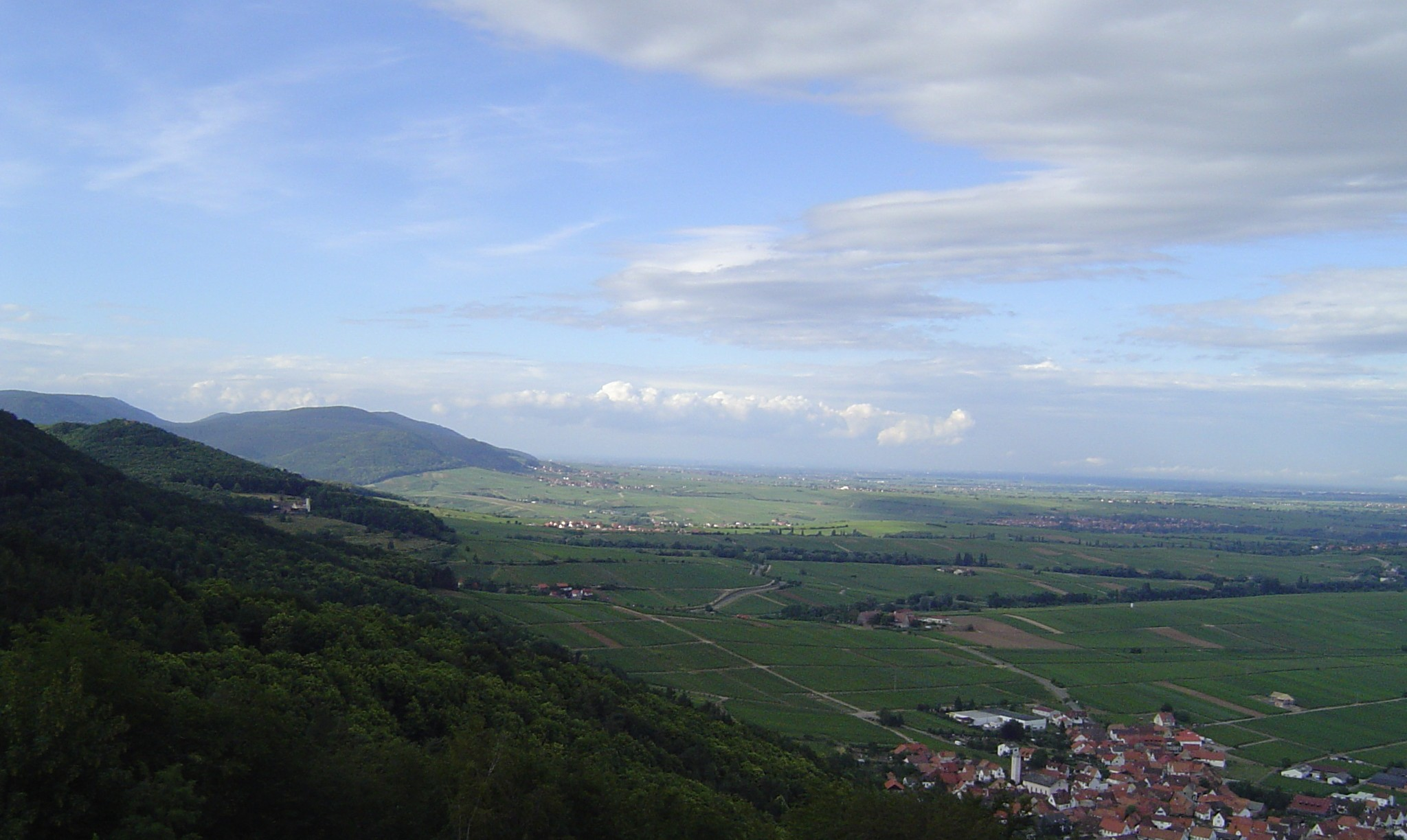
De Haardtrand, de grens met het wijnbouwgebied
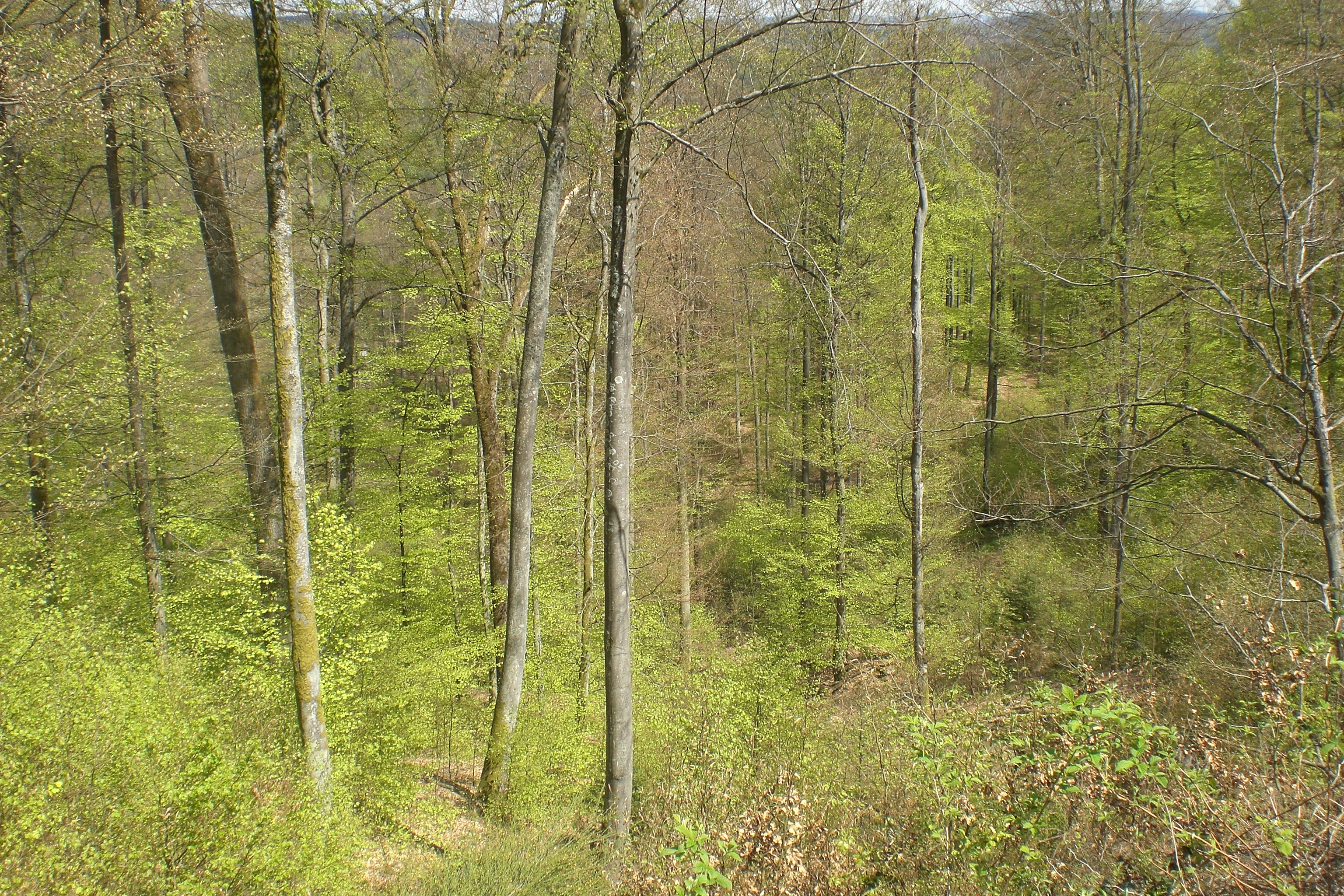
Het bos in het vroege voorjaar
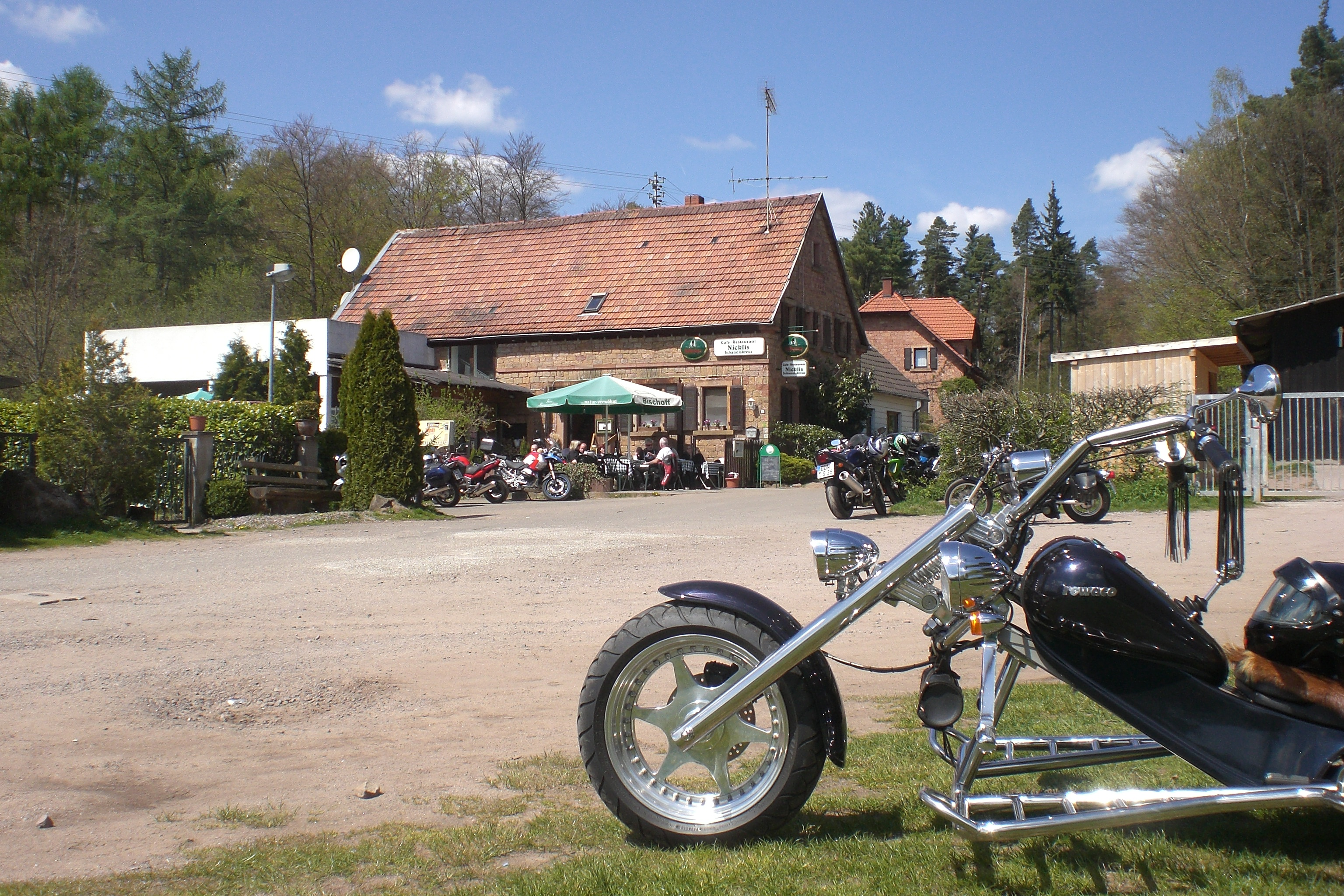
Het gebied wordt gewaardeerd onder motorrijders

- Het Zuidelijk Paltserwoud, het zogeheten Wasgau, van de Queich en de lijn van Pirmasens naar Landau tot aan het gebied tussen Phalsbourg en Saverne in Frankrijk.

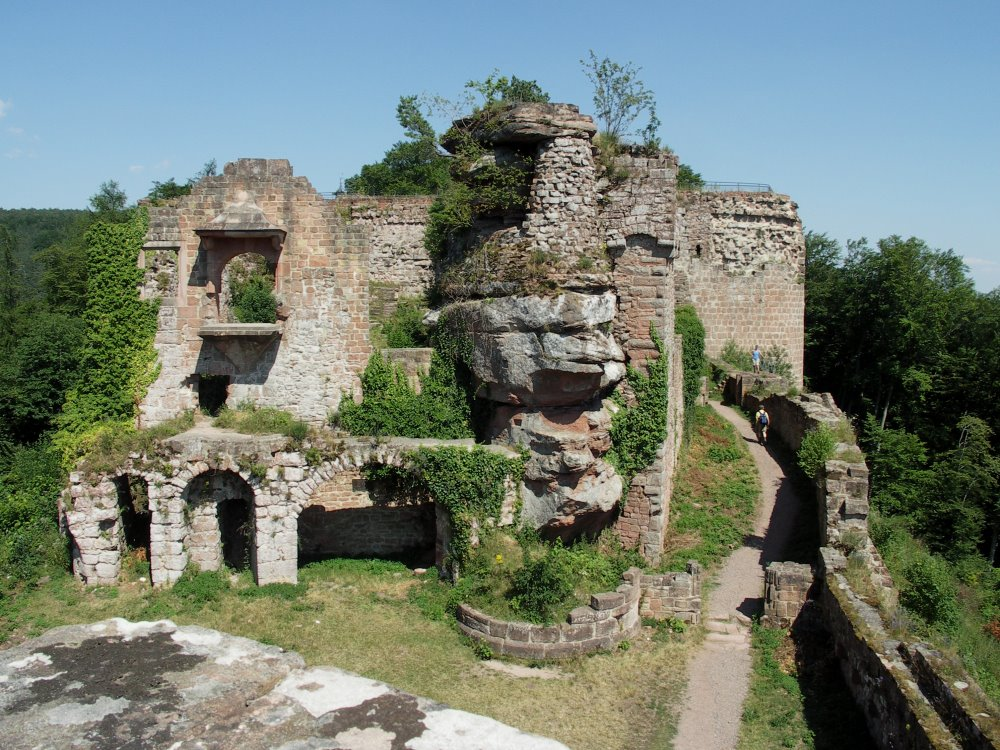
Kasteel Neuscharfeneck
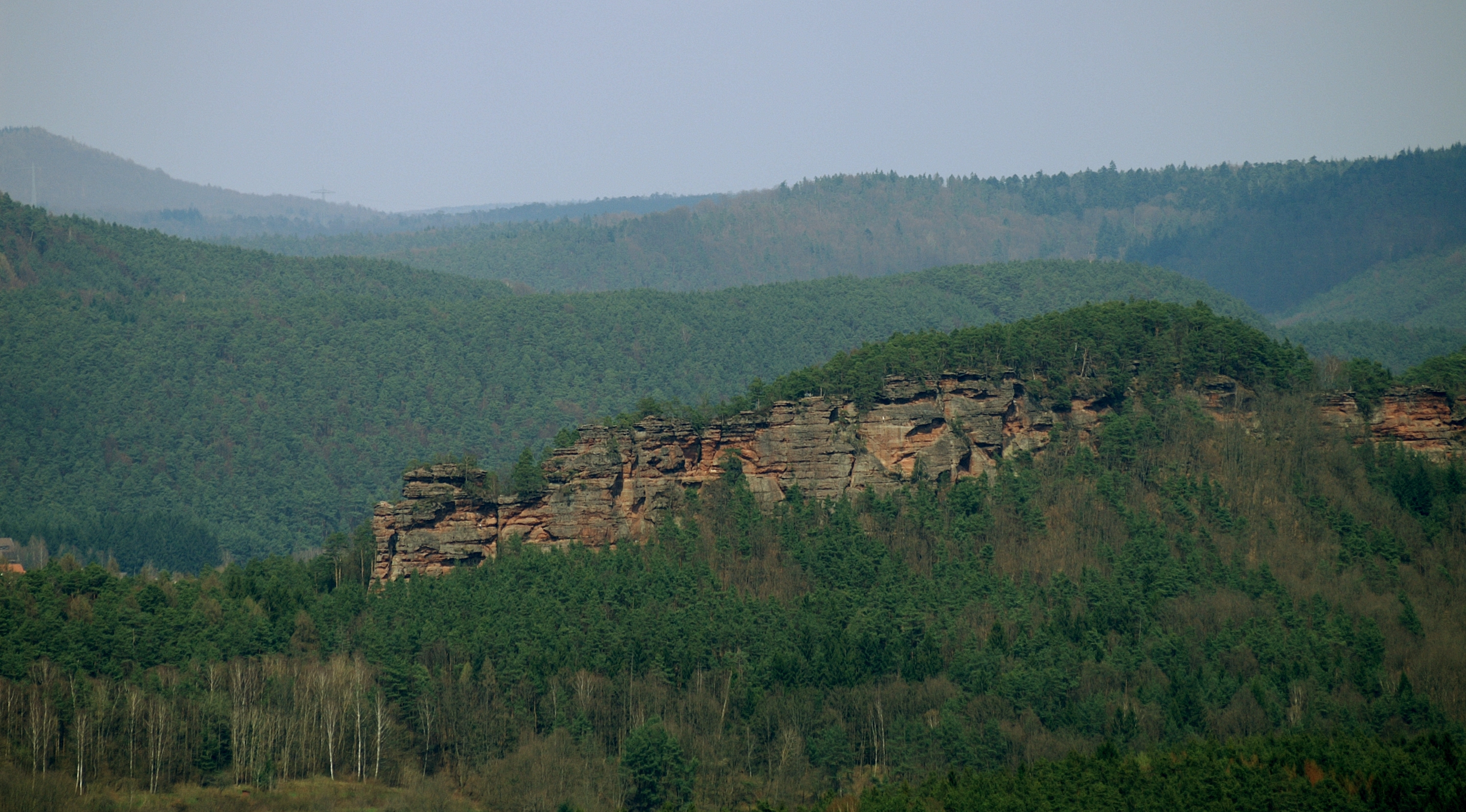
De zandsteenrotsen van Hochstein bij Dahn zijn een bestemming voor rotsbeklimmers
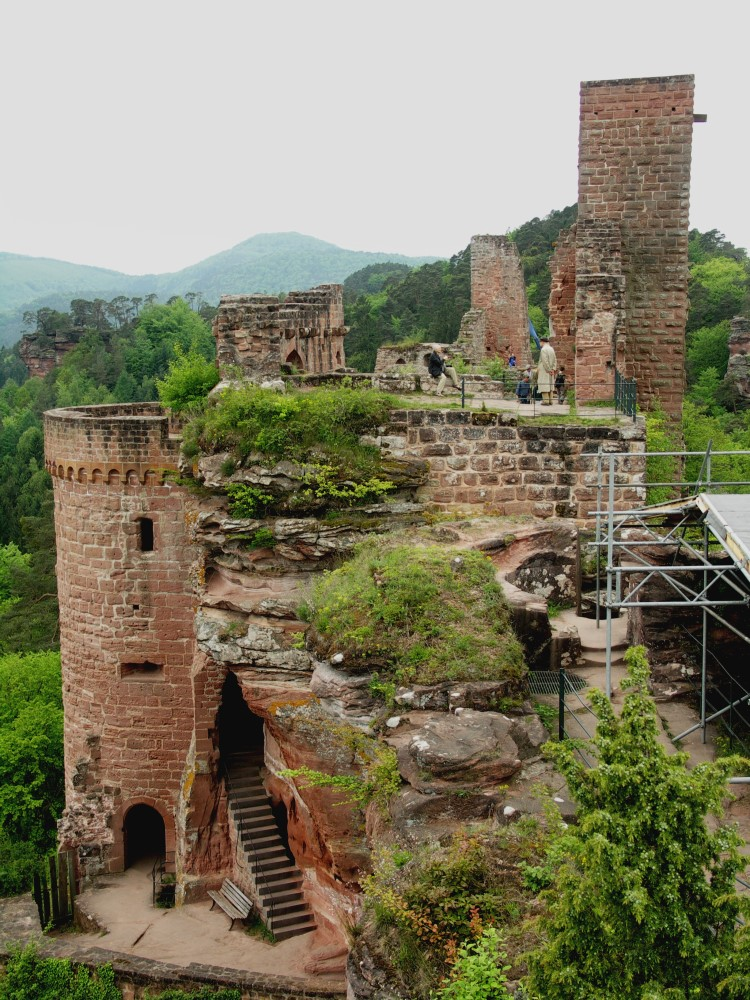
Kasteel Altdahn
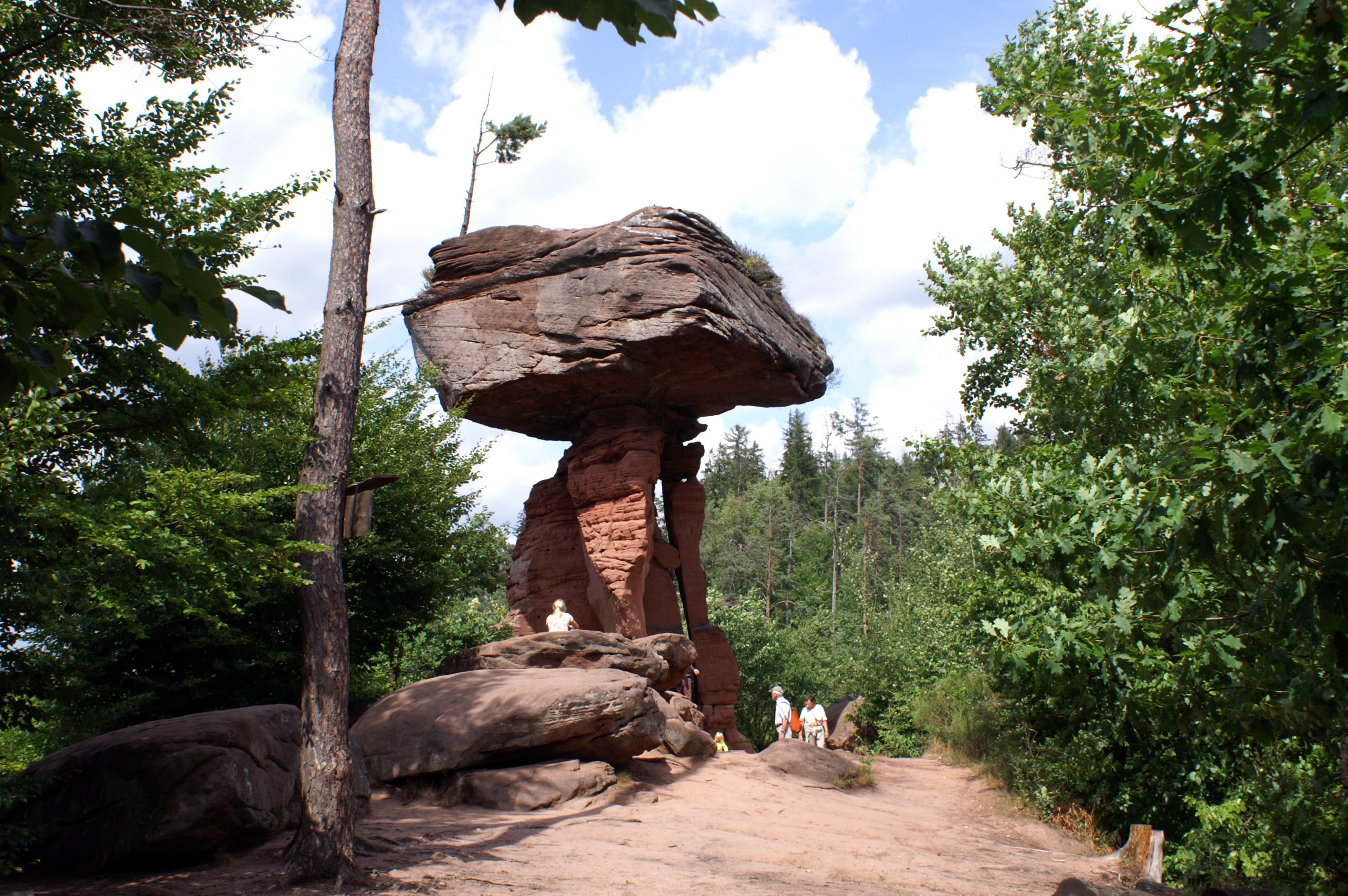
De Teufelstisch (Duivelstafel) in de buurt van Hinterweidenthal

### Onderverdelingen
Het Paltserwoud is een van de grotere natuurlijke regio's (niveau 3) in de bergachtige gebieden van Palts-Saarland (een gebied met een grootte van de tweede orde) en het gaat door naar het zuiden tot helemaal aan de Col de Saverne, dat wil zeggen ver in het Franse territorium, waar het zich voortzet als de bergrug van de Vogezen. Dit wordt vaak niet herkend als gevolg van de ligging van de Franse grens; daarom wordt het Franse, zuidelijke deel van het natuurgebied vaak, ten onrechte, beschouwd als deel van de Noordelijke Vogezen.
De belangrijke onderverdelingen van deze mengeling van bontzandsteenbergen werden opgesteld in de jaren 1950 en 1960 in het Handboek van de Natuurgebieden van Duitsland en kaarten van het Duitse Federale Instituut voor Regionale Studies met een schaal van 1:200.000. Ondanks dat kregen enige afwijking van de namen die in de handboeken gebruikt werden, de overhand.
De belangrijkste secundaire landschappen worden op een rij gezet met behulp van een kaart; de kaart laat alleen de namen zien van heel bekende landschappen en alleen de belangrijkere landschapsgrenzen.

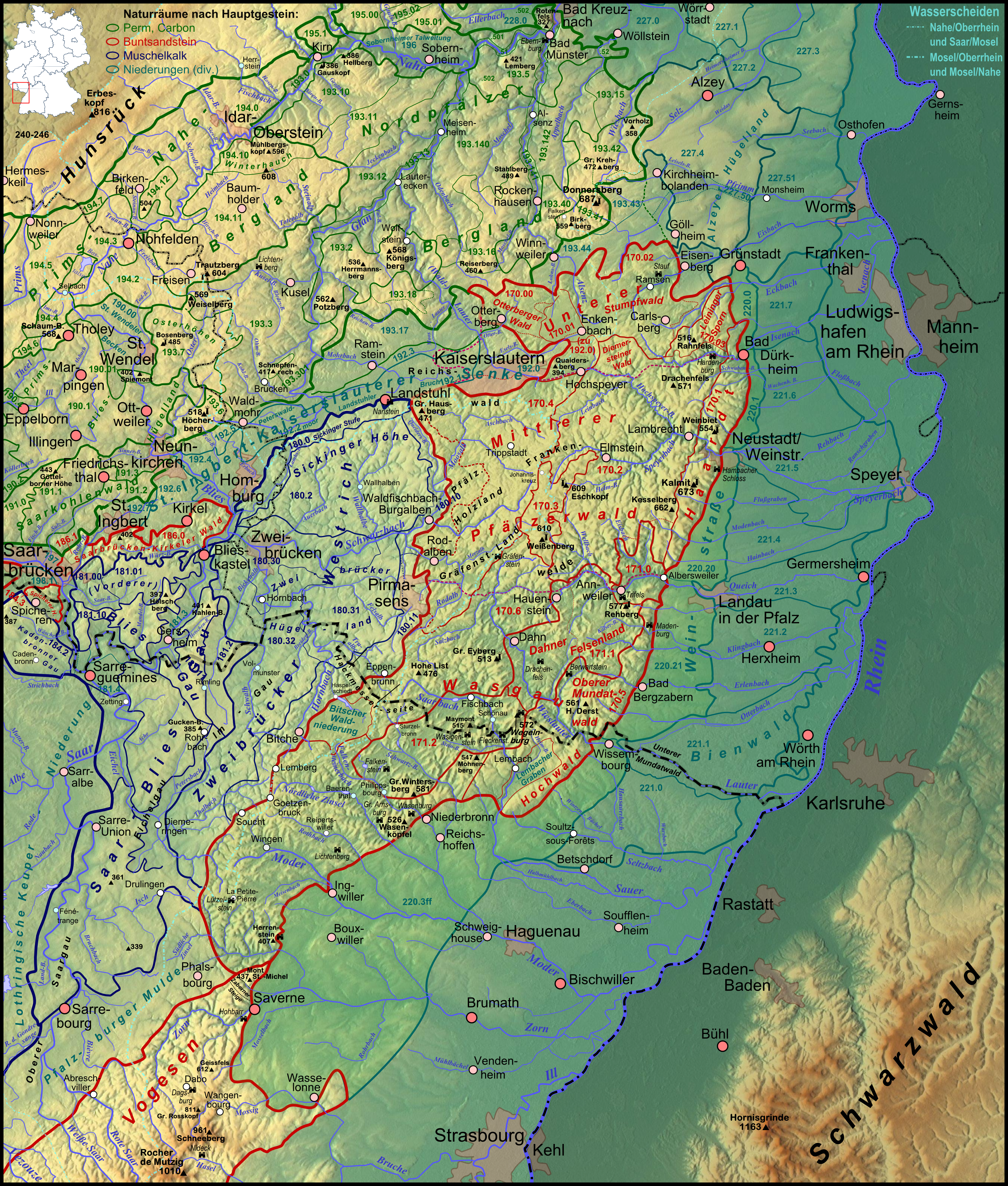
Onderverdeling van het Paltserwoud

Namen van fysische en natuurlijke regio- landschappen en grenzen in rood, omringende belangwekkende landschappen in andere kleuren.
- Paltserwoud
  - Lager Paltserwoud (Noordelijke Paltserwoud)
    - Otterbergwoud (ongeveer 380 m hoog)
    - Sembach Plateau
    - Stumpfwoud (alleen boven de 400m bij de zuidgrens)
    - Queitersberg (394 m); oostelijke buitenwijken van Kaiserslautern.

  - Centraal Paltserwoud (alleen belangrijke, losse landschapsonderverdelingen worden getoond)
    - Diemersteinwoud (tot een hoogte van ongeveer 450 m)
    - Leininger Sporn (tot een hoogte van 516 m)
    - Hoog Paltserwoud (hoofdvlakte van de Frankenweide; tot een hoogte van 610 m)
    - Haardt (tot een hoogte van 673 m)

  - Wasgau
    - Westelijk Wasgau (tot een hoogte van 513 m)
      - Laagland van het Bitchewoud
      - Dahn-Annweiler Felsenland
        - Stürzelbronn - Schönau Felsenland (tot een hoogte van 581 m)
        - Dahner Felsenland (tot een hoogte van 577m)
          - Dahner Felsenland in engere zin
          - Annweiler Felsenland

        - Annweiler-Albersweiler buitenwijken ("Trifelsland")

      - Oostelijk Wasgau
        - Boven Mundatwoud (tot een hoogte van 562 m)
        - Hochwald (tot een hoogte van 529 m)
        - Lembach Graben

      - Zuidelijk Wasgau (tot een hoogte van 526 m; afwatering naar de Moder)

## Geschiedenis

### Naam
De naam Pfälzerwald werd voor het eerst gebruikt in 1843, door boswachters in de centraal gelegen gemeente Johanniskreuz, toen de Palts een deel was van het Koninkrijk Beieren, die het gebruikten om te verwijzen naar de bossen van het bontzandsteengebied van de Palts. Het gebruik werd wijder verbreid in 1902, toen de Paltserwoudclub (Pfälzerwald-Verein of PWV) werd opgericht. Vooral Fritz Claus, een van de grondleggers van de PWV, streefde ernaar om het gebruik van de naam te bevorderen. Een meer nauwkeurige, wetenschappelijk gefundeerde definitie van het Paltserwoud als een onafhankelijk natuurgebied werd in 1911 geïntroduceerd door Daniel Häberle, een aardrijkskundige en plaatselijke geschiedkundige van de Palts.
Voor 1850 was er geen algemeen gebruikte naam voor de bontzandsteenbergen van de Palts. Historisch-territoriale factoren bepaalden de opvattingen in die tijd meer dan aardrijkskundige. De Kelten en Romeinen daarentegen zagen de hele bergketen ten westen van de Rijn als één enkele eenheid en maakten geen verschil tussen de verschillende delen van het gebied, dat tegenwoordig bestaat uit het Paltserwoud en de Vogezen. De keten werd genoemd naar de Keltische woudgod Vosegus en wordt in veel Romeinse manuscripten genoemd als "silva vosegus" of "mons vosegus". Het was vanuit deze taalkundige oorsprong dat, tijdens de middeleeuwen, de naam Vogezen opkwam in het Franstalige gebied en Wasgen of Was(i)genwald, later ook Wasgau, in de Duitstalige regio.
Terwijl dus de term Wasgau lang in zwang bleef om te verwijzen naar het hele gebied op de westoever van de Rijn, werd die term aan het begin van de 20e eeuw geleidelijk voorbehouden aan het Elzas-gedeelte van de zandsteenbergen, terwijl de term Pfälzerwald ("Paltserwoud") in toenemende mate werd gebruikt om naar het Paltz-gedeelte te verwijzen. Dit leidde ertoe, dat het Paltserwoud en de Vogezen worden gedefinieerd als gescheiden en aparte landschappen. In de laatste decennia echter is er, in het kader van Europese integratie (het Verdrag van Schengen), een toenemende trend ontstaan om het hele bergcomplex weer als één enkele geografische eenheid te beschouwen. Een bewijs voor deze veranderde houding kan bijvoorbeeld worden gezien in de stichting door de UNESCO van het eerste grensoverschrijdende biosfeerreservaat in 1998: het Paltserwoud - Noord-Vogezen Biosfeerreservaat.

### Vestigingsgeschiedenis

#### Sporen van activiteit (tot de 10e eeuw)
Terwijl er in de meer bewoonbare gebieden van wat nu de Palts is, tekenen van menselijke activiteiten zijn die plaatsvonden sinds het Neolithicum (Nieuwe Steentijd 5500 - 4500 v.Chr) en vooral in de tijden van de Kelten (800 - 10 v. Chr.) en de Romeinen (10 v. Chr. tot 450 n.Chr.) waren de bergen op de westoever van de Rijn vrijwel onbewoond en bedekt met dicht, oud woud tot het eind van de Grote Volksverhuizing (rond 600 n.Chr.).

#### Abdijen, kolonisatie en ontwikkeling (zevende tot dertiende eeuw)

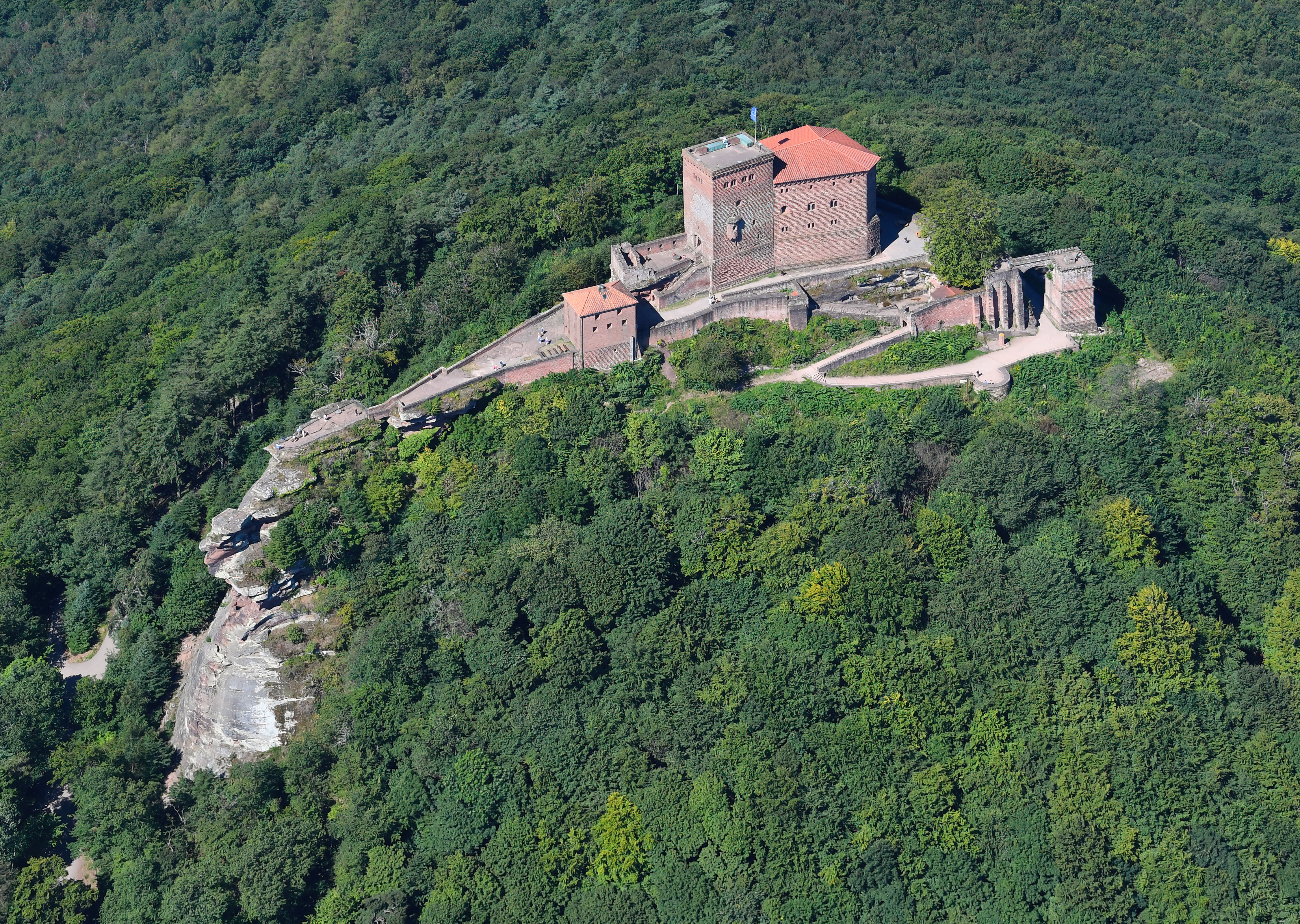
Rijksburcht Trifels, het machtscentrum van het rijk van de Salische dynastie

Nadat de Franken, tijdens hun veroveringen in de vroege middeleeuwen (7e tot 10e eeuw), tot aan de grenzen van het huidige Paltserwoud kwamen, was er een toenemende bevolkingsdruk in de volle middeleeuwen (10e to 13e eeuw). Vooral door de initiatieven van de adel en de kerk, bijvoorbeeld door de vestiging van kloosters zoals de cisterciënzerabdijen van Otterberg (1144) en Eußerthal (1148), kwam er een kolonisatie en ontwikkeling van de bergen. Gebieden die gebruikt konden worden voor landbouw werden gerooid en bewoond. Deze ontwikkeling bereikte zijn hoogtepunt in de regio tijdens het tijdperk van de keizers van de Salische dynastie (11e en 12e eeuw) en het huis Hohenstaufen (12e en 13e eeuw) met de bouw van Rijksburcht Trifels en andere kastelen in de omgeving, die het een tijdje tot het macihtscentrum van het rijk maakten.

#### Verlaten dorpen, roofbouw en uitputting van de grond (14e - 18e eeuw)
Deze ontwikkeling vond plaats in de late middeleeuwen (13e tot 15e eeuw) en in de Vroegmoderne Tijd (16e tot 18e eeuw), omdat ziekte (zoals de Pest) en hongersnood leidden tot een belangrijke afname van de bevolking. Het totale aantal nederzettingen ging scherp omlaag (verlaten dorpen achterlatend) als resultaat van oorlogen en economische omstandigheden. Zo werden tijdens de kolonisatie van de bergen vaak gebieden ontruimd die, vanwege de voedselarme zandgronden, ongeschikt waren voor landbouw en na een korte tijd verlaten moesten worden door overmatig gebruik en roofbouw. Ook het gebruik van het bos voor het verkrijgen van brandhout en timmerhout voldeed niet aan de uitgangspunten van duurzaamheid. Aan de ene kant bracht de productie van stro (als ligplaats voor vee) en bosweiden schade toe aan de gronden en bossen; aan de andere kant leidde de vervaardiging van ijzer, glas en potas, waar veel hout voor nodig was, eeuwenlang tot het overmatig gebruik en de vernietiging van het woud en dus tot de verdere verarming van de bevolking. Beroepen die door het bos zelf werden ondersteund, zoals houthakkers, houtskoolbranders, spantenmakers, harsbranders en asbranders voorzagen slechts in een mager bestaan.

#### Immigratie, nieuwe armoede, de eerste pendelaars (eind achttiende tot begin twintigste eeuw)

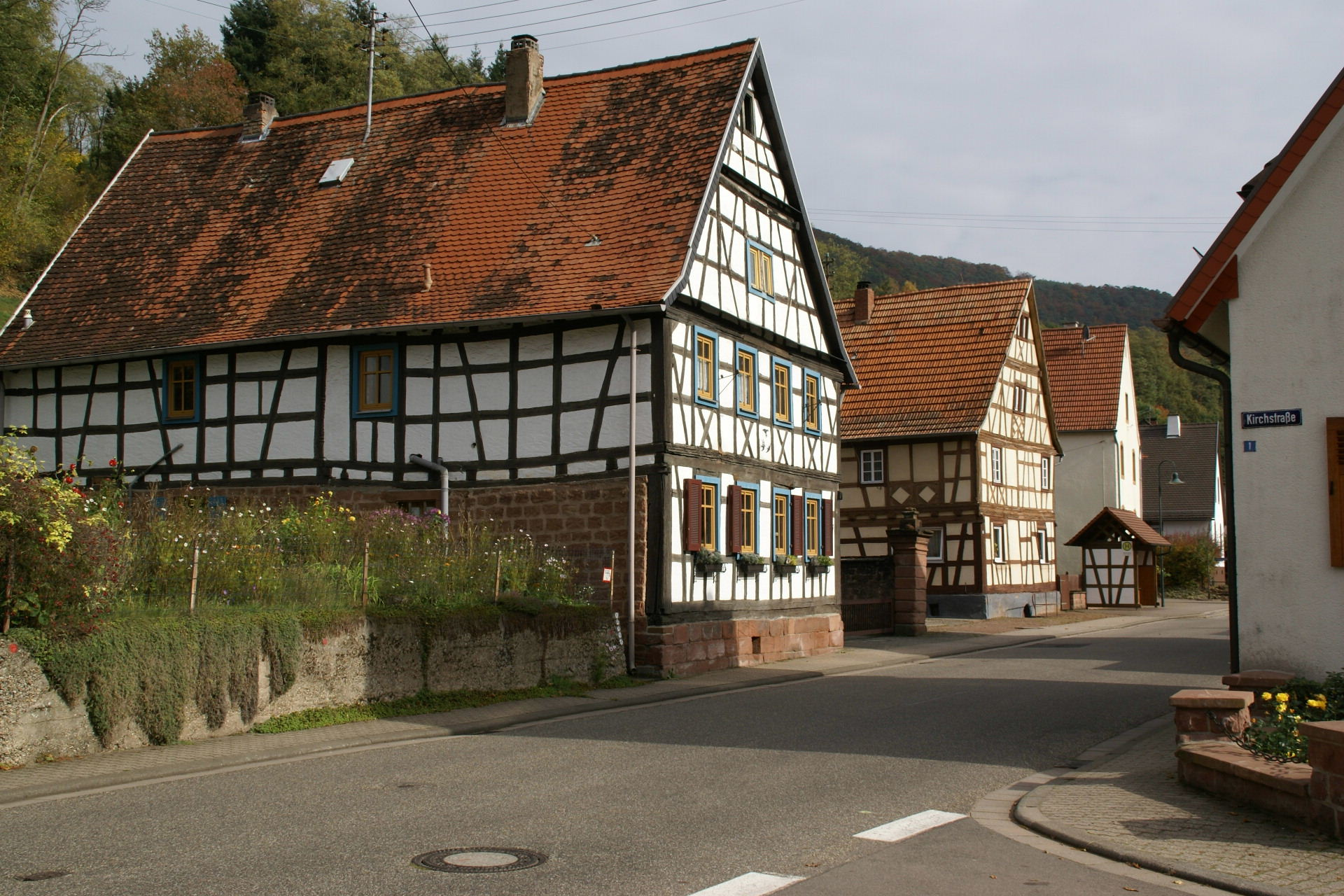
Het Wasgau-dorp Bobenthal: boerderijen in de Rijn-Frankische stijl

Na grote bevolkingsverliezen tijdens de Dertigjarige Oorlog, herstelde en stabiliseerde de bevolking zich aanvankelijk tegen het eind van de 17e eeuw, in het begin als gevolg van kolonisten-migratie vanuit Tirol en Schwaben en de vestiging van godsdienstvluchtelingen, hugenoten en mennonieten, vanuit Zwitserland, Frankrijk en Nederland. Van die tijd tot het eind van de 18e eeuw groeide de bevolking als gevolg van het betere ontwerp van boerderijen (zoals het Frankische huis) en de uitbreiding van dorpen (gegroepeerd dorp of Haufendörfer). Deze ontwikkeling betekende echter, dat de natuurlijke hulpbronnen van de bergen snel werden uitgeput en overbevolking en armoede - vooral in de 19e eeuw - leidden tot een toenemende emigratie naar de Nieuwe Wereld. Naast het bescheiden niveau van ijzerwinning en -bewerking, bosbouw en het exploiteren van papierfabrieken, was de schoenmakerij- industrie in de regio Pirmasens de enige echte bron van inkomen. Dit betekende dat de spoorweg in de tweede helft van de 19e eeuw (de Pfälzische Ludwigsbahn en de Landau-Zweibrücken-lijn) enige verbetering bracht in de situatie, omdat het mogelijk werd om te pendelen naar steden buiten het Paltserwoud en werk te zoeken in een van de opkomende industrieën (bijvoorbeeld BASF in Ludwigshafen) buiten de regio.

#### Deïndustrialisering en toerisme (20e en 21e eeuw)

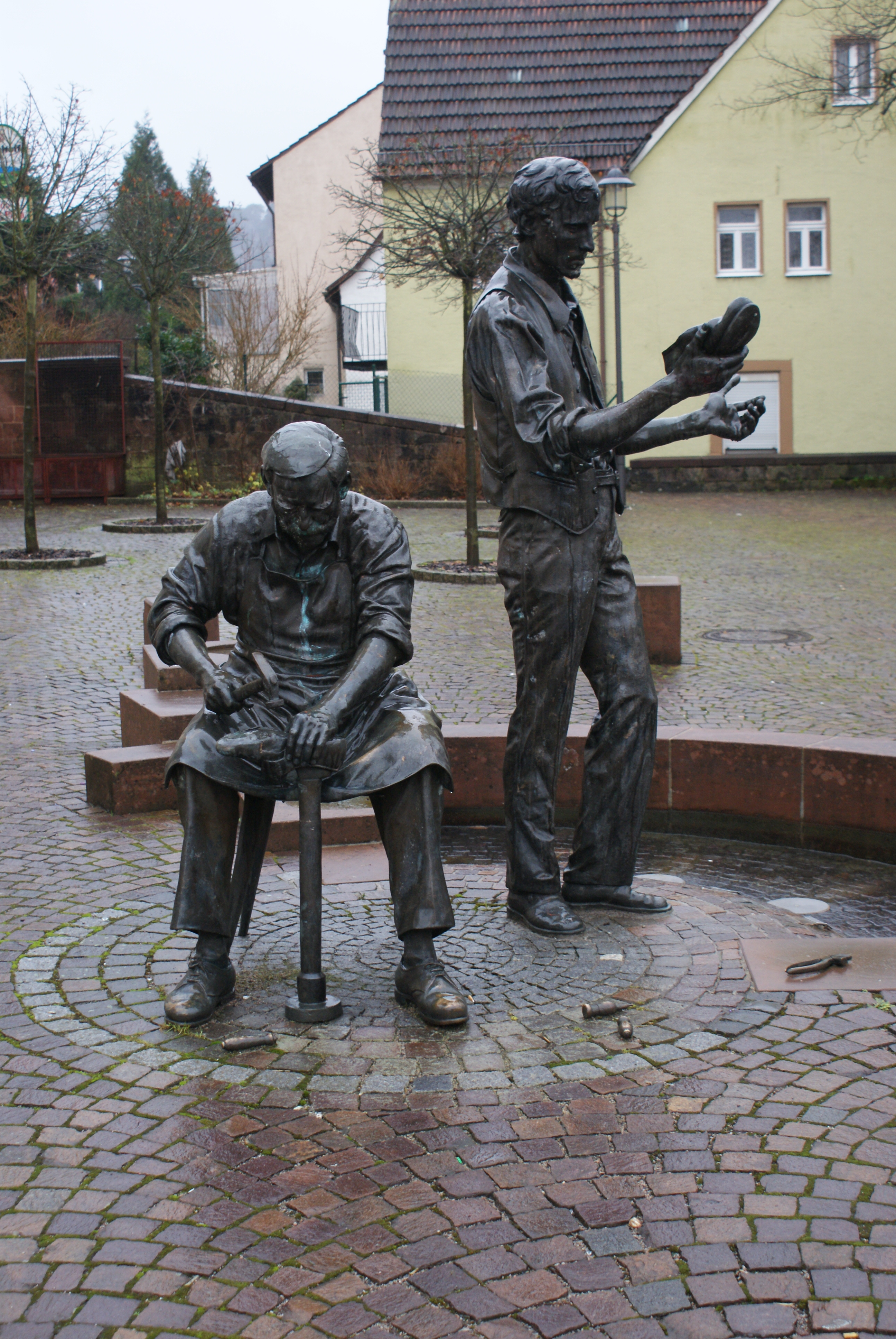
Het Schuster Monument in Hauenstein

In de twintigste eeuw beïnvloedden de algemene economische structurele veranderingen in Duitsland ook de regio van het Paltserwoud, dat in toenemende mate werd geïntegreerd in de globale economische systemen en vervoersstructuren. Afgelegen boerendorpen in het woud werden gemeentes met een dienstverlenend karakter door de bouw van infrastructuur (bijvoorbeeld openbaar vervoer) en, in veel gevallen, werkten de dorpsbewoners nu niet langer plaatselijk maar in verder gelegen regionale centra, zoals Ludwigshafen en Kaiserslautern.
In contrast daarmee werden plaatselijke industrieën in de bergen zeldzamer of ze werden gesloten, zoals te zien is in het voorbeeld van de schoenindustrie. Sinds zijn hoogtij in de jaren 1950 en 1960 , heeft globalisering de verhuizing veroorzaakt van de schoenproductie naar het buitenland,met als gevolg de vrijwel volledige instorting van de industrie, die in de jaren 1980 en 1990 bijzonder werd versterkt door de toenemende werkloosheid en daarmee samenhangende migratieneigingen. Daarbij komt, dat de verstrekkende demografische veranderingen van de laatste paar decennia voor verdere structurele problemen hebben gezorgd, in het bijzonder op afgelegen gemeenschappen in dunbevolkte gebieden door bevolkingsterugloop, vergrijzing en migratie.
Tezelfdertijd hebben de beboste hooglanden in de tweede helft van de twintigste eeuw een toenemend belang gekregen als plaats voor recreatie en vrijetijdsbestedingen met een bijzondere ecologische status. Dit is terug te vinden in verscheidene toeristisch planningen en activiteiten om de inheemse bevolking extra kansen op werk en inkomen te geven en om te helpen het hoofd te bieden aan de structurele veranderingen.

### Natuurpark en biosfeer reservaat
Terwijl het Paltserwoud vroeger vooral gezien werd als een bron voor grondstoffen en energievoorziening, is tegenwoordig, naast zijn recreatieve en vrijetijdsfunctie, zijn ecologisch belang als een 'speciaal beschermd landschap' op de voorgrond gekomen. Deze verandering in mentaliteit kreeg een zichtbare uitdrukking door, onder andere, de instelling van het Natuurpark Paltserwoud en later het Paltserwoud - Noord-Vogezen Biosfeer Reservaat.

#### Natuurpark

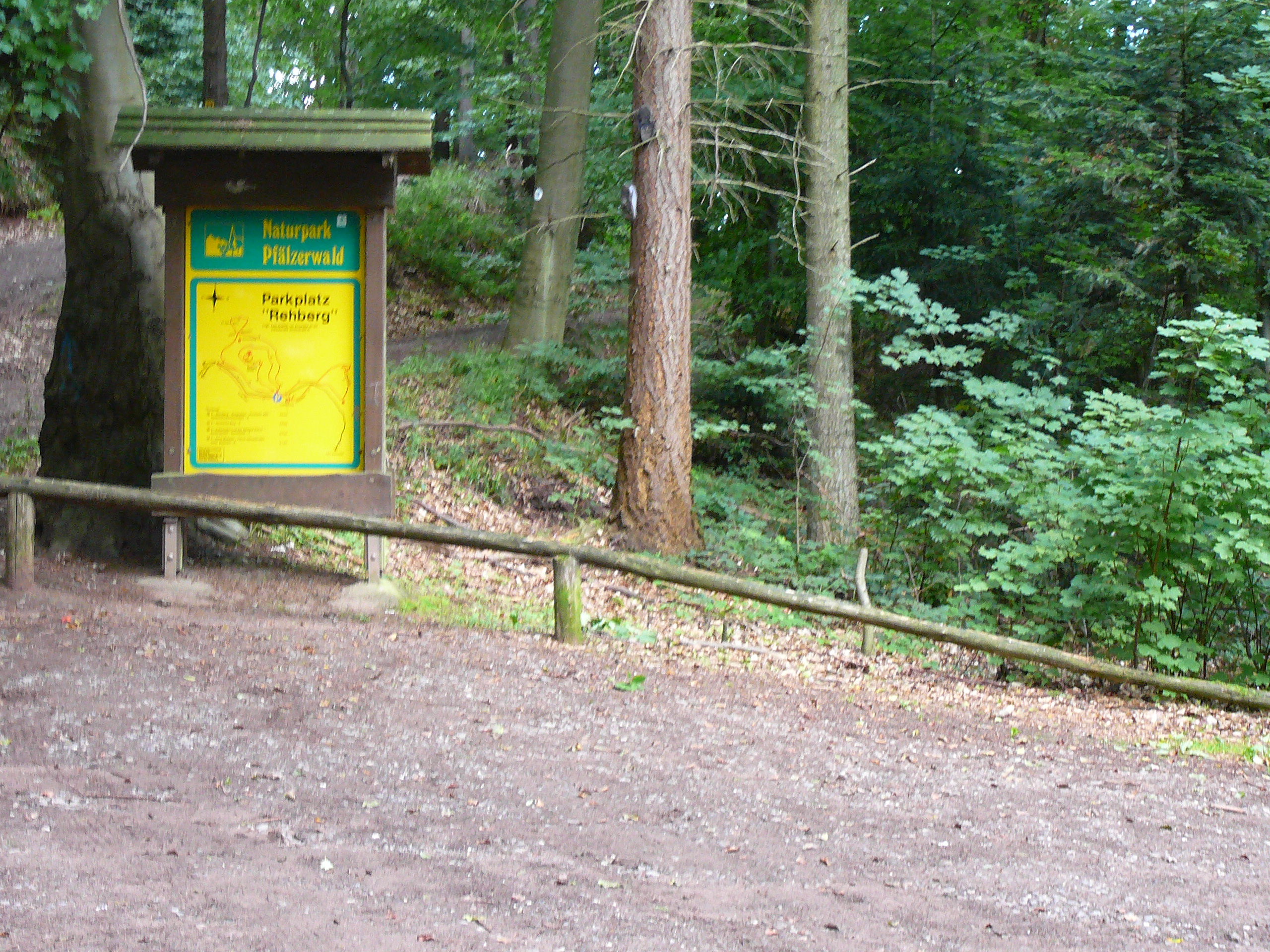
De Rehberg bosparkeerplaats, van waaruit diverse wandelingen vertrekken

Het Paltserwoud werd opgericht in 1958 als het derde natuurpark in Duitsland. In overeenstemming met de eisen van de ontwerper van het natuurpark-idee, Alfred Toepfer, moest het Paltserwoud een plaats van recreatie en lichaamsbeweging zijn voor de overspannen kantoorbedienden van de steden in de Rijn-vallei, die toen vreselijk leden onder de luchtvervuiling. Het uitbreidingsprogramma van het natuurpark beoogde 95 parkeerplaatsen, 13 campings, zeven observatietorens en vijf open-lucht zwembaden.
In feite werden er 62 bos-parkeerplaatsen gecreëerd in de eerste zeven jaar evenals 530 banken en evenveel afvalbakken. In totaal werd er 370 km aan wandelroutes toegevoegd of aangelegd en 45 bewegwijzerde wandelingen werden uitgezet. De beheersgroep van het natuurpark nam de Paltser-Woud-Vereniging (PWV) over. De twintig open schuilplaatsen, die voor wandelaars gebouwd zijn in houten chaletstijl, werden Fischer-hutten genoemd naar de bestuursvoorzitter van de Paltser-Woud-Vereniging, Ludwig Fischer.
In het midden van de jaren 60 kwam de PWV tot de slotsom dat het benodigde werk niet kon worden gedaan door vrijwilligers en droegen zij het beheer van het natuurpark over aan het Paltser provinciebestuur. Tegen 1974 was 3,7 miljoen euro besteed aan het verbeteren van de recreatieve mogelijkheden.
Rond 1975 werd de uitbreiding van recreatieve faciliteiten als voltooid beschouwd en verschoof de aandacht naar de zorg voor biotopen en het landschap in het centrum. In toenemende mate was er ook de wens om de vele monoculturen van naaldbomen, die geplant waren als een gevolg van oorlog, reparaties in oorlogstijd en tijden van crisis, te vervangen door gemengde bossen rijk aan boomsoorten die op die plaats hoorden te groeien.
Op 20 juli 1982 werd de Vereniging Natuurpark Paltserwoud (Verein Naturpark Pfälzerwald) opgericht als een ondersteunende organisatie. De leden van de vereniging zijn die provincies en onafhankelijke steden, waarvan de territoria worden bedekt door het natuurpark en eveneens de Paltser regionale vereniging waaronder verschillende wandel- en sportclubs en milieuorganisaties. Veel maatschappelijke organisaties worden bij het werk aan het natuurpark betrokken, wat de onafhankelijkheid van academische en regionale individuele belangen waarborgt. Het doel van de vereniging is het natuurpark en het gelijknamige biosfeerreservaat, gelijkwaardig te ontwikkelen en zijn uniciteit en schoonheid alsmede zijn nationale recreatieve waarde te handhaven. Sinds 1997 bevindt het hoofdkantoor van de vereniging zich in Lambrecht.

#### Biosfeerreservaat

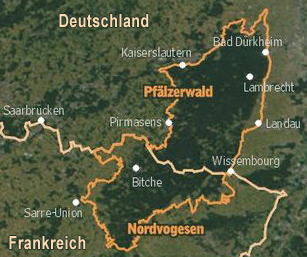
Grenzen van het Paltserwoud - Noord-Vogezen biosfeerreservaat

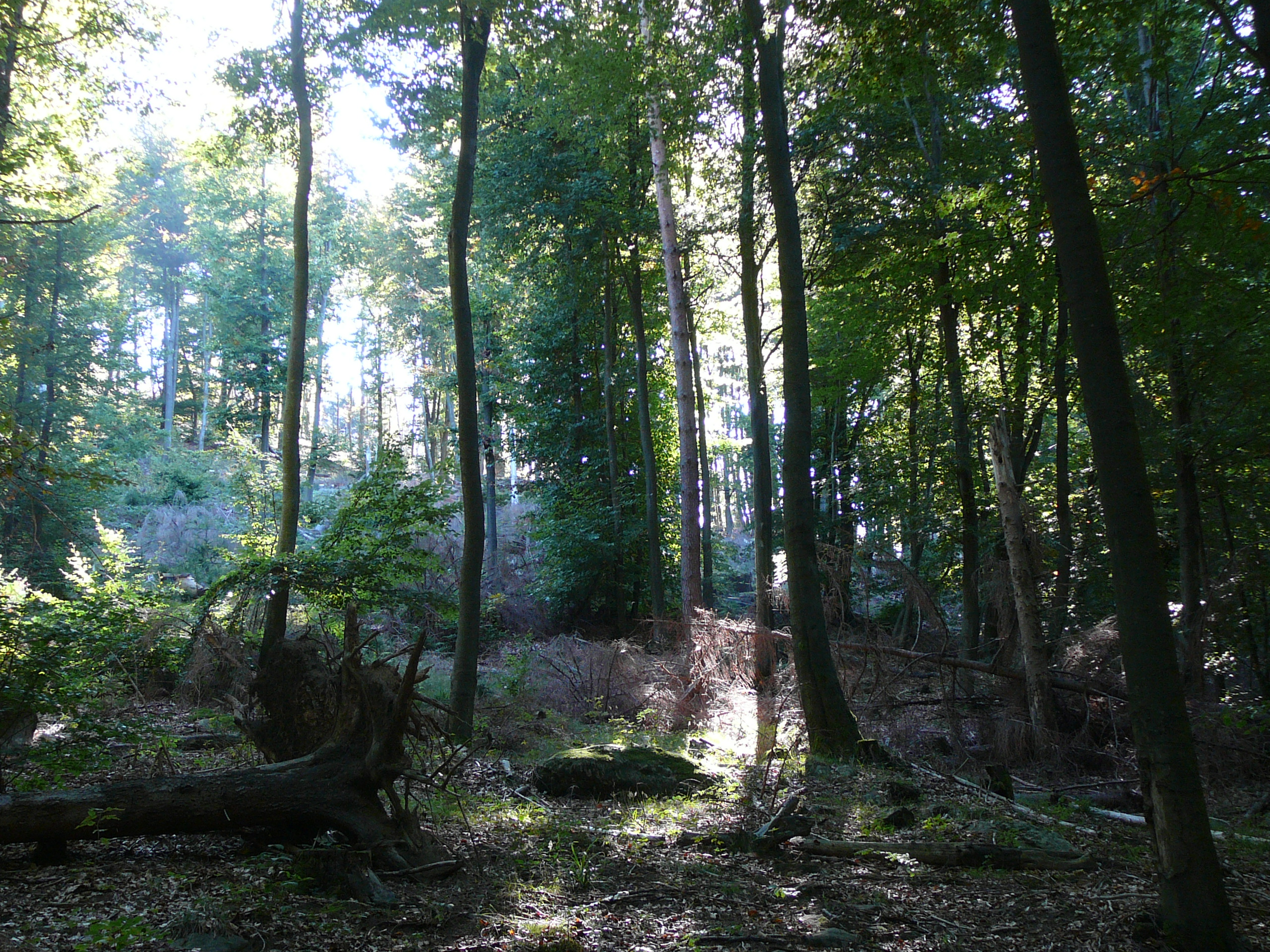
De kernzone: brongebied van de Wieslauter (Quellgebiet der Wieslauter)

Het Natuurpark Paltserwoud werd in 1992 door UNESCO erkend als een biosfeerreservaat. In 1998 werd dit het Duitse deel van het eerste grensoverschrijdende UNESCO-biosfeerreservaat, namelijk het Paltserwoud - Noord-Vogezen biosfeerreservaat. Het werd zo het twaalfde van de (per 2009) 15 Duitse biosfeerreservaten. Dit zijn gebieden die een speciale betekenis hebben voor het wereldwijde behoud van biologische diversiteit en waarin de ecologische aspecten, duurzaam economisch beheer, milieu-educatie en milieu-onderzoek het best aan elkaar gekoppeld zijn.
In 2007 vaardigde de deelstaat Rijnland-Palts een verordening uit, waarbij de UNESCO-richtlijnen voor de opzet van bio-reservaten specifiek geïmplementeerd zouden worden voor het Natuurpark Paltserwoud. Dit stelde een zone-schema vast als hoofddoel, dat drie zones beoogde met verschillende doelstellingen en beschermingsfuncties.
- Kerngebieden
Veilig beschermde locaties om biologische diversiteit te behouden, waar een "zo klein mogelijke invloed is op de loop van natuurlijke processen", dat wil zeggen: volledige bescherming van typische ecosystemen is verzekerd.
- Buffergebieden
De bufferzones worden gebruikt voor "ecologisch gezonde boerenpraktijken" die het landschappelijk karakter in ere houden. Zij zijn bedoeld om de kerngebieden aan te vullen en te verbinden.
- Overgangsgebieden
Het hoofdaccent ligt op het bevorderen van "modelprojecten voor duurzaamheid" die, bijvoorbeeld, de ontwikkeling van duurzaam toerisme en concepten voor milieuvriendelijke productie van regionale producten kunnen omvatten.

De "stiltegebieden" (Stillezonen), die ook opgenomen zijn in de wet, zijn bedoeld om een "ontspanning in stilte" te waarborgen maar zijn geen deel van de UNESCO-richtlijnen voor biosfeer-resultaten. Het concept stamt eerder af van de oude regeling voor beschermd gebied voor het Natuurpark Paltserwoud (1984) en overlapt daarom met de andere drie zones.
Kern-, buffer- en overgangszones zijn representatief verdeeld over het gebied van het biosfeerreservaat. Als onderdeel hiervan werden zo'n 16 kerngebieden gedefinieerd, met samen een oppervlakte van ongeveer 2,3 procent van het gebied. Het brongebied van de Wieslauter (2.296 ha) is met zijn gemengd bestand van oer-beuken, -eiken en -dennen het grootste van de kerngebieden in het biosfeerreservaat.

## Geologie
In het Paltserwoud liggen vooral het Buntsandstein (bontzandsteen) en het onderliggende Zechstein aan het oppervlak. De vorming van gesteentelagen in bekkens en de daaropvolgende erosie heeft geleid tot de topografie van de lage bergketen die we vandaag zien.

### Ontstaansgeschiedenis

#### Vorming van de Buntsandstein
Ongeveer 275 miljoen jaar geleden lagen de continenten verenigd in een grote landmassa, die Pangea genoemd wordt. Aan het einde van het Perm (ongeveer 275 miljoen jaar geleden) vormden zich horsten en grabens in dit continent, sommige in het gebied van het hedendaagse Paltserwoud. De zandsteenformaties van het Rotliegend, sommige met een dikte van 100 meter, werden in die bekkens afgezet. 
Aan het begin van het Trias (ongeveer 251 - 243 miljoen jaar geleden) heerste in Europa een woestijnachtig klimaat. In de vorm van puinwaaiers werden zandsteenlagen tot 500 meter dikte gevormd. Het ijzer in het gesteente reageert onder droge omstandigheden met zuurstof uit de lucht en vormt roodkleurig ijzeroxide. Omdat het effect niet in elke laag gelijk is ontstaat een wisselende kleuring van de steenlagen. Daarom werden ze Buntsandstein genoemd. Bovendien zorgden kleine verschillen tussen de lagen (kleiige zandsteen tegenover verkiezelde kwartszandsteen) voor een verschil in competentie. Op grond daarvan is de Buntsandstein ingedeeld in een onder-, middel- en bovendeel. 
De Buntsandstein werd begraven onder verschillende jongere afzettingen. Eerst volgde de Muschelkalk (ongeveer 243 - 235 miljoen jaar geleden) en de Keuper (234 - 200 miljoen jaar geleden, daarna andere afzettingen tijdens de Jura (200 - 142 miljoen jaar geleden) en het Krijt (142 - 66 miljoen jaar geleden).

#### Het ontstaan van het huidige reliëf

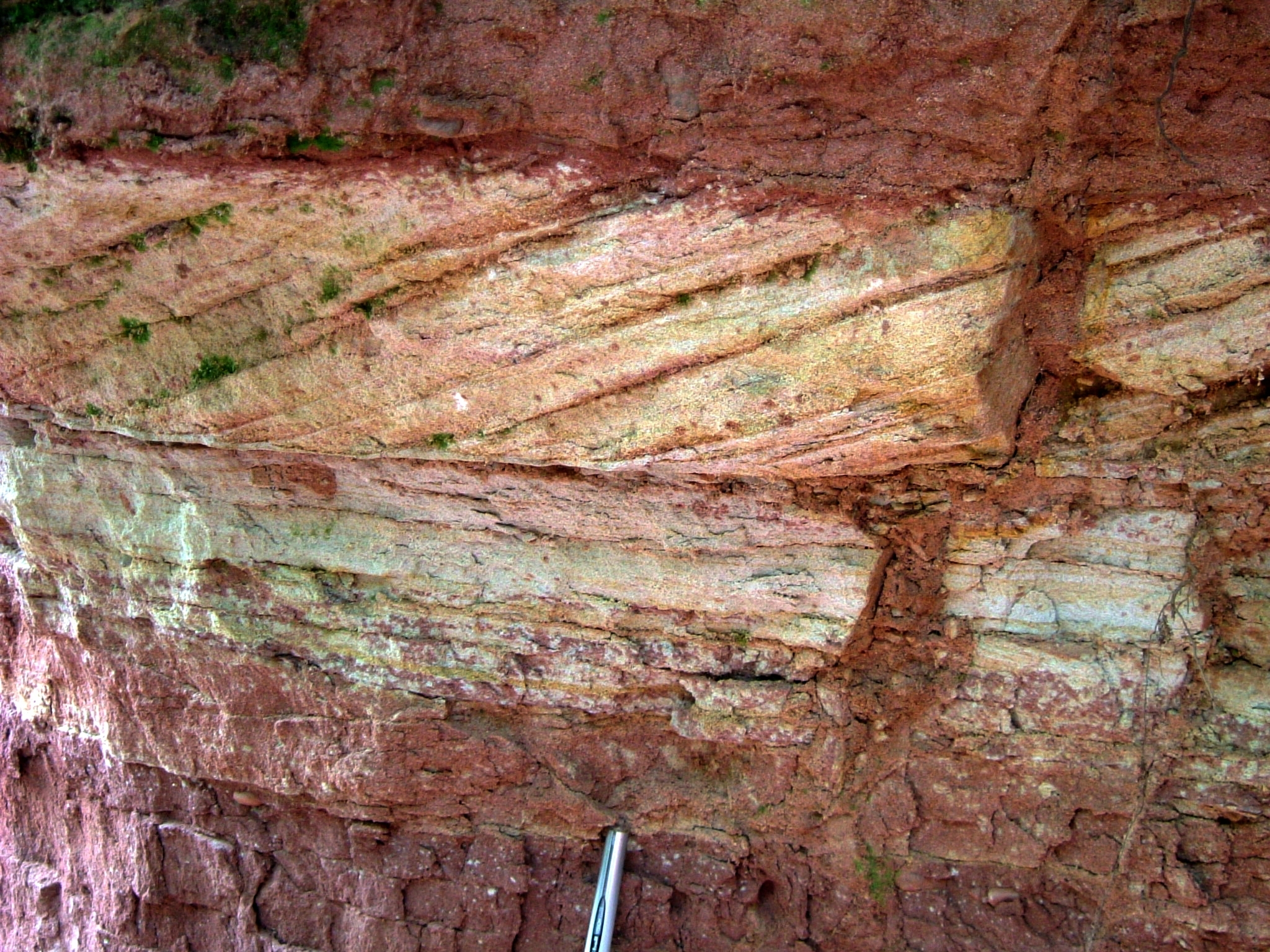
Cross-bedding in Buntsandsteinlagen aan de voet van de Teufelstisch in de buurt van Hinterweidenthal

Aan het begin van het Paleogeen (66 tot 23,8 miljoen jaar geleden) leidde de vorming van de Alpen tot aanzienlijke spanningen in de aardkorst. Ten noorden van de Alpen heerste als gevolg van het groeiende gebergte aanzienlijke rekspanning. Ongeveer 35 miljoen jaar geleden ontstond als gevolg een grote grabenstructuur, de Boven-Rijnslenk. Ook in het gebied van het Paltserwoud ontstonden diepe breuken en verzakkingen in de aardkorst. Terwijl de Boven-Rijnslenk langzaam verzakte werden de zijkanten van het bekken opgeheven, in het geval van het Paltserwoud tot een hoogte van ongeveer 1000 meter.

#### Vorming van het huidige landschap
De opheffing van het gebied gaat nog steeds door. Omdat het gebied vooral aan de kant van de Boven-Rijnslenk wordt opgeheven zijn de gesteentelagen gekanteld.
Vanaf het latere Paleogeen gaan opheffing en erosie hand in hand. De opheffing zorgde dat rivieren zich in konden slijten. Er ontstond een landschap van heuvels en dalen. Door de erosie is ongeveer 800 meter gesteente verwijderd (Dogger, Lias, Keuper en Muschelkalk) waardoor het Buntsandstein nu aan het oppervlak ligt. Verwering en erosie zorgden voor het ontstaan van grillige kliffen en rotsen in de Buntsandstein. Kenmerkend is een systeem van diep ingesneden valleien uiteenlopende bergvormen en grillige rotsformaties, vooral in het noorden en midden van het Paltserwoud.

### Structuur

#### Basisgesteente
Gneis en leisteen liggen tegenwoordig aan het oppervlak in het Paltserwoud maar ze worden over het algemeen bedekt door jongere steenformaties die slechts op een paar plaatsen op de oostelijke hoek van de bergen open liggen.

#### Formaties van Rotliegend en Zechstein
Deze steenlagen bedekken het grondgesteente en bestaan, naast zandsteen, uit schalie en mergel. Over het algemeen hebben zij een zachtere samenstelling en dus vormen zij brede valleien en erosievlaktes, zowel in het noordelijke Paltserwoud (het Stumpfwald) als in het zuidoosten. De zuidelijke Paltser zandsteenformaties van Zechstein zijn in vier lagen verdeeld, die een totale dikte hebben van 80 tot 100 meter.

#### Grondlagen van bontzandsteen
Het bontzandsteen gedeelte in de rots is verdeeld in drie lagen:

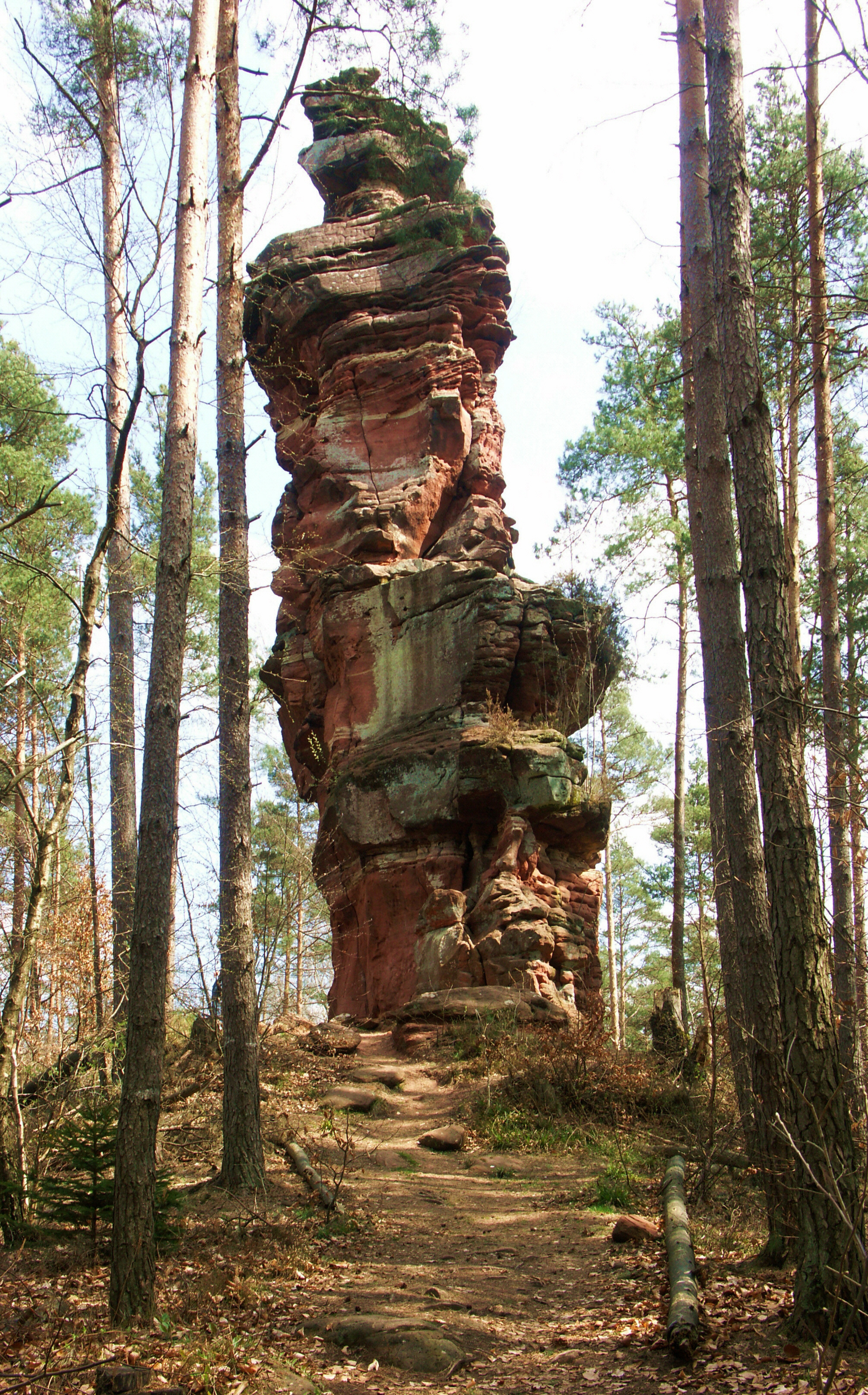
Trifels-grondlagen van de rotsen van de Napoleonsfels bij Bruchweiler in het Dahner Felsenland

- Onder-bontzandsteen
De onder-bontzandsteen is de meest voorkomende rotssoort van het Paltserwoud en bedekt uitgestrekte gebieden van het laaggebergte tot een diepte van 280 tot 380 meter. De zandsteen bevat veel kwarts en weinig veldspaat en mica, zodat zij verweren tot zandgronden, die arm zijn aan voedingsstoffen en die nauwelijks worden gebruikt voor agrarische doeleinden. In totaal zijn er drie onderdelen - de grondlagen van Trifels, Rehberg en Schlossberg - waarin verscheidene rotszones van verschillende diktes een geheel vormen..
- Midden-bontzandsteen
Ook in het midden-bontzandsteen kunnen diverse rotslagen met diktes van ongeveer 80 tot 100 meter worden geïdentificeerd. Het meest treffend zijn de lagen van Karlstal, die voornamelijk aan de oppervlakte verschijnen als verkiezelde rotsblokken, alsmede de bovenste rotslaag en de primaire conglomeratie, die ook bestaan uit verkiezelde grove zandstenen en steenslag. Op de top van deze formatie is de "violette grenslaag" (violette Grenzschicht), die hoofdzakelijk bestaat uit fijne sedimenten die rijk zijn aan mica.
- Boven-bontzandsteen.
Tussenliggende lagen en Voltzienzandsteen vormen samen de boven-bontzandsteen met een dikte van ongeveer honderd meter. Anders dan de onder- en middenbontzandsteenlagen bevatten deze lagen meer mica, carbonaten en kleimineralen en dus verweren zij tot bodems rijk aan voedingsstoffen, die worden gebruikt voor agrarische doeleinden in open eilandplekken in het westelijk Paltserwoud (het Holzland).

## Geomorfologie

### Landschapskarakter
Verwering en erosie van de verschillende rotslagen van het Paltserwoud met hun verschillende hardheid hebben geleid tot een laaggebergte met een compact, diep ingesneden stelsel van valleien en een grote verscheidenheid aan heuvelvormen. De harde en resistente gesteentes van het onder- en middelbontzandsteen hebben een reliëf met sterke hoogteverschillen opgeleverd, waarvan de hellingen kenmerkend zijn voor het landschap, vooral in het noorden en oosten, terwijl het zuidoostelijk deel van het Paltserwoud wordt gedomineerd door tamelijk losstaande soorten heuvels, van elkaar gescheiden door erosievlaktes.

### Bergen, heuvels en rotsformaties

#### Algemene kenmerken

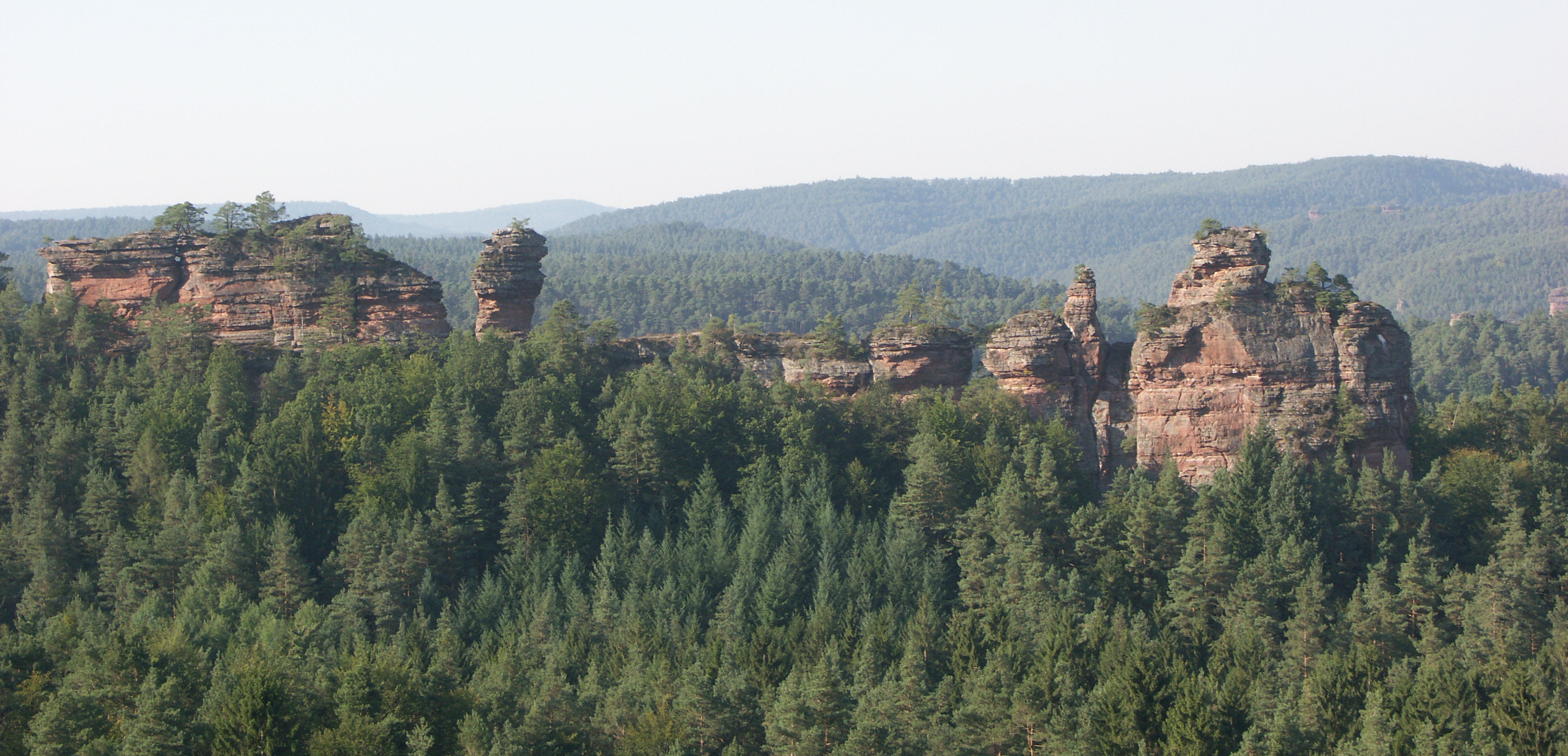
Voorbeeld van een rotsterras: de Lämmerfelsen nabij Dahn

In de bontzandsteenbergen kan een grote verscheidenheid aan heuvelvormen worden waargenomen, afhankelijk van de gesteentelagen waaruit zij zijn samengesteld. Kenmerkend voor het noordelijk en centrale Paltserwoud zijn opvallende heuvel-"blokken" (Bergklötze) en langwerpige trapeziumvormige bergkammen, vaak met rotsachtige topstreken (bijvoorbeeld de Kesselberg, 661,8 m), terwijl in het westelijk deel van het gebied plateau-achtige heuvelformaties met open plekken de overhand hebben. In het zuidoostelijk Paltserwoud daarentegen beïnvloeden de sedimenten van het Rotliegen en Zechstein (erosievlaktes) en in het bijzonder resistente Trifels- en Rehberg-lagen (conisch gevormde heuvels) het uiterlijk van het platteland.
In de loop van de millennia hebben de verwering en erosie van het zandsteen met zijn variërende gradaties van hardheid bizarre rotsformaties opgeleverd, bijv. rotstorens, rotsformaties, rotswanden en rotsblokken. Daarnaast heeft de kleinschalige verwering van lagen van verschillende hardheid grotten, natuurlijke bruggen en tafelrotsen (Duivelstafel) opgeleverd. Op het bijna twee kilometer lange rotsterras van de Altschlossfelsen kunnen ook breuken, overhangende rotsen en honingraatverwering worden aangetroffen. Daartegenover blijken bergmeren en rotsblokvelden veelal terug te vinden zijn in het centrale Paltserwoud.

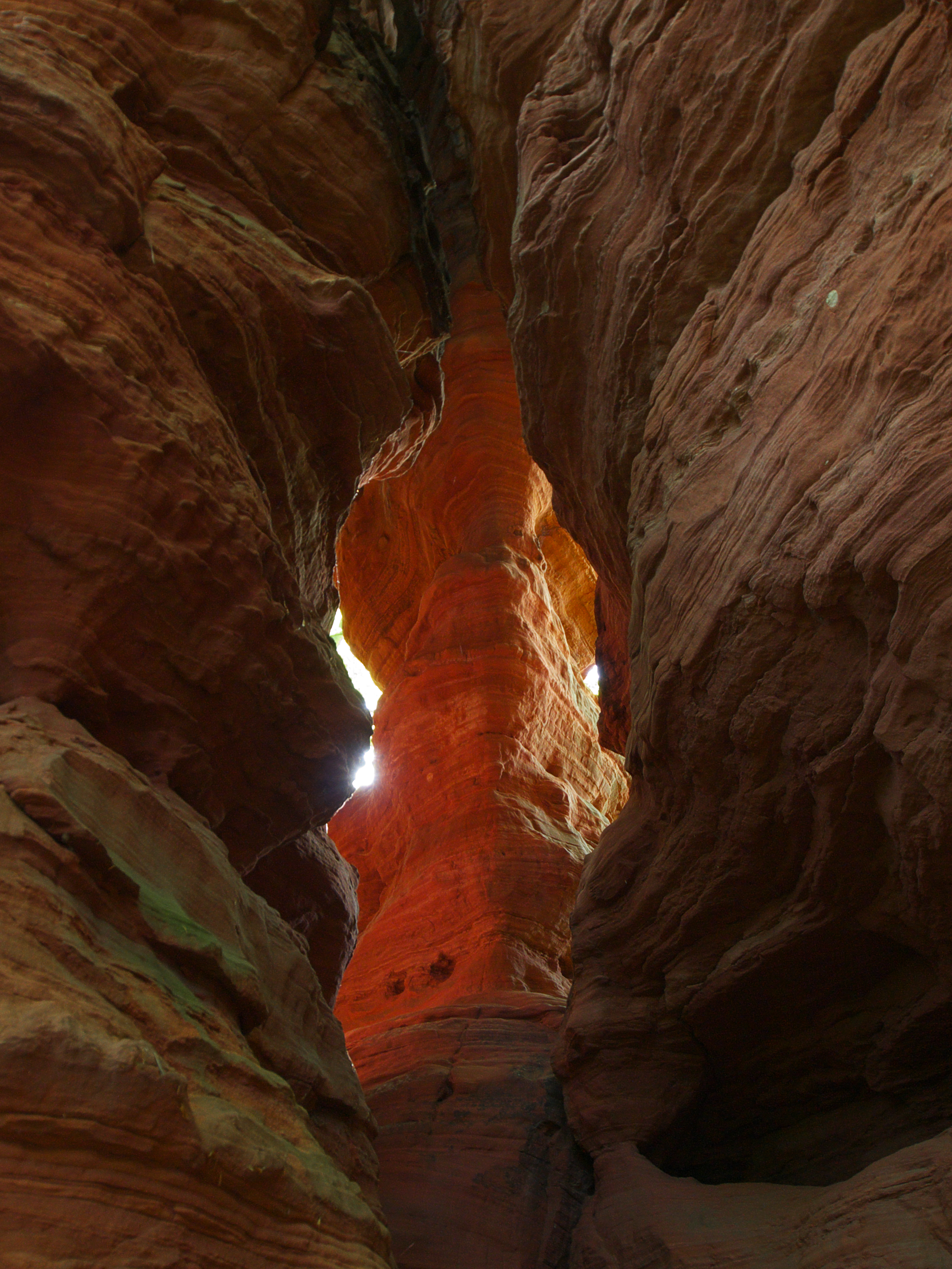
natuurlijke brug bij Altschlossfelsen
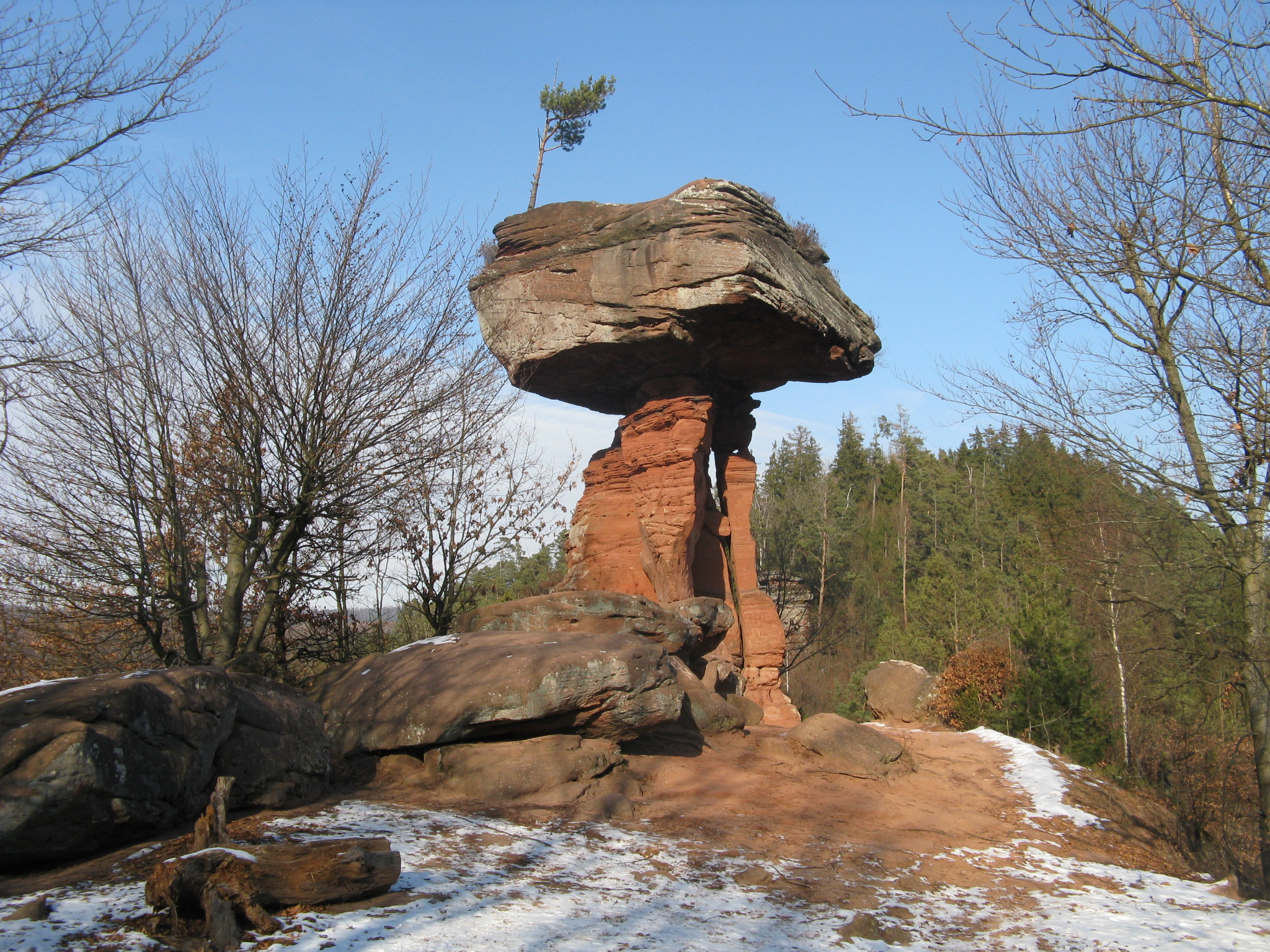
Duivelstafel in de winter
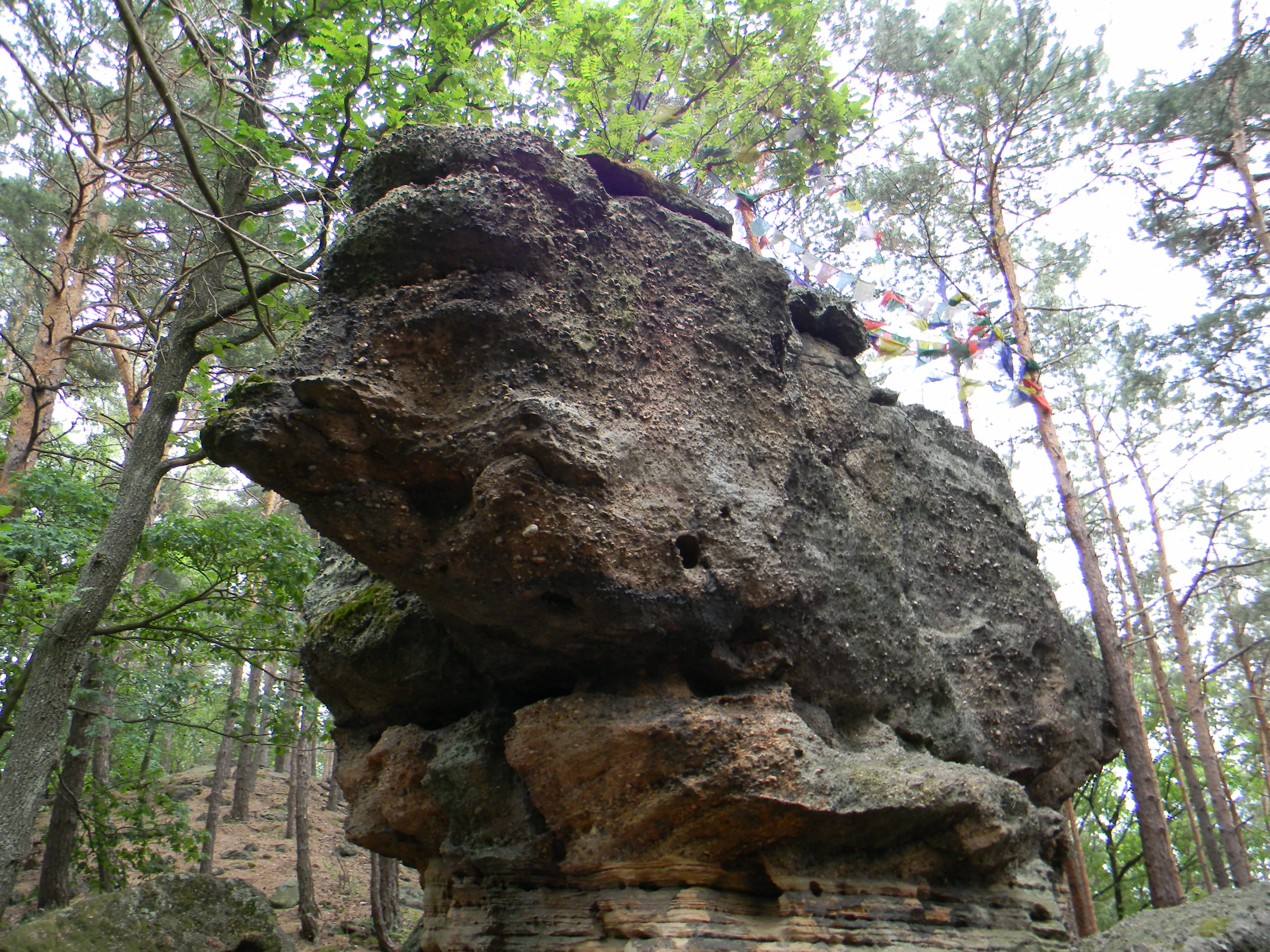
Overhangende rots Kamelkopf in Bobenheim am Berg
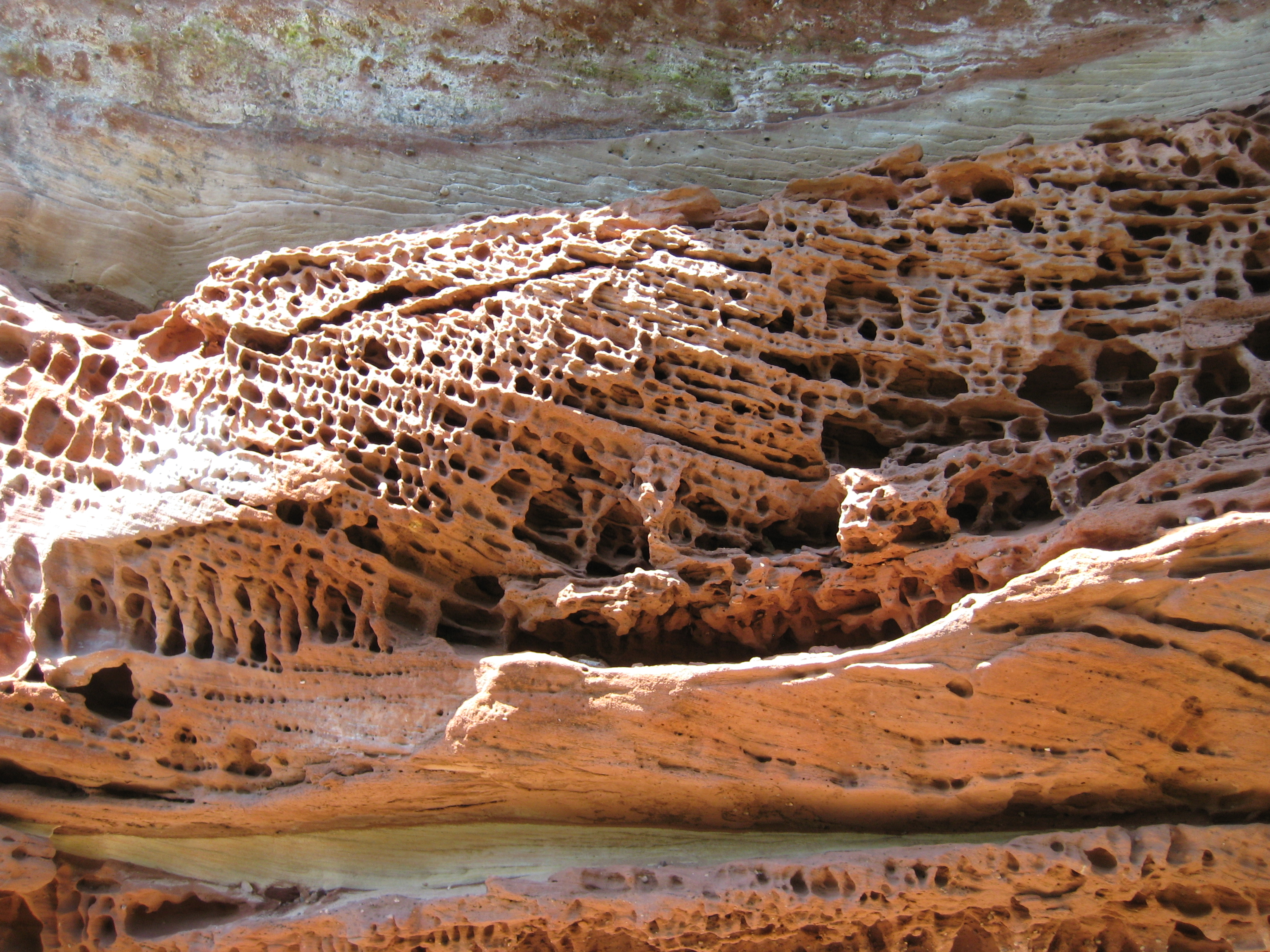
honingraatverwering bij Kasteel Altdahn

#### Gedetailleerde topografische beschrijving

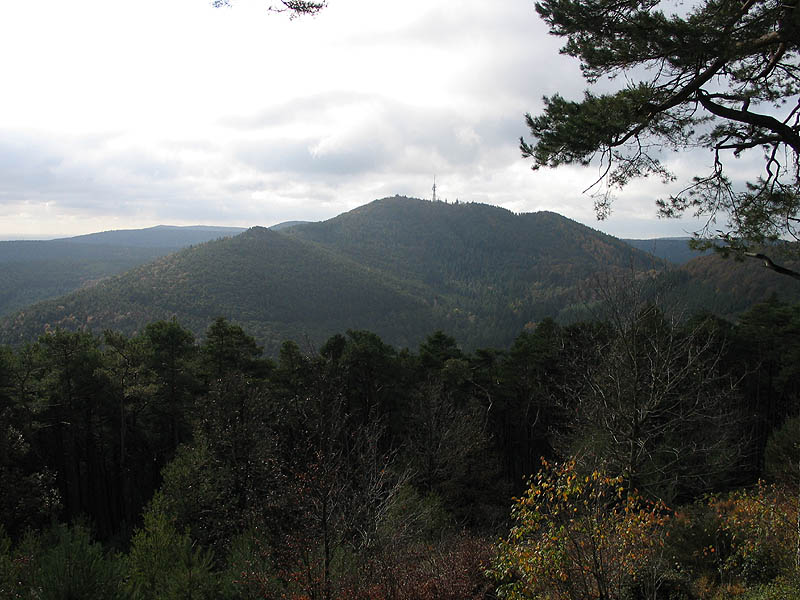
De Kalmit, de hoogste piek in het Paltserwoud

De hoogste punten in dit lage berggebied vindt men in het centrale Paltserwoud en vooral in het oosten.
Hier, op een enkele aaneengesloten bergkammen, komt een serie pieken boven de grens van 600 meter, waarvan de Grote Kalmit (672,6 m) ook het hoogste punt van het hele Paltserwoud is. De kam begint bij de Steigerkopf (ook wel de Schänzel genoemd) (plusminus 500 meter) en leidt in westelijke richting naar het Frankenweide-gebied rond de Eschkopf (609 m) en de Weissenberg (609,9 m). Dit massief strekt zich uit van de stad Hochspeyer via Johanniskreuz naar Hauenstein. Het centrale gebied ervan tussen Johanniskreuz en Hermersberghof lijkt eerder op een plateau begrensd door diep ingesneden valleien. Dit plateau loopt ook door naar het westen op een hoogte van ongeveer 500 m voordat het geleidelijk daalt naar 400 m. Het wordt in tweeën gesneden door de rivieren Schwarzbach en Moosalb. Naar het zuidwesten scheiden andere bergkammen de valleien van de Merzale en de hoofdstromen van de Wieslauter. Het is daarom mogelijk om van van Neustadt an der Weinstrasse naar Leimen of Kaiserslautern-Molsbach te wandelen zonder beneden de 450 meter hoogtelijn te komen.
Ten noorden van de lijn van Hochspeyerbach naar Speyerbach zijn de hoogste punten de 570,8 meter hoge Drachenfels en de Hohe Stoppelkopf (566,2 m). In de driehoek die gevormd wordt door de Isenach aan de noordkant en de Duitse Wijn Route aan de oostkant zijn heuvels van meer dan 500 meter hoogte. De meest opvallende zijn de Hausberg ten noorden van Neustadt, de Weinbiet (554 m) en de Eckkopf (516 m) in de buurt van Deidesheim. Ten noorden van de Isenach breekt alleen de Rahnfels (516,5 m) door de 500 meter lijn. Bij zijn voortzetting naar het noorden daalt het van 400 naar 300 meter boven de zeespiegel.

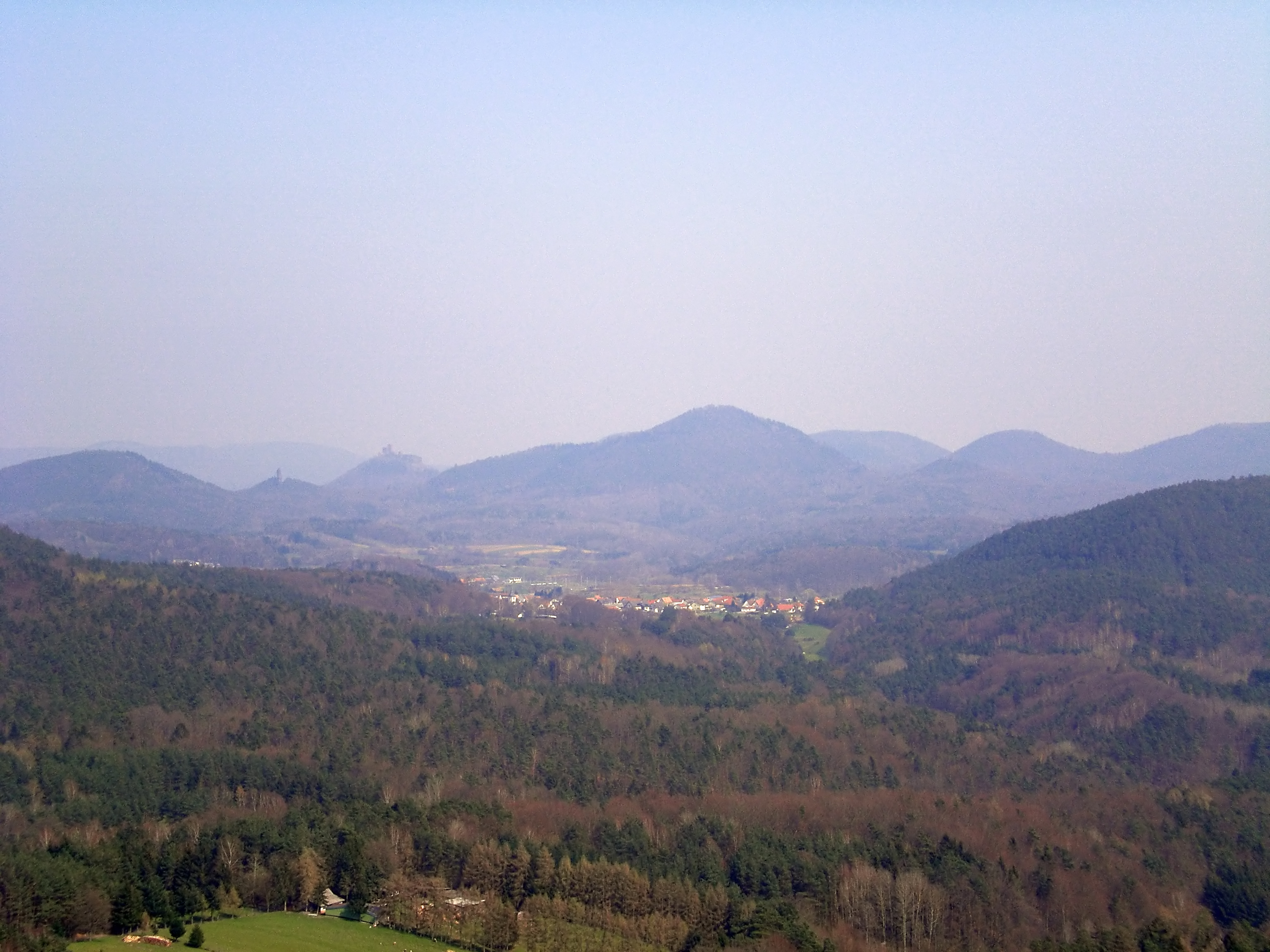
Typisch Wasgau buitengebied met erosievlakken en conisch gevormde heuvels: uitzicht vanaf de Lindelbrunn in de richting van de Rehberg (in het midden)

Ten zuiden van de Queich verandert de natuur door de wat verschillende geologische situatie (zie landschapskarakter). Hier kenmerken grotere erosievlaktes en tamelijk geïsoleerde heuvelvormen (conisch gevormde heuvels) met een gemiddelde hoogte van 450 meter het landschap. De hoogste punten aan de Duitse kant van de Wasgau zijn de Rehberg (576,8 m) bij Annweiler, de kasteelheuvel met de ruïnes van Wegelnburg (570,9 m) bij Nothweiler, gevolgd door de Hohe Derst (560,5 m) ten westen van Bad Bergzabern en de Grosser Eyberg (513 m) ten zuidwesten van Dahn. De Hohe List (475,8 m) en Erlenkopf (472,1 m) vlak bij Eppenbrunn zijn de hoogste punten in het zuidwesten.

#### Overzichtstabel
De categorie-structuur van de lijst is gebaseerd op het concept voor de natuurlijke regio-indeling van het Paltserwoud. De belangrijkste toppen van het gebied worden aangeduid met hun overeenkomende landschapsonderdeel en gesorteerd op basis van hun hoogte in meter (m) boven zeeniveau. De dichtstbijzijnde nederzetting wordt gegeven bij minder bekende heuvels.
| Laag-, of Noord-, Paltserwoud                       | Laag-, of Noord-, Paltserwoud                                 | Centraal Paltserwoud   | Centraal Paltserwoud                                        | Centraal Paltserwoud                                  | Zuid-Paltserwoud of Duits Wasgau                   | Zuid-Paltserwoud of Duits Wasgau                                  |
| Stumpfwoud                                          | Otterbergwoud                                                 | Haardt                 | Frankenweide                                                | andere regio's                                        | Wasgau Felsenland                                  | andere regio's                                                    |
| --------------------------------------------------- | ------------------------------------------------------------- | ---------------------- | ----------------------------------------------------------- | ----------------------------------------------------- | -------------------------------------------------- | ----------------------------------------------------------------- |
| Leuchtenberg (491,5 m) (Zuid-Carlsberg)             | Heidenkopf (419,6 m) (ten oosten van Schneckenhausen)         | Kalmit (672,6 m)       | Mosisberg (circa 610 m)                                     | Schafkopf (617,8 m)                                   | Rehberg (576,8 m)                                  | Hohe Derst (560,5 m) (westelijk van Dörrenbach)                   |
| Steinkopf (484,0 m) (ten zuiden van Carlsberg)      | Andreasberg (401,0 m) (ten zuidoosten van Schneckenhausen)    | Kesselberg (661,8 m)   | Weissenberg (609,9 m)                                       | Steigerkopf (Schänzel) (613,6 m)                      | Wegelnburg (570,9 m)                               | Bobenthaler Knopf (53,9 m)                                        |
| Kieskautberg (460,6 m) (ten zuiden van Carlsberg)   | Eulenkopf (399,6 m) (ten zuidwesten van Potzbach)             | Rossberg (637,0 m)     | Eschkopf (608,3 m)                                          | Morschenberg (608,3 m) (ten westen van Sankt Martin)  | Hohenberg (551,9 m)                                | Schletterberg (circa 523 m) (ten noorden van Waldhambach)         |
| Heidenberg (446,2 m) (ten zuidoosten van Alsenborn) | Queitersberg (394 m)                                          | Hochberg (635,3 m)     | Hortenkopf (606,2 m)                                        | Rotsohlberg (607,1 m) (ten westen van Sankt Martin)   | Forlenberg (533,1 m) (ten westen van Leinsweiler)  | Krummer Ellenbogen (514,7 m) (ten oosten van Niederschlettenbach) |
| Hohe Bühl (443,6 m) (ten westen van Carlsberg)      | Backofen (389,2 m) (ten noordwesten van Drehentalerhof)       | Hohe Loog (618,7 m)    | Schindhübel (circa 571 m)                                   | Hermeskopf (581,3 m) (ten noorden van Ramberg)        | Schlüsselfelsen (524,0 m) (ten oosten van Schönau) | Grosser Eyberg (513,0 m)                                          |
| Schorlenberg (402,0 m) (ten oosten van Alsenborn)   | Bruchberg (388,6 m) (ten noorden van Otterberg)               | Blättersberg (613,2 m) | Bloskülb (570,2 m)                                          | Drachenfels (571 m)                                   | Maimont (515,0 m) (ten zuiden van Fischenbach)     | Treutelsberg (503,7 m) (ten westen van Klingenmünster)            |
| Bocksrück (400,6 m) (ten westen van Sippersfeld)    | Gersweilerkopf (378,9 m) (ten oosten van Erlenbach)           | Teufelsberg (597,6 m)  | Blosenberg (558,9 m) (ten westen van Hofstätten)            | Großer Adelberg (567,4 m) (ten noorden van Annweiler) | Wetterberg (512,7 m) (ten westen van Leinsweiler)  | Grosser Mückenkopf (484,9 m) (ten noorden van Fischbach)          |
| Eiskopf (397,0 m) (ten oosten van Alsenborn)        | Grosser Ohligkopf (377,6 m) (ten oosten van Otterberg)        | Orensberg (581,2 m)    | Katzenkopf (553,3 m) (ten noorden van Wilgartswiesen)       | Hoher Stoppelkopf (566,2 m)                           | Kappelstein (498,0 m) (ten zuiden van Nothweiler)  | Stäffelsberg (480,8 m) (ten westen van Dorrenbach)                |
| Klauserkopf (384,0 m) (ten noorden van Ramsen)      | Einsiedlerberg (370,0 m) (ten noordoosten van Drehentalerhof) | Weinbiet (554,0 m)     | Staufelkopf (552,0 m) (ten noordwesten van Wilgartswiesen)  | Almersberg (564,1 m) (ten noorden van Rinnthal)       | Jungstberg (491,1 m) (ten oosten van Wieslautern)  | Hohe List (475,8 m) (ten oosten van Eppenbrunn)                   |
| Pfrimmerberg (377,1 m) (ten oosten van Sippersfeld) | Sulzberg (368,9 m) (ten oosten van Erlenbach)                 | Eckkopf (516,0 m)      | Spitze Boll (540,1 m) (ten zuidwesten van Hermersbergerhof) | Rahnfels (516,5)                                      | Wolfshorn (476,7 m) (ten westen van Schwanheim)    | Erlenkopf (472,1 m) (ten zuiden van Eppenbrunn)                   |

### Valleien en waterlopen

#### Algemene kenmerken

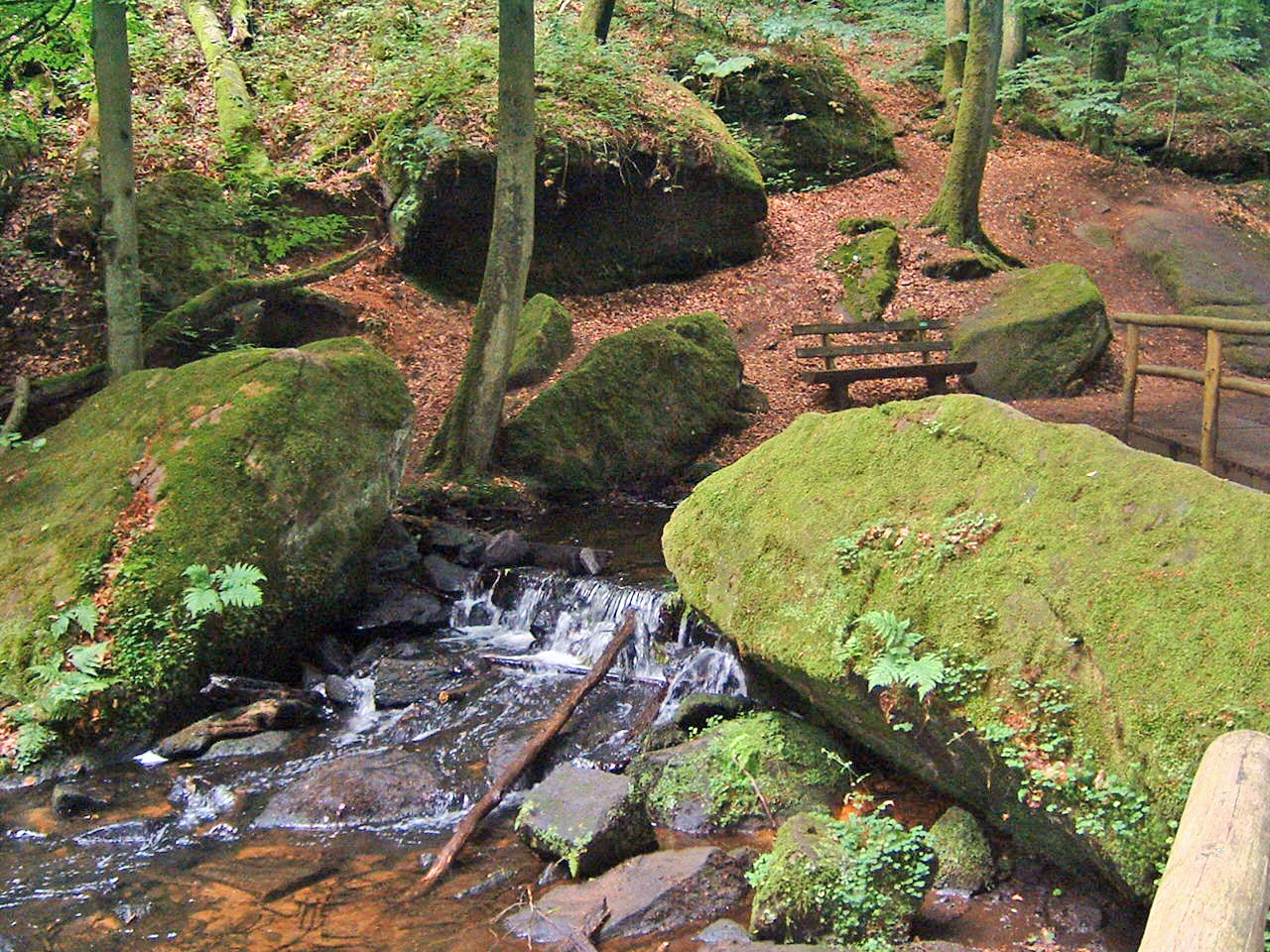
Watergeleidend en waterbrengend rotsgedeelte van de Karlstal lagen; Moosalb in het Karlstal

Kenmerkend voor de onder- en middelzandsteen zijn V-vormige valleien met smalle bodems en steile kanten, die diep in de steenlaag zijn ingesneden. Het zijn de typische dalvormen in het centrale Paltserwoud, terwijl in de zuidelijke en noordelijke delen U-vormige valleien met bredere bodems overheersen. In het zuidwestelijk deel van het woud zijn de zogenoemde "woog"-valleien, waarin de dalbodem breed is en daarom zijn zij bijzonder geschikt voor de aanleg van vijvers of woogs, reservoirs en kleine meren (zie hieronder).

#### Hydrologische balans
Een typisch kenmerk van het Paltserwoud is zijn overvloed aan water, dat heeft geleid tot een sterk ontwikkeld systeem van beken, rivieren en moerassige gebieden (zie hieronder). De door erosie veroorzaakte zandgronden laten erg gemakkelijk water door, zodat regenwater snel in de grond sijpelt en dan in de verschillende rotsgedeeltes wordt opgeslagen als grondwater, dat kan worden gekanaliseerd door diaklaas en breuken. Dit grondwater vult verscheidene rotsgedeeltes, in het bijzonder de Trifelslagen van het laagbontzandsteen en een steenzone van de Karlstal-lagen (middenbontzandsteen). Lagen van klei-zandsteenverbindingen vormen brongrondlagen, waar het water aan de oppervlakte weer vrijkomt, bijvoorbeeld in oppervlakte-bronnen. Omdat zandsteen erg arm is aan mineralen en het grondwater daardoor slechts lage concentraties van opgeloste stoffen bevat, is het water laag qua hardheid zacht en is het een klein beetje zuur (lage pH).

#### Meren en reservoirs

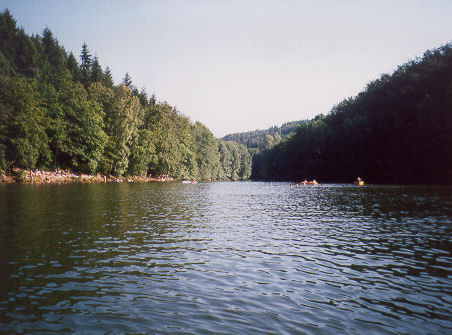
Het Eiswoog reservoir in de noordelijke Palsterwoud

De hierboven beschreven omstandigheden hebben ook geleid tot de vorming van een groot aantal broeken, die vaak verbonden zijn met bronlagen en waarin het grondwater de oppervlakte weer bereikt. Als gevolg daarvan zijn venen, veenmeren en andere kleine meren, de zogenaamde wogen, kenmerkend voor het Paltserwoud, ofschoon het grootste deel van de wogen geen natuurlijke oorzaak heeft. Zij werden vaker kunstmatig gevormd als stuwmeren en werden gebruikt als recreatieplaatsen en opslagpaatsen voor boomstamvlotten. Toch is het gebied waar alle meren en wogen in het Paltserwoud voorkomen niet van zeer groot belang. De meest bekende zijn de Gelterswoog aan de noordwestelijke rand, de Clausensee in het zuidwesten en de Eiswoog in het noordoosten.

#### Rivieren
Het Paltserwoud wordt drooggehouden door vier grote stroomgebiedstelsels en ook door kleinere stroomgebieden of losse beekjes. De vier grote systemen zijn de Speyerbach, de Queich, de Lauter (of Wieslauter in zijn bovenstromen) en de Schwarzbach. Terwijl de eerste drie direct uitmonden in de Rijn, vindt het water van de Schwarzbach zijn weg indirect via de rivieren Blies, Saar en Moezel. Kleinere stroomgebieden zijn bijvoorbeeld de Saarbach of de Isenach, die slechts binnen een klein gebied zijrivieren hebben. De meerderheid van de beekjes, die het water van het woud direct afvoeren naar de Rijnvlakte, lopen via een uitgebreid stelsel van slootjes noordwaarts naar de dichtstbijzijnde rivier. De Speyerbach bijvoorbeeld vangt het water op van de Hainbach, de Modenbach en de Krebsbach.

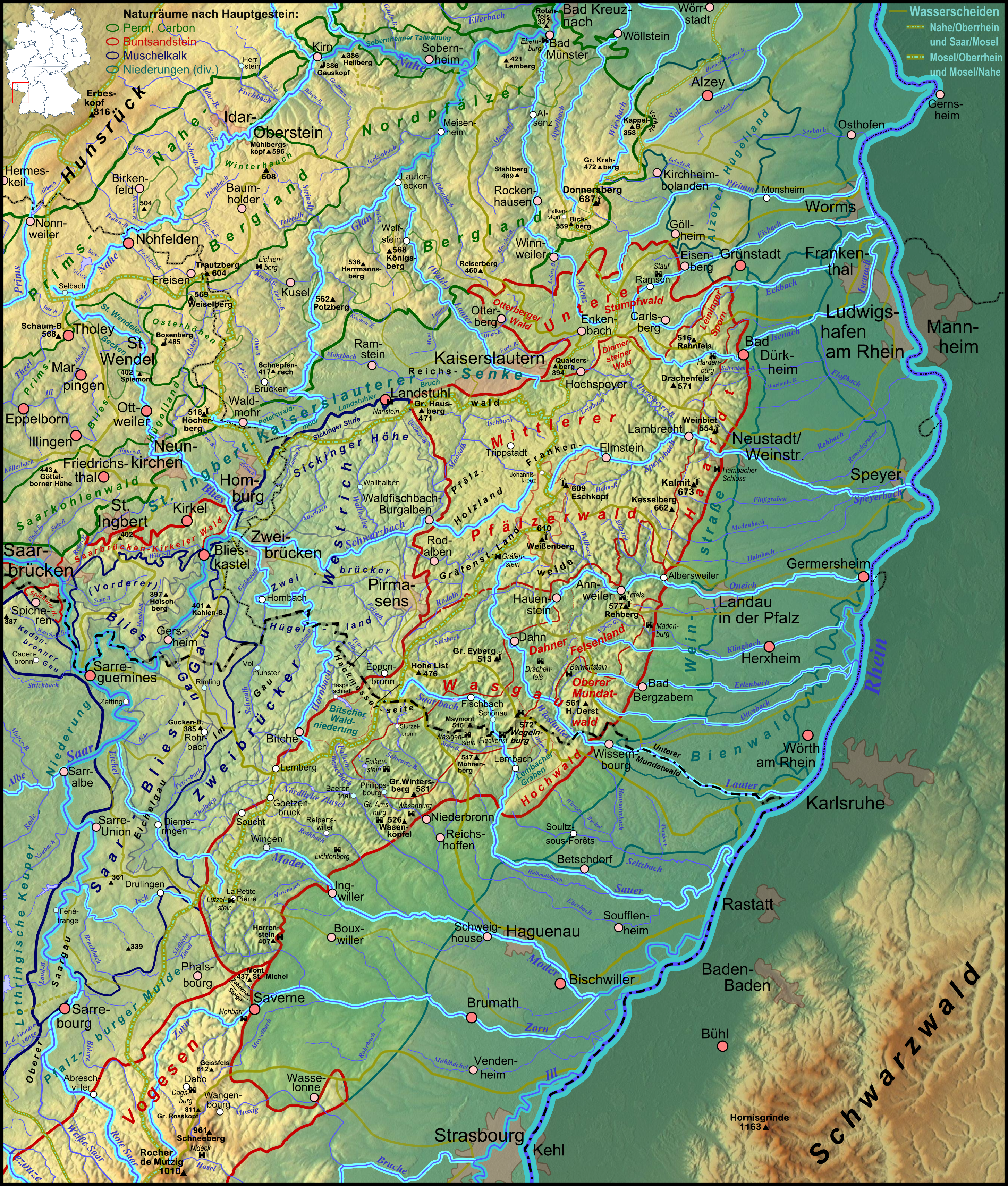
De elf rivierstroomgebieden van het Paltserwoud met de vier belangrijkste rond het centrale plateau

De volgende rivierstelsels houden het Paltserwoud droog. Zij worden vermeld in de richting van de wijzers van de klok, te beginnen in het westen (tussen haakjes het overkoepelende stroomgebied).
- Schwarzbach (1151,5 km²)
  - Rodalb (116,2 km²)
  - Schwarzbach
  - Moosalb (188,2 km²)
- Waldlauter (275,6 km²)
- Alsenz (327,7 km²)
- Pfrimm (246,4 km²)
- Eisbach/Eckbach
  - Eisbach ("Ältbach", 130,2 km²)
  - Eckbach (217,8 km²)
- Isenach (294,9 km²)
- Speyerbach (595,8 km²)
  - Hochspeyerbach (119,3 km²)
  - Speyerbach
  - Modenbach (84,1 km²)
- Queich (271,2 km²)
  - Wellbach (59,3 km²)
  - Queich
  - Eisbach (49,8 km²)
- Michelbach/ Otterbach
  - Klingbach (130,2 km²)
  - Erlenbach (109,1 km²)
  - Otterbach (119,2 km²)
- Lauter (382,3 km²)
  - Wieslauter
  - Salzbach (Lauter) (52,4 km²)
- Saarbach (805,5 km²)
- (Moder (1720 km²) Het stroomgebied loopt volledig door tot de staatsgrens.)

Het riviersysteem van de Schwarzbach is het enige in het woud dat uitmondt in de rivier de Moezel. De Waldlauter en Alsenz vloeien in de Nahe (de Lauter via de Glan), alle andere stelsels, geordend van noord naar zuid, monden direct uit in de Rijn.
De Paltser Waterscheiding, de afwateringsscheiding tussen de Rijn (Boven-Rijn) en de Moezel (Midden-Rijn) komt van de Hoogtes van Sickingen in het westen en strekt zich uit naar het noordelijk Paltserwoud direct ten westen en zuiden van de stad Kaiserslautern, waar zij naar het zuidoosten afdraait. Vanuit Johanniskreuz loopt zij eerst naar het zuiden, voorbij de Eschkopf en de Mosisberg in het westen, en dan buigt zij af naar het zuiden in het gebied van de Hortenkopf. In deze richting loopt zij door via het kasteel van Gräfenstein, Lemberg en het Forsthaus Hohe List, voordat zij uiteindelijk de Duitse grond verlaat bij de Erlenkopf ten zuidoosten van Eppenbrunn (zie landkaart). Zij volgt verscheidene bergkammen die onderling verbonden zijn en die het rivierstelsel van de Schwarzbach scheiden van al de andere afwateringsstelsels die hier genoemd zijn.

### Kenmerken

#### Haardt-zandsteen
Aan de oostelijke rand van de bergen kan een lichtgele gebleekt zandsteen op verschillende plaatsen gevonden worden. Deze werd ontgonnen in de buurt van Bad Bergzabern, Frankweiler en Hambach in grote steengroeven en wordt vandaag de dag nog steeds ontgonnen in de buurt van Leistadt en Haardt. Het roodachtige ijzeroxide kwam vrij door hete vloeistoffen die omhoog kwamen via de breukzone tussen het Paltserwoud en Rijn-Grane en bleekte zo de zandsteen.

#### Vroegere vulkanische activiteit op de Pechsteinkopf
53 miljoen jaar geleden waren er spanningen in de aardkorst en -mantel (zie Afzetting van het bontzandsteen) zodat magma omhoog kon komen en via de breuken naar de oppervlakte kon doorbreken. Gedurende een aanvankelijke explosieve fase vormde zich een vulkaanpijp, die gevuld raakte met los vulkanisch materiaal. Tijdens een tweede fase werd dit gevolgd door meer magma dat naar de oppervlakte kwam op een minder actieve en minder heftige (niet-explosieve) manier; zodat, in de vulkaanpijp donkere, verticale of hellende basaltzuilen werden gevormd. Deze rotsafzettingen kunnen tegenwoordig duidelijk worden gezien op de locatie van een oude Hartstein-groeve.

## Klimaat

### Algemeen
Op wereldschaal gezien ligt het Paltserwoud, net als de rest van Midden-Europa in de gematigde klimaatzone tussen de Atlantische en continentale klimaatzone. Het landschap heeft invloed op de weersystemen. De noord-zuidoriëntatie van de bergen ten westen van de Rijn vormen een barrière tegen westelijke frontsystemen. Aan de oostzijde van het Paltserwoud hebben Atlantische fronten een beperktere invloed op het weer ten opzichte van meer westelijk gelegen locaties. 

### Neerslag
| Station              | Jaarlijkse neerslag |
| -------------------- | ------------------- |
| Bad Dürkheim         | 573 mm              |
| Grünstadt            | 528 mm              |
| Hermersbergerhof     | 1095 mm             |
| Johanniskreuz        | 1004 mm             |
| Forsthaus Taubensuhl | 1125 mm             |
| Leimen               | 1071 mm             |
| Lemberg              | 898 mm              |

Loefeffecten in het westelijke en centrale Paltserwoud bevorderen het stijgen van de vochtige, matig warme Atlantische luchtmassa, waardoor er meer wolken opgebouwd worden en de kans op regen vergroot. Volgens statistieken van de Deutscher Wetterdienst werden in dit gebied neerslaghoeveelheden van 800 tot 1000 mm gemeten in de hogere gebergtelagen tussen Weißenberg, Eschkopf en in Forsthaus Taubensuhl zelfs tot 1100 mm. Aan de oostkant van het gebergte heerst het lijeffect met daalbewegingen en de daarbij gepaard gaande wolkenreductie en langere zonnige perioden. Deze föhneffecten zijn bijzonder sterk merkbaar in een gebied dat zich uitstrekt van Neustadt over de noordelijke Vorderpfalz met Bad Dürkheim en Grünstadt tot het zuidelijke Rijn-Hessen. Daar wordt er amper een neerslag van 500 tot 600 mm gemeten, of ongeveer de helft van wat er boven het Paltserwoud valt. Grote delen van de Vorderpfalz zijn daarom voor hun grootschalige tuinbouw op bevloeiing met Rijnwater aangewzen.

### Temperatuur
Temperatuursgewijs valt het Paltserwoud in de klasse van gematigd koele klimaattype. Als je er de klimaatatlas van Rijnland-Palts bij neemt, ligt het jaargemiddelde van de middelste berglagen op 8 °C, op de hoogste lagen op 7 °C. en aan de oostkant van de bergen op 9–10 °C. De oceaaninvloed is ook duidelijk in de beperkte fluctuatie van de luchttemperatuur die amper 16–17 °C bedraagt. In de middelste en hoogste gebergtelagen is de vegetatieperiode 200 tot 220 dagen, terwijl in die in de Weinstraße tussen 240 en 250  dagen is. Daardoor begint de volle lente (begin van de appelbloei) op de Rijnvlakte al tussen 15 en 20 april, in de hogere regionen van het Paltserwoud begint die pas tussen 15 en 20 mei, of vier weken later. Vorderpfalz is een van de warmste gebieden in Duitsland; hier groeien amandelen, vijgen en zelfs citroenen.

### Wind

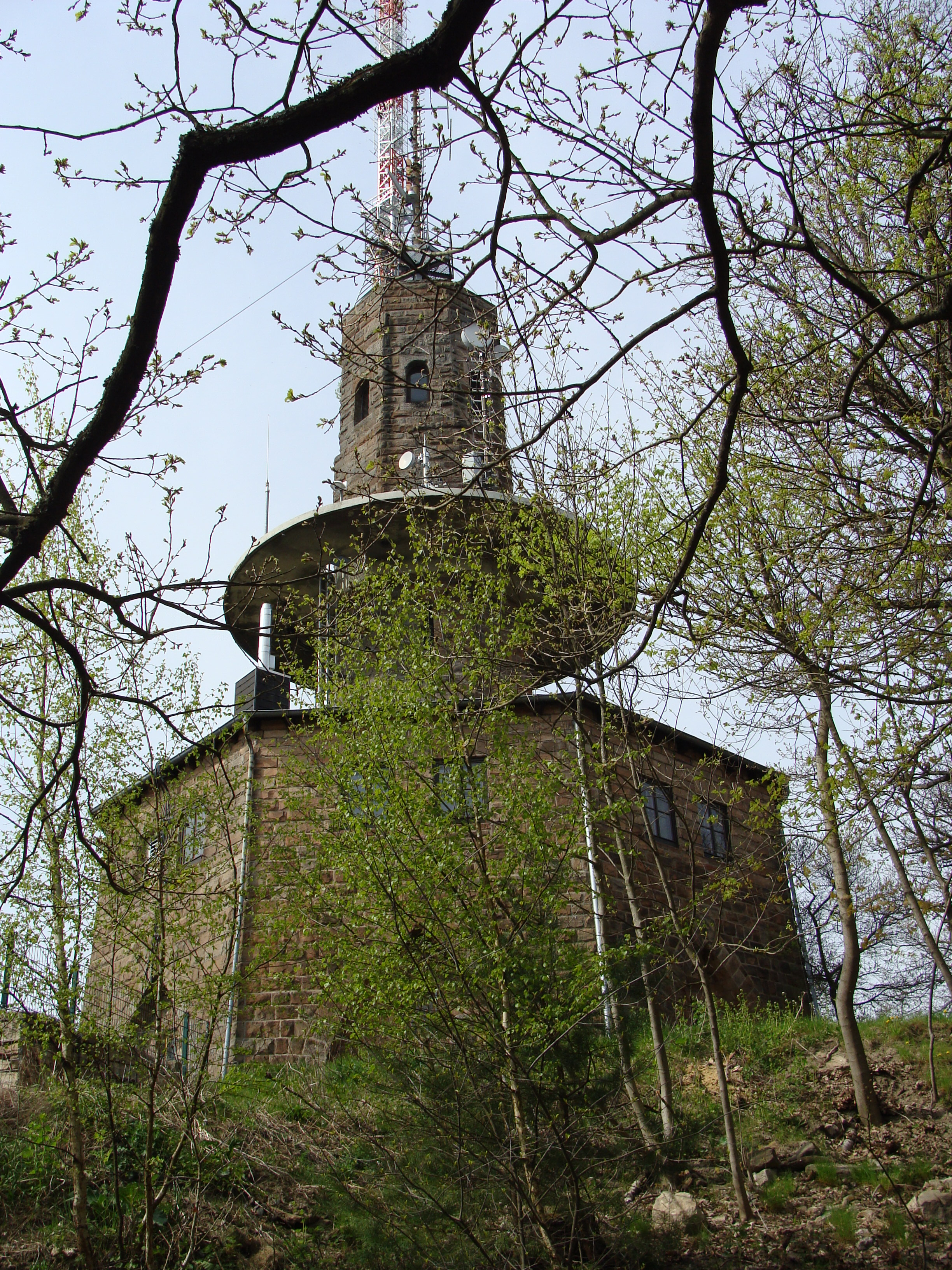
Weerstation van de Duitse weerdienst boven op de Weinbiet

De dominante Atlantische invloed laat zich ook merken in windhoeveelheid die voor de gebergten aan de linker kant van de Rijn zo typisch is. Zo moeten de westelijk gelegen gebergten, meer dan oostelijk gelegen continentaal beïnvloede gebergten, gemiddeld gedurende langere perioden sterkere winden verduren in een kwart van de gevallen uit een west tot zuidwestelijke richting.
Dit is duidelijk te merken uit statistieken. Zo is de Weinbiet desalniettemin zijn geringe hoogte van 544 m volgens de private weerkundige dienst Meteomedia de koploper in aantal stormen in de laatste decennia.

## Biologie

### Vegetatie
Bos is het overheersende landschapselement van het Paltserwoud, zoals de naam ervan al suggereert, en het maakt 82 procent uit van zijn totale oppervlakte en wel 90 procent in het hele gebied.

#### Geschiedenis van het woud

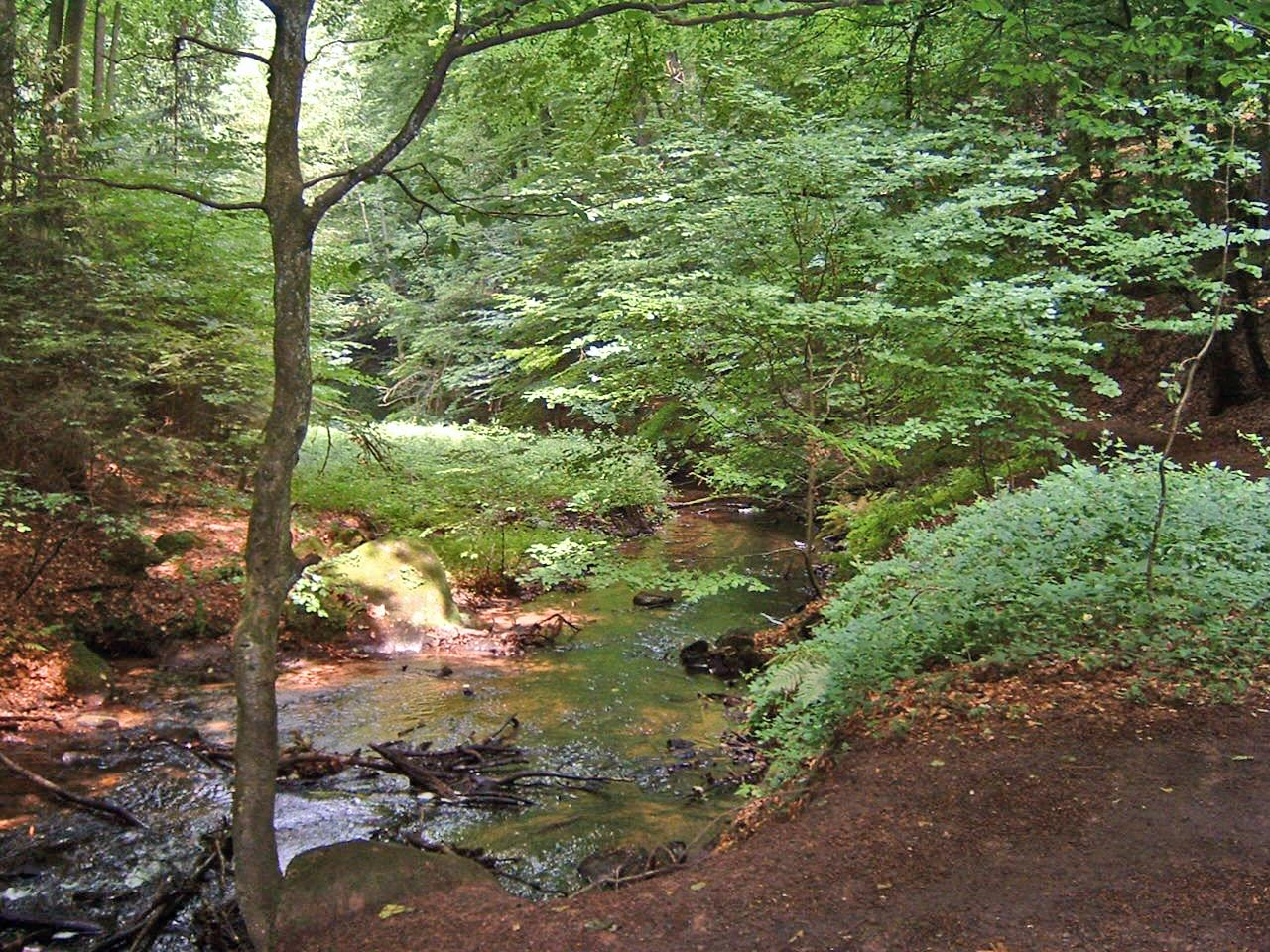
Beukengebieden die lijken op het oude woud in de Karlstal-vallei

Aan het einde van de laatste ijstijd, ongeveer 10.000 jaar geleden, was de regio van de Paltserwoud bedekt met toendra-achtige vegetatie, waaronder in eerste instantie niet veeleisende boomsoorten zoals dennen en berken, in staat waren om zich te verspreiden toen het klimaat geleidelijk opwarmde (de "den-berk" periode). Toen de klimaatomstandigheden verbeterden werden deze soorten opgevolgd door hazelaars, eiken en lindebomen (de "hazelaar- en eik-periode"). Vanaf het derde millennium ontwikkelde zich een klimaat dat meer werd beïnvloed door de Atlantische Oceaan en koeler en natter was zodat nu de beuk kenmerkend was voor het uitzicht. De gemengde bossen met eiken en beuken, typisch voor die periode kwamen tevoorschijn, waarbij de dennen werden teruggedrongen naar die gebieden die zowel minder gunstig waren zoals erg natte ofwel erg droge plaatsen, maar ze bleven deel uitmaken van het natuurlijke bosgebied.
De ecologische balans werd echter blijvend ontwricht door de kolonisatie en het rooien van bossen, zaken die plaatsvonden tijdens de middeleeuwen. Ontbossing door afbranden, het gebruik van land voor de productie van stro en de onbeperkte exploitatie van het woud voor grondstoffen en brandstof leidden beetje bij beetje tot de verwoesting van uitgebreide bosgebieden, iets wat zijn hoogtepunt bereikte in de 17e en 18e eeuw (zie Vestigingsgeschiedenis). Deze situatie maakte de invoering van behoorlijk geregeld woudbeheer dringend noodzakelijk, beheer dat niet alleen prioriteit legde bij gecontroleerde exploitatie maar vooral bij zorg en duurzaamheid. In de achttiende en negentiende eeuw werd zo bomenvrij land opnieuw bebost, voornamelijk met weinig eisende snelgroeiende dennen, die in de negentiende eeuw werden opgevolgd door andere niet inheemse soorten coniferen zoals spar, lariks, Weymouthden en Douglasspar. In het Paltserwoud leverde dit gereguleerde beheer gemengd bos op, waarin coniferen twee derde vormden van het totale bestand in gebieden die in het verleden vooral eiken en dennen hadden gehuisvest. Pas in de laatste decennia waren er toenemende pogingen om grotere gebieden van het bos om te zetten in een quasi-natuurlijk gemengd bos met een betere verhouding tussen bladverliezende bomen en naaldbomen van rond de 50% (zie tabel hiernaast).

#### Huidige situatie
| Overheersende boomsoorten | % in 1959 | % in 2008 | Trend |
| ------------------------- | --------- | --------- | ----- |
| Den                       | 44        | 34        | −     |
| Beuk                      | 28        | 35        | +     |
| Spar                      | 11        | 9         | −     |
| Eik                       | 7         | 9         | +     |
| Lork                      | 4         | 3         | −     |
| Douglasspar               | 2         | 6         | +     |
| Tamme kastanje            | 1         | 1         | =     |
| Zilverspar                | 1         | 1         | =     |

De beuk is niet alleen historisch de meest voorkomende boomsoort in het Paltserwoud maar is dat, met een huidig aandeel van 35 procent, ook vandaag nog. Met uitzondering van de oostelijke bergrand (de Haardt-keten), is hij wijdverbreid in het zure milieu van het bontzandsteen met een voorkeur voor schaduwrijke hellingen, hoge hoogtes en holten. Vaak vormt hij samen met zachthout gemengde bosschages, vooral met dennen maar hij wordt ook gevonden als vrijstaande heerser over zijn gebied (in zogenaamde veldbies-beukenbossen), vooral in het centrale Paltserwoud. Hier groeit hij in enorme "beuk-kathedralen", die door veel bezoekers worden gezien als een indrukwekkend kenmerk van het Paltserwoud.
Naast de beuk is de eik een andere karakteristieke boom van het Paltserwoud, ofschoon zij, botanisch gesproken, in hoofdzaak eerder wintereiken zijn dan de in Engeland voorkomende zomereiken. Het is de belangrijkste boomsoort in grotere, soms eeuwenoude locaties in de gebieden rond Johanniskreuz, Eschkopf en Weissenberg en ze kunnen ook verder naar het zuiden gevonden worden tussen Fischbach en Eppenbrunn, waar, net als op de plateaus van het centrale Paltserwoud, de eik bij voorkeur op zonniger hellingen groeit (aan de westkant van hellingen die uitkijken op het zuidoosten). Maar in de rest van het Paltserwoud neemt hij in aantal toe en gewoonlijk vormt hij, samen met de beuk, vaak erg natuurlijk, gemengd oerbos (natuurlijk woud), wat bijzondere bescherming geniet als een kernzone van het Paltserwoud - Noord-Vogezen Biosfeer reservaat (zie biosfeer-reservaat). Daarbij hebben, vanuit bosbouwkundig oogpunt, de eiken van het Paltserwoud een bijzonder hoge prioriteit, omdat het houtfineer, wat ervan gemaakt wordt, wereldwijd erkend is als van een unieke kwaliteit.

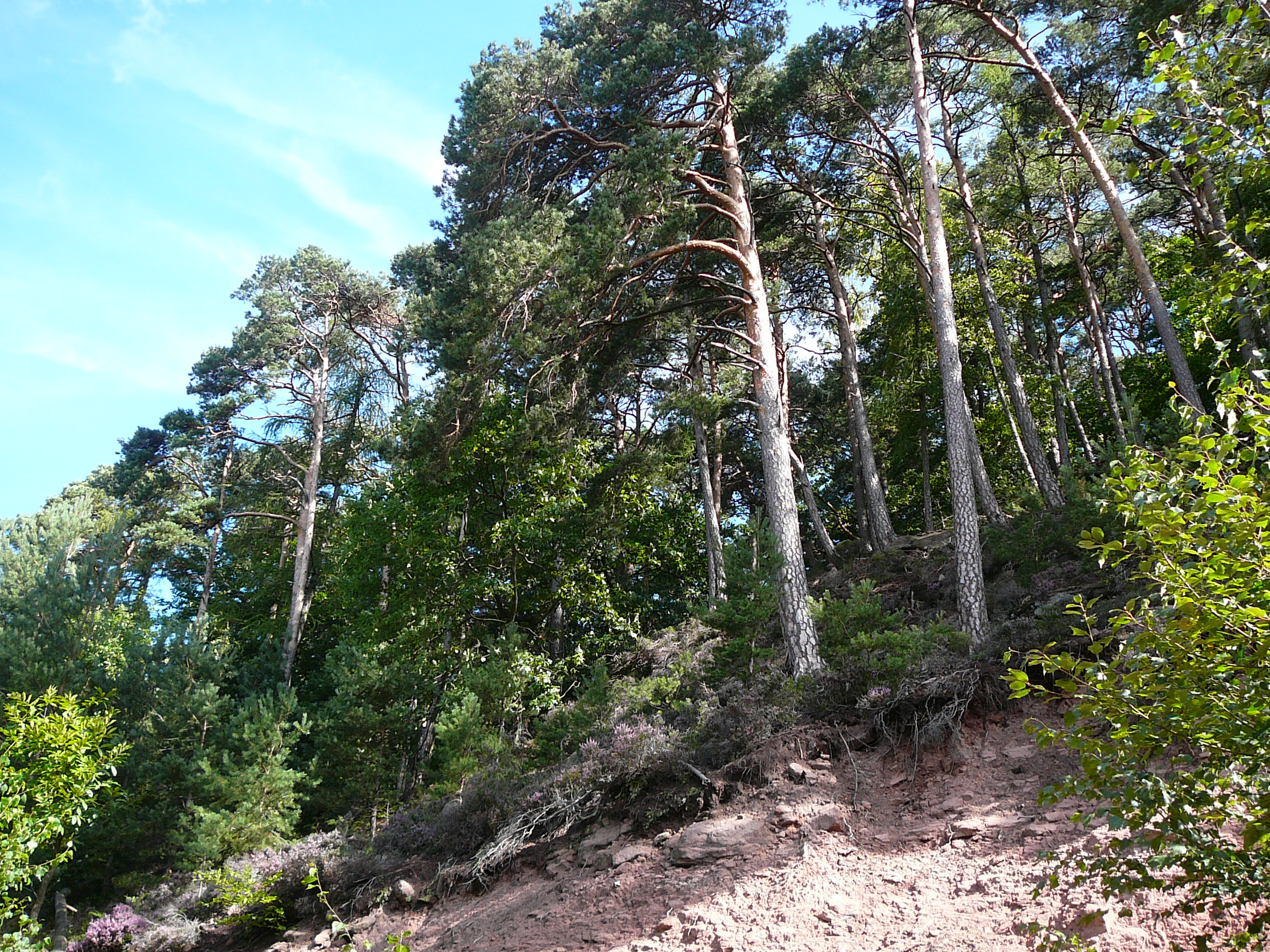
Een bijna 200 jaar oude den, aan de noordwest hellingen van de Rehberg

Ondanks de daling van hun aandeel in het totale bomenbestand van 44 naar 34 procent in 2008, blijven de dennen een dominante soort van de lage bergketen. Dit is te danken aan de historische achtergrond, vooral in het Haardt-gebied, waar zij ooit het landschap hebben gedomineerd met een aandeel van 60 tot 70 procent van het woud. Hij wordt traditiegetrouw geplant op droge, zonnige hellingen met zicht op het zuiden. Zoals de eik en de beuk is hij een autochtoon lid van de woudgemeenschap, ofschoon pijnboomsoorten vanuit andere regio's zijn ingevoerd en gemengd met inheemse soorten met het doel om verwoeste gebieden te herbebossen. In Waldleiningen, midden in het Paltserwoud en op de veengronden bij Bitche in het Franse deel van het biosfeer-reservaat hebben oer-pijnwouden overleefd, waarin het karakter van het oorspronkelijke pijnboomwoud levensecht kan worden waargenomen.
De zilverspar speelt ook een speciale rol in dit verband. Ofschoon die slechts 1 procent van het hele Paltserwoud bedekt, komt hij veel meer voor in het zuiden, waar hij zo'n beetje 7 procent van het bosgebied uitmaakt. Hij verschijnt op veel locaties samen met beuk, den en andere soorten in gemengd bosgebied en bepaalt vaak het uiterlijk van het woud. Omdat hij het meest noordelijke element vormt van de grote beuk-spar- wouden, die zo typisch zijn voor het Vogezengebergte, wordt de vochtlievende zilverspar gerekend bij de inheemse boomsoorten van het Paltserwoud. Aan het water gelegen essenbos en het zeldzamere elzenbos, die vooral in valleien en moerassige gebieden worden gevonden, zijn ook typische vegetatie voor het klimaat van het Paltserwoud, dat door de Atlantische oceaan beïnvloed wordt (zie Klimaat) en ze worden ook als representatief beschouwd voor het oorspronkelijke woud.
De spar, de Douglas-spar, de lariks en de Weymouth-den daarentegen behoren van nature niet bij de beboste bergketen. Sparren verkiezen koele, schaduwrijke plaatsen en worden daarom vaak gevonden in de valleien, kuilen en op de lagere hellingen van de heuvels, terwijl de Douglasspar te vinden is op de meest uiteenlopende locaties als gevolg van zijn hoge aanpassingsvermogen. De tamme kastanje was oorspronkelijk geen inheemse boomsoort, maar werd geïntroduceerd door de Romeinen in het gebied van de hedendaagse Palts. Omdat hij de voorkeur geeft aan een mild klimaat (zie temperatuur) evenals de druivenplanten wordt hij gevonden op de oostflank van het Paltserwoud, de Haardt, in zuivere of bijna zuivere monoculturen en maakt hij ongeveer 4 procent uit van het bosgebied daar.

#### Andere vegetatie

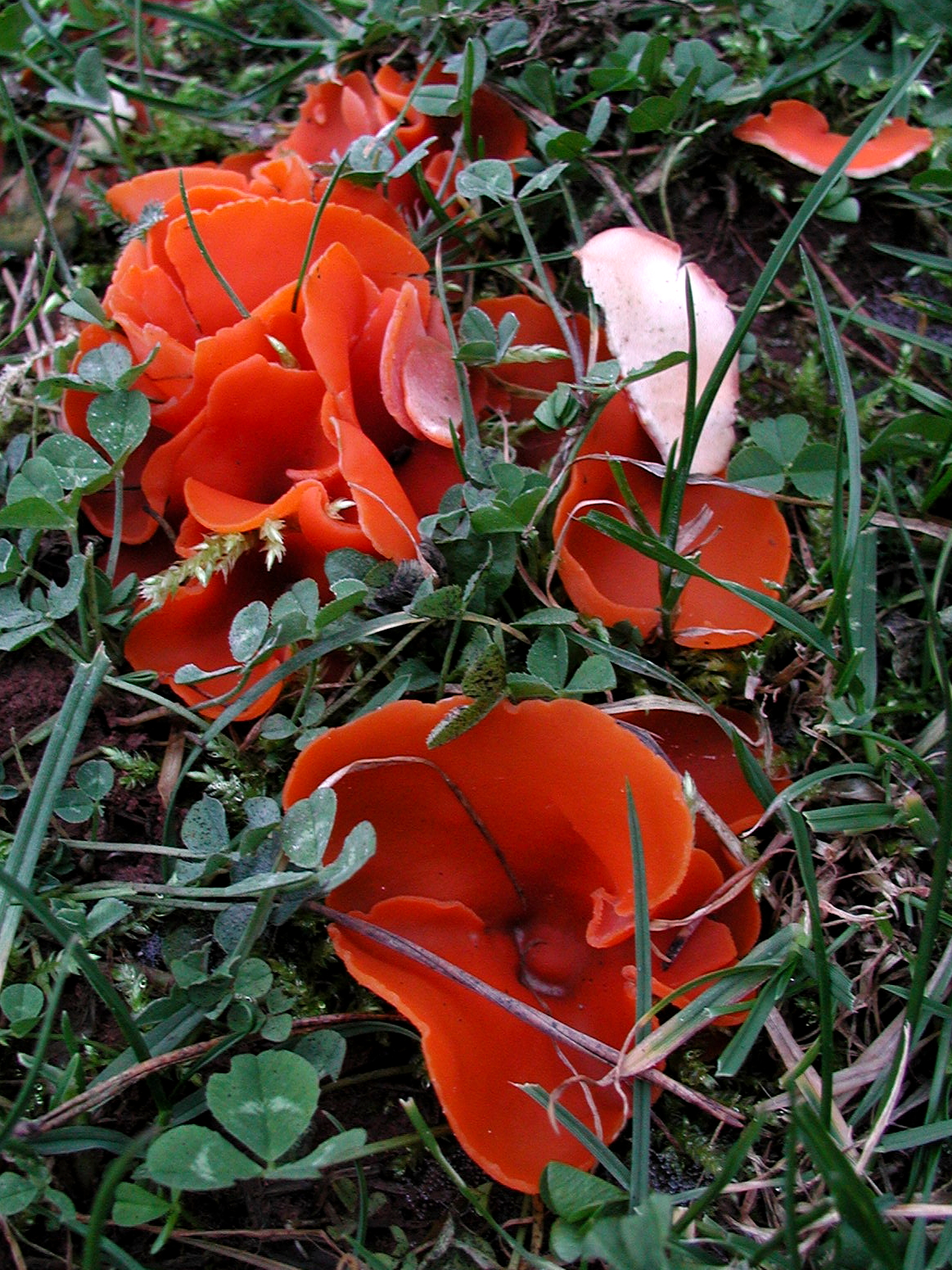
Grote oranje bekerzwam op een open plek in het Paltserwoud

In eiken-, beuken- en dennenbossen, die arm zijn aan plantensoorten bestaat de bodemflora voornamelijk uit soorten die houden van zure grond: acidophilische soorten. Voorbeelden zijn de grote veldbies, de witte veldbies, de pilzegge en bochtige smele. Kenmerkend zij ook diverse soorten varens, zoals dubbelloof, stippelvaren en koningsvaren die de voorkeur geven aan schaduwrijke, gematigde, vochtige locaties. Een ander kenmerk van de bontzandsteenbergen wordt gevormd door zijn rijke paddenstoel- en bessenpopulaties. Bosbessen en op geschikte plaatsen ook Rode bosbes bedekken grote gebieden.
Struikheide groeit op droge zandgronden langs paden en open plekken, zoals de Duitse brem en de gewone brem en de zeldzame campanula baumgartenii, terwijl door de vele beken en natte weiden zuurlievende moerasplanten kunnen worden waargenomen zoals slangenwortel, wateraardbei, waterdrieblad en fonteinkruid, die allemaal zeldzaam zijn in andere streken van Duitsland. Bovendien laten riet, moerasbasterdwederik, gewone dotterbloem en moerasspirea en op drogere plaatsen ook grauwe wilg, geoorde wilg en sporkehout de plantenrijkdom zien, die kan worden gevonden in de moerasweiden langs stromen en beken.

### Fauna
De grote, gemengde bossen van de bergketen met hun verschillende plantengemeenschappen vormen een ecologisch kader, waarin zich een groot en gevarieerd aanbod van dieren kon ontwikkelen. Bijzonder opvallend zijn de grotere zoogdieren die zoals in andere bergachtige gebieden worden vertegenwoordigd door dieren met gespleten hoeven, zoals de ree, het edelhert en het wild zwijn. Vos, das, bunzing, wezel en bedreigde zoogdieren zoals vleermuizen, boommarter, wilde kat en de lynx komen ook voor in het Paltserwoud.
Dit geldt ook voor een aantal zeldzame vogels, zoals de hop, de ijsvogel, de tapuit, de zwarte specht, het paapje en de roodborsttapuit. Terwijl de zwaar beschermde slechtvalk een aantal decennia een bewoner was in het rotsland van de Wasgau, ziet het ernaar uit dat het hazelhoen en het auerhoen uitgestorven zijn in het Paltserwoud. Typische herfst- en wintersoorten omvatten de keep en de vink, die hier overwinteren en de bossen met grote zwermen bezetten. Er werd vroeger 's nachts met blaaspijpen op hen gejaagd tijdens de zogenoemde Bohämmer-jacht, totdat aan deze sport een eind werd gemaakt door de Wet op Natuurbehoud van 1936.

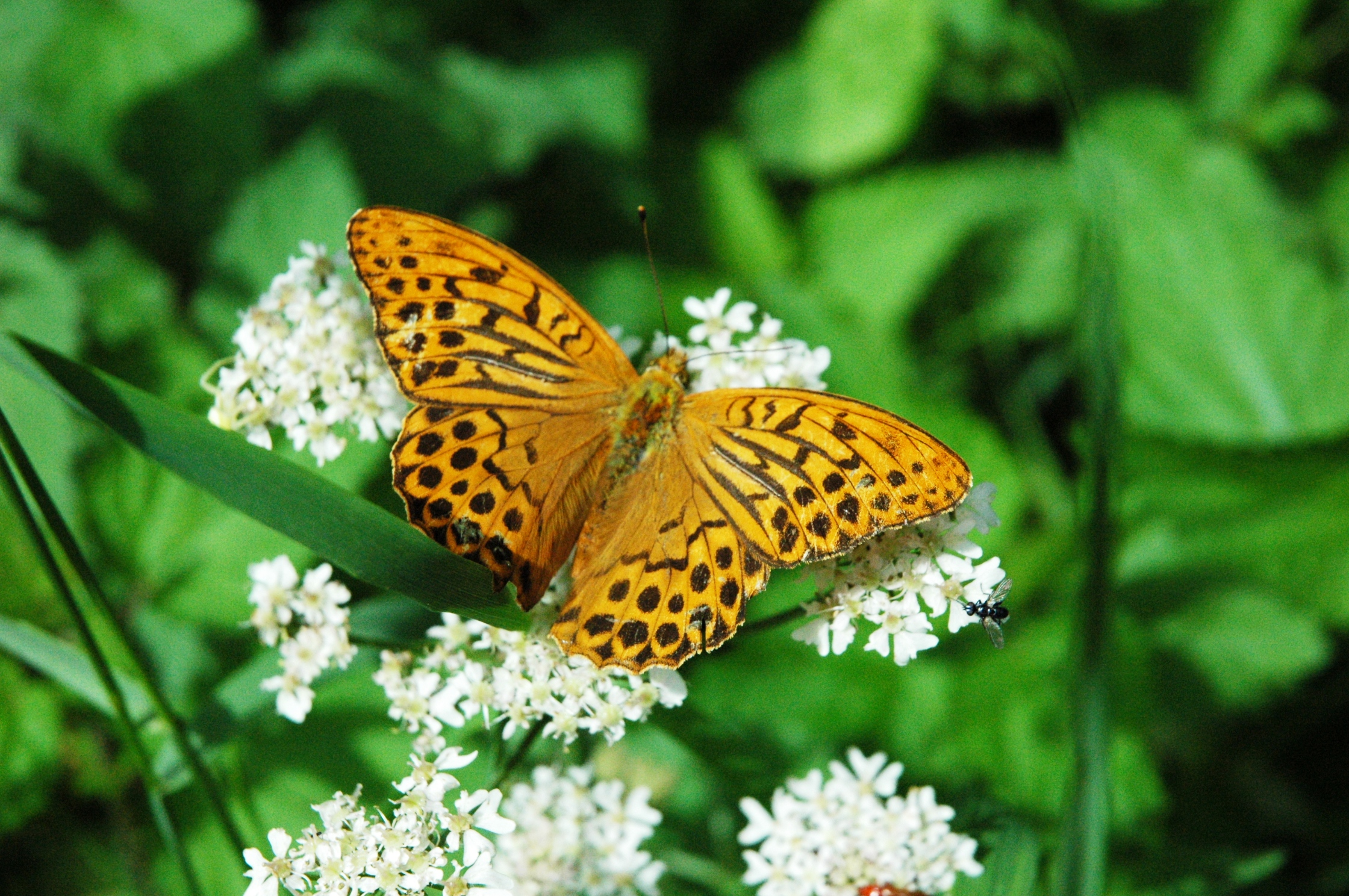
De zilvervlek-parelmoervlinder, de grootste parelmoervlinder van Midden-Europa, in het Paltserwoud

Het woud is de thuisbasis van een omvangrijke populatie van amfibieën en reptielen en tevens een groot aantal kevers, vlinders en andere insecten. Veel voorkomend zijn grote mierenhopen, de nesten van bosmieren, waarvan er verschillende soorten in de regio voorkomen. De Wasgau en het gebied van het Hermesberger Hof zijn twee van de weinige plaatsen in Duitsland waar kolonies van smalkopmieren zijn blijven leven. En de zeer bedreigde grote en gevlekte mierenleeuwen kunnen vaak gezien worden in de zandvlaktes van het bontzandsteen (de Rehberg-lagen). Hun larven bouwen trechtervallen in het zand en voeden zich, met behulp van hun tangachtige kaken, met mieren en andere dieren, die erin vallen.
Dankzij de erg lage bevolkingsdichtheid van het woud en dankzij de filterwerking van het bontzandsteen hebben veel bronnen en beken in de heuvels hun natuurlijke waterkwaliteit behouden, zodat zij gezonde habitats blijven voor veel vissoorten. Dit zijn onder andere de beekforel en de beekprik en, in rustiger waterpartijen, de voorn, de kleine modderkruiper en het bermpje. In grotere weidebeken kunnen vlagzalm, baars, snoek, kwabaal en diverse andere witvisachtige soorten worden gevonden. Libellen, zoals de gewone bronlibel en de verder zeldzame speerwaterjuffer kunnen vaak worden waargenomen bij beken en vijvers.

## Bezienswaardigheden
Hoewel het Paltserwoud dunbevolkt is en relatief ongerept is, heeft het een rijke, regionale, historische en culturele erfenis. Die historie wordt weerspiegeld in een groot aantal bezienswaardigheden waarvan een selectie hier wordt weergegeven.

### Kastelen

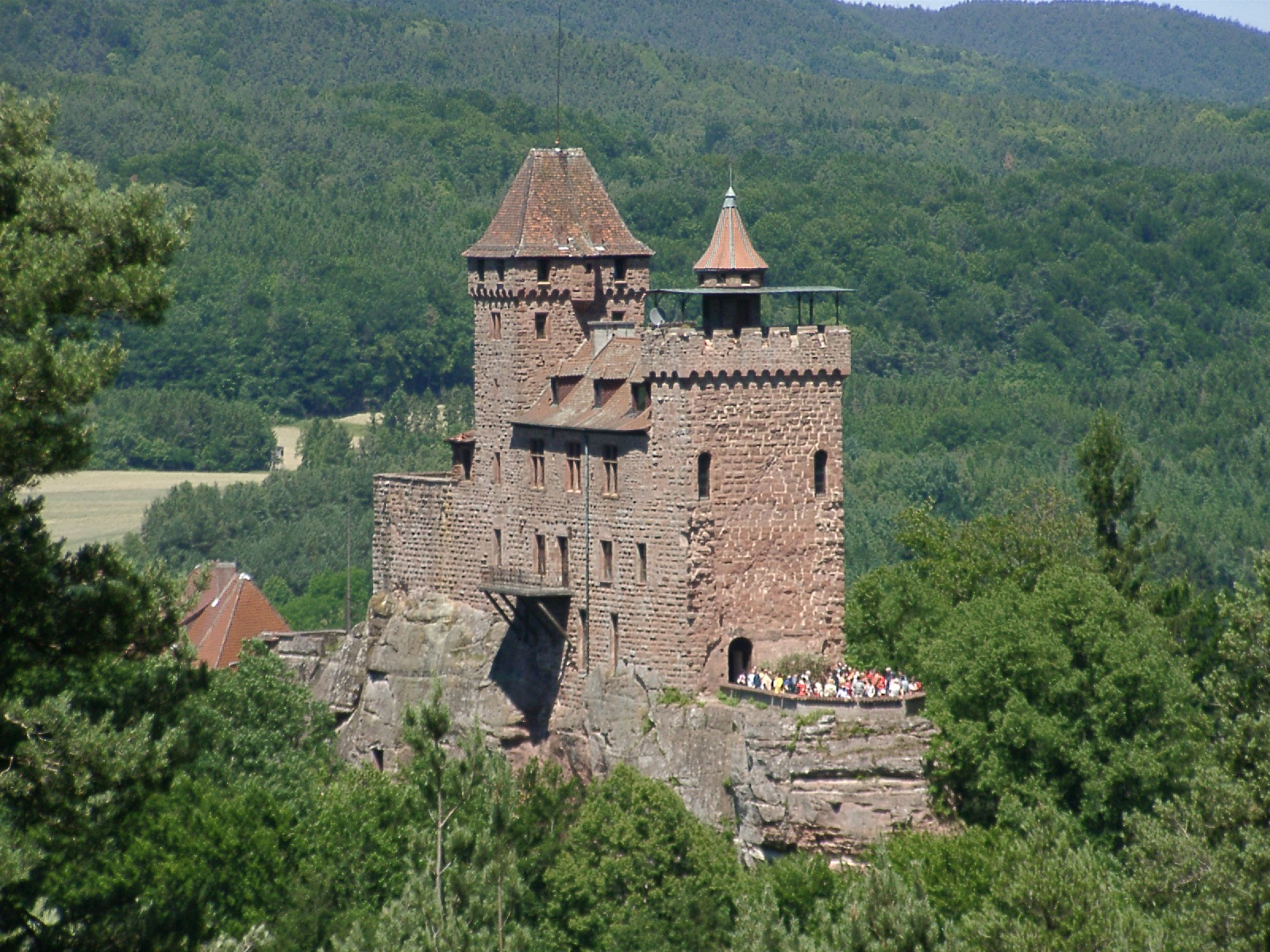
Het bewoonde rotskasteel Berwarstein in Wasgau

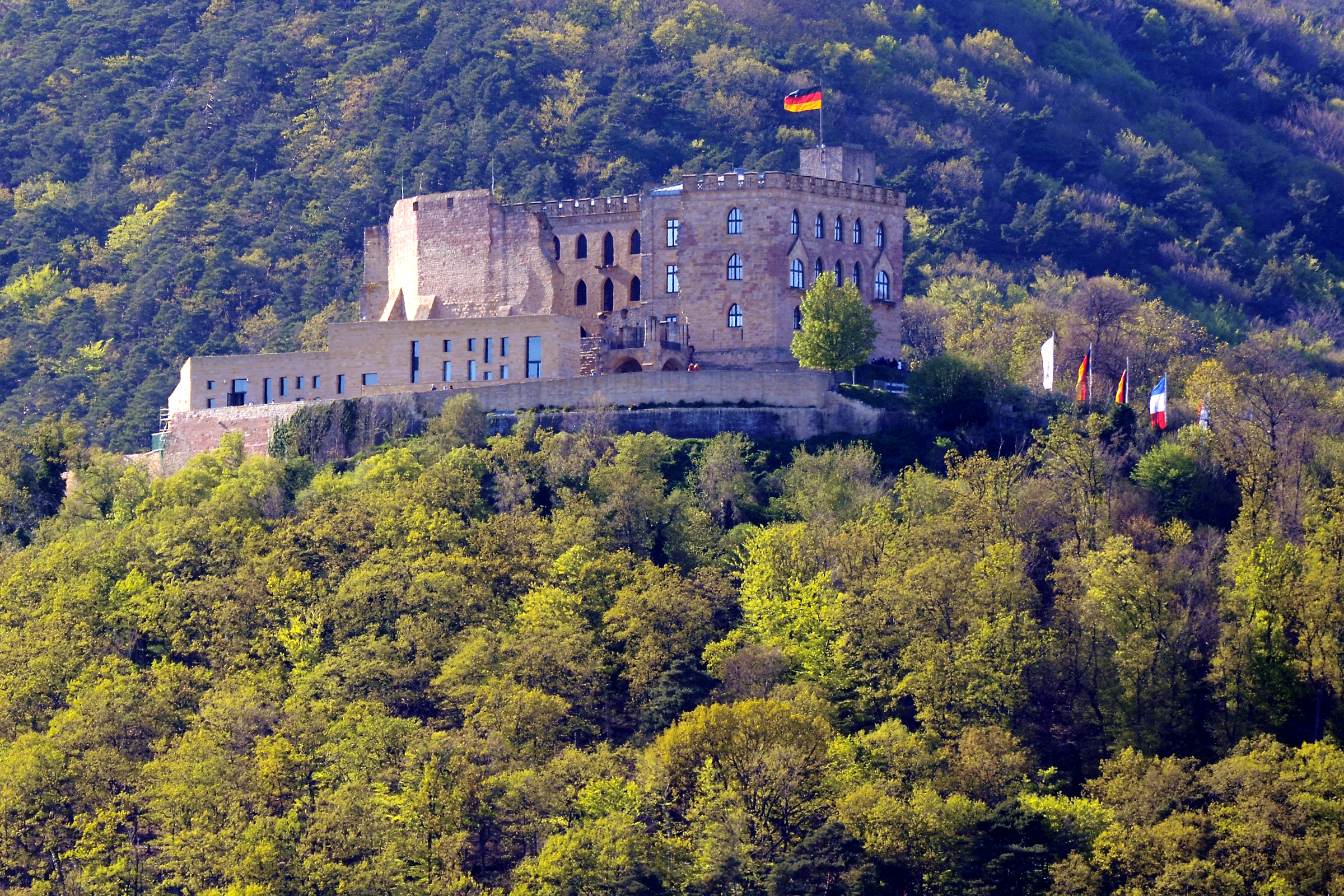
Kasteel van Hambach

Het Paltserwoud herbergt een groot aantal kastelen en statige huizen. Vermeldenswaard is het Rijksburcht Trifels in de buurt van Annweiler, waar aan het einde van de 12e eeuw de Engelse koning Richard Leeuwenhart werd gevangen gehouden; in het kielzog daarvan ontstond de Blondel legende. Tegenwoordig is het de plaats waar replica's van keizerlijke regalia (Reichskleinodien) van het Heilige Roomse rijk van Duitse Naties kunnen worden bezichtigd en is het een van de meest populaire toeristenbestemmingen in het Paltserwoud.
Aan de oostzijde van het Paltserwoud, in de burcht van Neustadt an der Weinstraße boven het gelijknamige dorp, vindt men kasteel Hambach, dat het toneel was van het Hambach-festival in 1832 en sindsdien als een symbool van democratie is gezien. Een paar kilometer verder naar het zuiden, bij Edenkoben, is de Villa Ludwigshöhe, die gebouwd werd in het midden van de 19e eeuw en gebruikt werd als het zomerverblijf van de Beierse koning, vooral van de Beierse koning Ludwig I.
Kasteel Berwartstein in de buurt van Erlenbach, in het zuidelijke deel van het Paltserwoud, behoorde ooit toe aan de ridder Hans von Trotha, in lokale legendes als Hans Trapp bekend, en is het enige kasteel in de Palts dat nog steeds wordt bewoond. Het kasteel is verbouwd en is toegankelijk voor bezoekers. Van vele andere kastelen, zoals Wegelnburg, blijft alleen een ruïne over. Andere rotskastelen zijn onder meer Drakenfels bij Busenberg, dat deels toebehoorde aan de opstandige ridder Francis van Sickingen, Falkenburg (Pals) en de Wilgartaburcht in de omgeving van Wilgartswiesen.
De heren van het huis van Leiningen regeerden over het noordoostelijk Paltserwoud, de belangrijke gebouwen daar van deze aristocratische familie waren het kasteel van Altleiningen en het kasteel van Neuleiningen in de omgeving van Grünstadt en het kasteel Hardenburg bij Bad Dürkheim. Andere kastelen in het gebied die toebehoorden aan de familie Leiningen waren Gräfenstein bij Merzalben in het westelijke deel van de keten en Erfenstein in de Elmstein-vallei.
Een ongewone groep van kastelen zijn de kastelen van Dahn nabij de gelijknamige stad. Deze groep omvat de kastelen van Altdahn, Grafendahn en Tanstein, die op verschillende tijdstippen gebouwd werden maar die onmiddellijk na elkaar werden gevestigd op een bergkam.
Het kasteel-informatie-centrum in kasteel Lemberg informeert niet alleen bezoekers over de rijkgeschakeerde, deel van de geschiedenis uitmakende, architectuur en het leven in een middeleeuws kasteel maar geeft ook een samenvattend overzicht over de andere rotskastelen in het hedendaagse grensgebied met Frankrijk.

### Natuurmonumenten

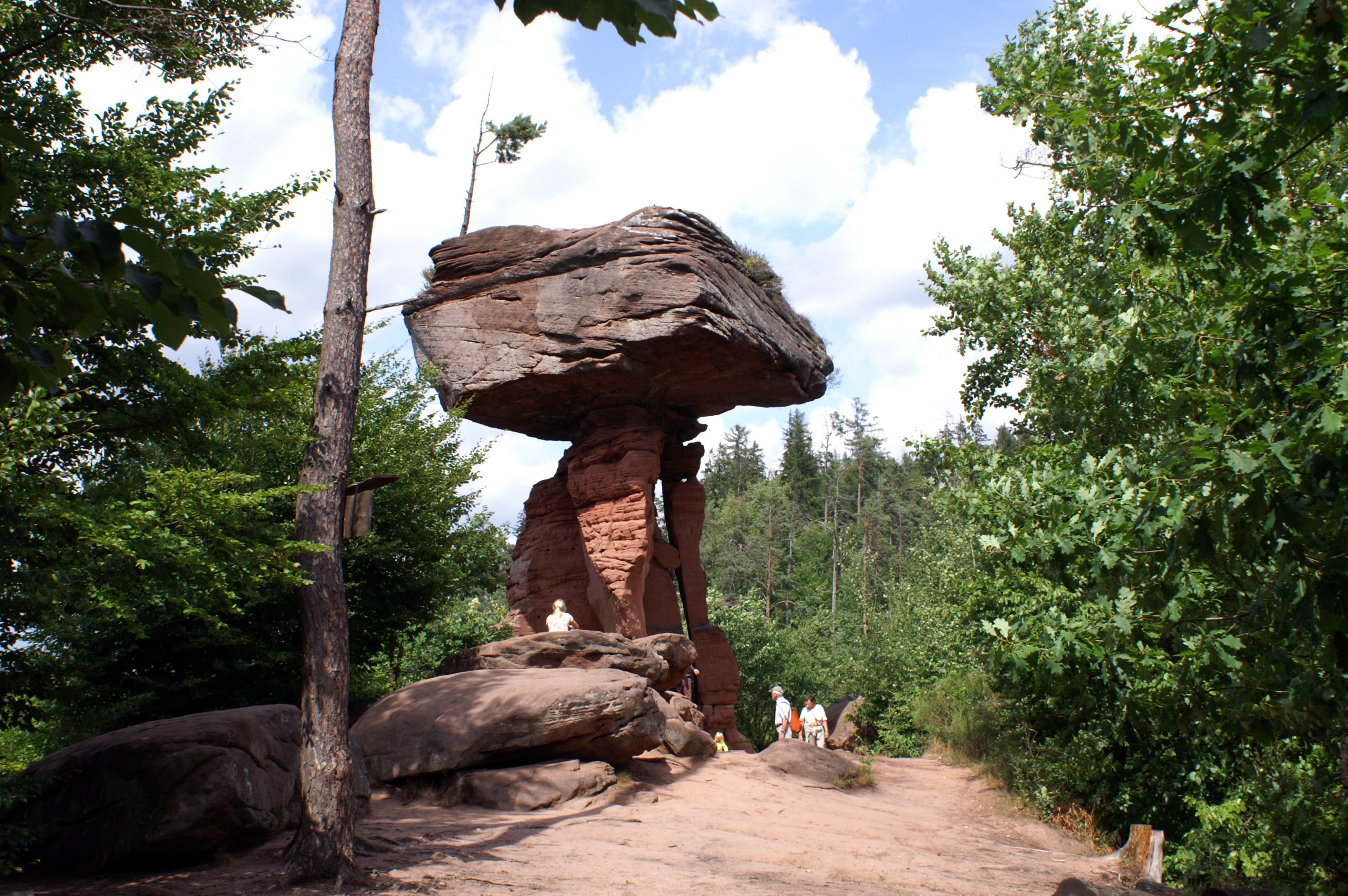
De duivelstafel

De Karlstal-vallei, waar in de omgeving van Trippstadt de bovenloop van de Moosalb doorheen stroomt, blinkt uit door haar natuurlijke, maagdelijke landschap. Het plaatsje Johanniskreuz in de gemeente Trippstadt is het middelpunt van het Paltserwoud en was vroeger een kuuroord. De 200 tot 300 jaar oude gemengde bossen van eiken en beuken die het kleine gehucht omringen en het een streekkarakter geven zijn vermaard (zie Vegetatie). Zij zijn lange tijd beheerd volgens duurzaamheidsgrondbeginselen en zijn vooral bekend omwille van hun waardevolle eiken met meubelkwaliteit. Het is daarom niet verwonderlijk dat het Duurzaamheidshuis in 2005 werd gevestigd in Johanniskreuz (zie Informatiecentra en musea).
Soortgelijke oude woudgedeeltes van natuurlijk bosgebied kunnen worden gevonden in de bronnenstreek van de (Wies-) Lauter onder de Weissenberg in een van de kerngebieden van het biosfeerreservaat en tevens in het grensgebied tussen Eppenbrunn, Stürzelbronn, Fischbach en Obersteinbach.
Karakteristiek voor het zeer afwisselende landschap van het zuidelijk Paltserwoud zijn de meer dan 200 rotsformaties in alle maten en soorten (zie ook Geologie en Geomorfologie), die bezoekers niet alleen een goed inzicht geven in de geologie van het gebied maar ook in het verbazingwekkende aanpassingsvermogen van vegetatie op zandsteenrots, in het bijzonder de heidesoorten, de weinig eisende grassoorten en de vervormde grove dennen. Een ander aspect van dit biotoop zijn slechtvalken, die nestelen in de rotsen en onder strikte maatregelen voor natuurbehoud vallen (inclusief toegangsbeperkingen voor klimmers en wandelaars).
Zeer bekende rotsformaties in het Dahner Felsenland zijn de Duivelstafel bij Hinterweidenthal, de Jongfernsprung, de Hochstein en de twee pinakels van de Bruid en Bruidegom, die allemaal liggen in het gebied rondom het stadje Dahn. Het gebied rond Annweiler en Gossersweiler heeft formaties zoals de Asselstein, de Luger Friedichsfels, de Hundsfels en de Rodelstein bij Vorderweindenthal. Een ander belangrijk natuurmonument is de Altschlossfelsen op de Brechenberg in de buurt van Eppenbrunn in de zuidwestelijke hoek van het Paltserwoud in de buurt van de Frans-Duitse grens. Dit is een ruwweg twee kilometer lang rotsterras, het grootste van deze soort in het woud waarop er een duidelijk bewijs is van de erosie- en verweringsprocessen die kenmerkend zijn voor bontzandsteen (bijvoorbeeld honingraat-verwering)
Om dit rotslandschap open te stellen voor wandelaars is er in de afgelopen jaren een reeks van themaroutes uitgezet, waarvan de Rodalber Felsenweg, het Dahner Felsenpfad, het Busenberg Holzschuhpfad en het Hauensteiner Schusterpfad het meest vermeldenswaardig zijn. Terwijl de meeste rotsen eigenlijk alleen maar bereikbaar zijn voor klimmers, kunnen bepaalde rotsterrassen ook te voet bereikt worden (bijvoorbeeld de Buhlsteine Heidepfeiler en Rötzenstein) of met de hulp van beschikbare ladders (bijvoorbeeld de Hühnerstein bij Hauenstein).

### Informatiecentra en musea

#### Informatiecentra

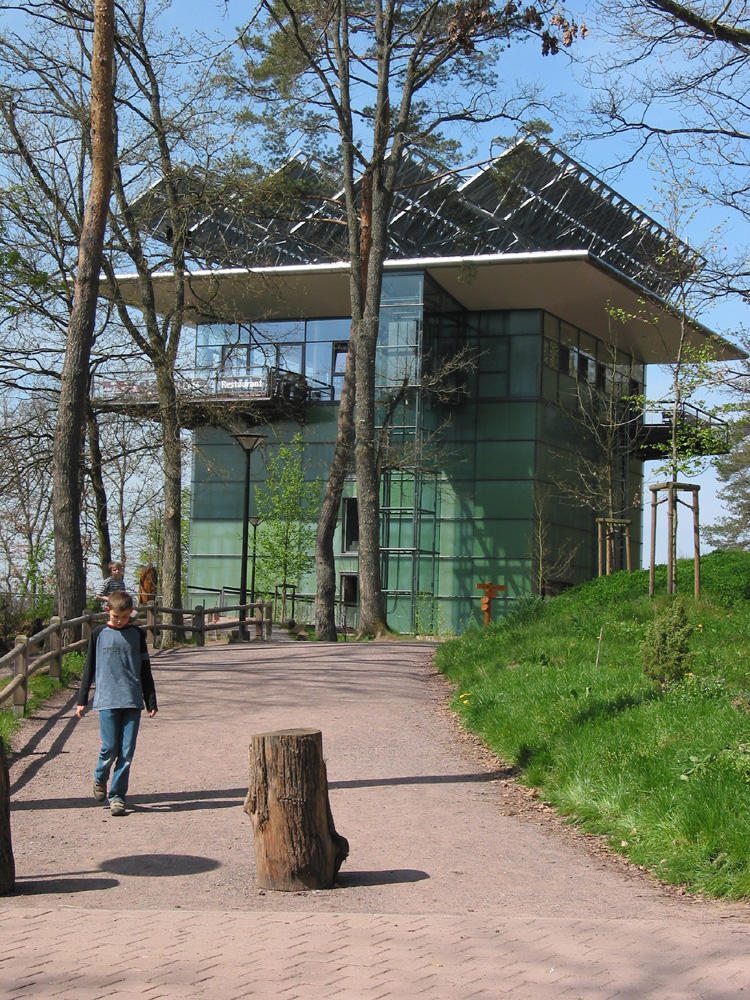
Het biosfeer-huis bij Fischbach

Het biosfeerreservaat heeft drie informatiecentra met verschillende accenten waarin de bezoeker iets kan leren over de geologie, het klimaat, de fauna en flora, de geschiedenis en cultuur van de bontzandsteenbergen met behulp van tentoonstellingen en allerlei evenementen. Ecologische overwegingen zijn van hoog belang. Aan de Duitse kant zijn dat onder andere het Duurzaamheidshuis in Johanniskreuz (zie ook Natuurmonumenten) en het 'Paltserwoud - Noord-Vogezen Biosfeerhuis' bij Fischbach in de Wasgau. Het laatstgenoemde heeft, naast een multimedia-expositie, ook een boomtoppad en water- en biosfeer-ervaringswandelingen. In La Petite-Pierre (Duits: Lützelstein), in een kasteelachtig gebouw dat werd gebouwd op de ruïnes van kasteel Lützelstein, is het administratieve centrum van het regionale Regionaal natuurpark Vosges du Nord (In het Frans: Parc naturel régional des Vosges du Nord), waarin de bezoeker op manieren, die lijken op die in de Duitse centra, kan leren over de natuurlijke wereld van de zandsteenbergen van de Vogezen; bovendien is er ook een accent op de sociale en culturele aspecten van het gebied.

#### Musea
Er kan hier slechts een kleine selectie vermeld worden van de vele musea met een direct verband met het Paltserwoud, die alleen al in de Palts kunnen worden gevonden (zie gedetailleerd overzicht door de Rijnland-Palts Museum Associatie, Museumsverband Rheinland-Pfalz).
Het Pfalzmuseum für Naturkunde of het POLLICHIA Museum in Bad Durkheim heeft verscheidene permanente tentoonstellingen en collecties over geologische onderwerpen, flora en fauna van de Palts (bijvoorbeeld dieren van het woud, plaatselijke paddenstoelen, mineralen enz.) en andere speciale natuurbehoudthema's, met ecologische overwegingen als een prioriteit. In dit verband wordt de bezoeker ook geïntroduceerd in het Paltserwoud - Noord Vogezen - biosfeer reservaat in een omvangrijke permanente tentoonstelling met levendige presentaties van de bijzondere eigenschappen van deze bontzandsteenbergen.
Het Historisches Museum der Pfalz in Speyer bestrijkt vanwege zijn breder blikveld, niet het gebied van het hedendaagse Paltserwoud als een apart tentoonstellingsonderwerp; toch duidt de specifieke Paltsfocus van het museum er bijna onvermijdelijk op, dat er historische verbanden zijn, waardoor de politieke en socio-historische veranderingen van het berggebied telkens weer worden geïllustreerd. Voorbeelden zijn de Salische tentoonstelling van 2011 (Trifels was het centrum van het Salische dynastie), het wijnmuseum over de cultuurgeschiedenis van wijn en de gezinsvriendelijke actie-tentoonstelling van kasteel Drachenfels, waarin het leven op een middeleeuwse rotsvesting in Wasgau kan worden herbeleefd.
Het Dynamikum in Pirmasens is het eerste wetenschapsmuseum of wetenschapscentrum in Rijnland-Palts. In april 2008 werd een interactief museum opgericht in het gebouw van de oude Rheinberger schoenfabriek. Onder het thema "beweging" laten 150 interactieve experimenteeropstellingen fundamentele natuurkundige, wiskundige en biologische wetmatigheden zien, Het museum richt zich vooral op jongere bezoekers om hen te helpen bewust maken van wetenschappelijke beginselen.
De Max Slevogt Kunst Galerij in de Villa Ludwigshöhe bevat, onder andere, schilderijen van impressionistische meesters die de rijke kleuren van het platteland van het zuidelijk Paltsgebied weergeven, die bijvoorbeeld ervaren kunnen worden bij Slevogthof Neukastel ten noorden van Leinsweiler. Een bijzonder goed overzicht van de rotsen en rotskastelen van de Palts- en Elzas-Wasgau wordt gegeven door de "impressies" van kunstenaar Emil Knöringer, die via de kunst probeert de aandacht te vestigen op de rijkdom van de rode zandsteen-landschappen.

### Industrieel erfgoed

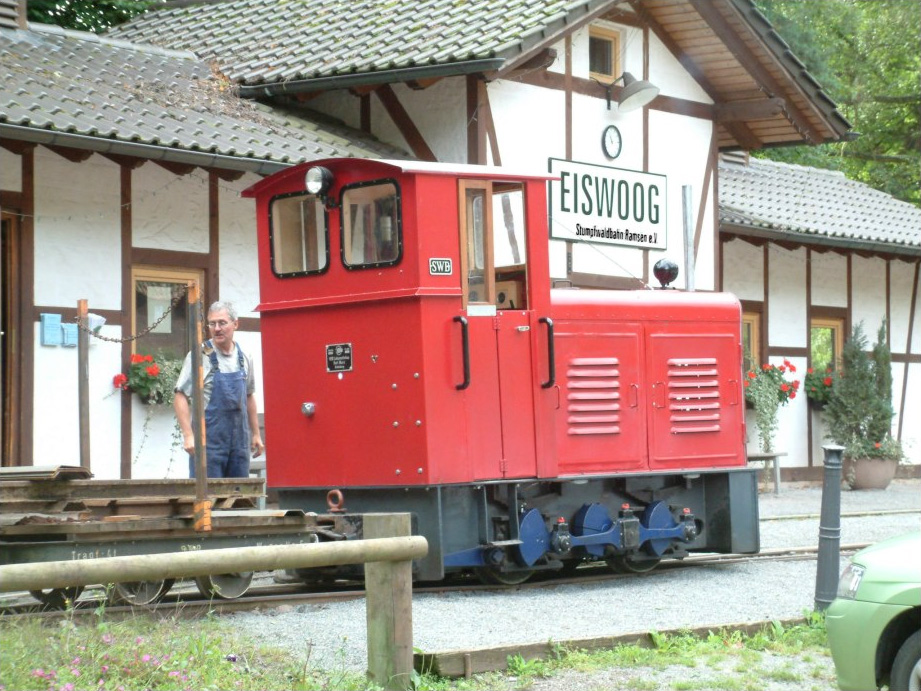
Een diesellocomotief op de Stumpfwald-spoorweg

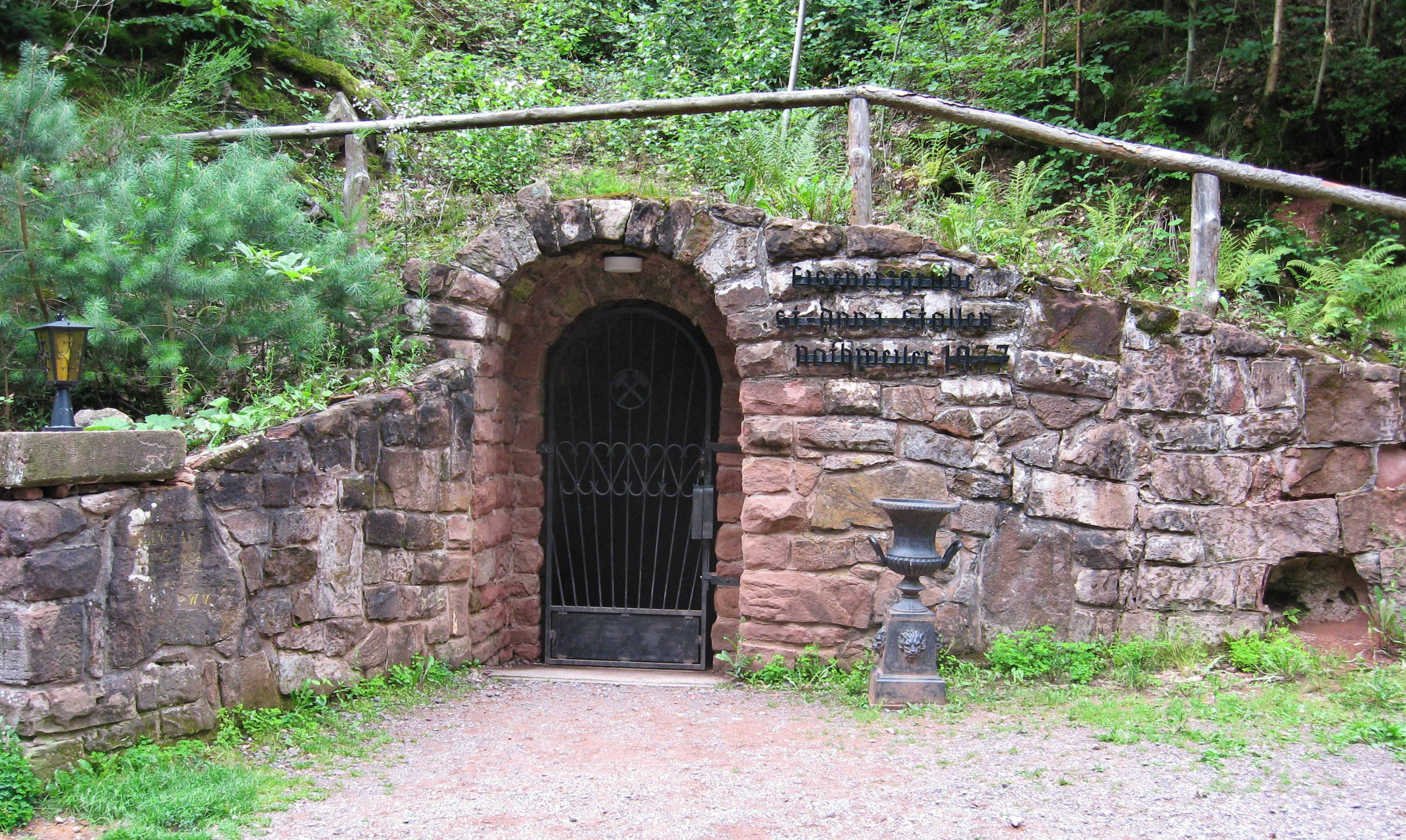
De St. Anna-galerij in Nothweiler

Voorbeelden van industrieel erfgoed zijn onder andere de Stumpfwald-Spoorweg te Ramsen, een erfgoedveldspoor sinds 1996, alsook de Kuckucksbähnel (Kleine Koekoek Spoorweg), die sinds 1984 is geëxploiteerd met historische stoomtreinen en van maart tot oktober dienstdoet tussen Neustadt en Elmstein. Bovendien is er een goed overzicht van bijna 150 jaar Paltser spoorweg-geschiedenis in het Duitse Spoorweg Museum in Neustadt, dat veel zaken tentoonstelt.
Het Duitse Schoen Museum in Hauenstein herbergt informatie over de schoenvervaardiging, in vroeger tijden een erg veel voorkomende activiteit in het gebied van Pirmasens, geplaatst binnen de grotere industriële en socio-historische context. In het gebouw van een voormalige schoenfabriek kunnen oude schoenproductie-machines en andere productietechnologie worden bekeken en kunnen de veranderingen in de schoenproductie levendig worden ervaren (zie vestigingsgeschiedenis).
Boeiende inzichten in de oude handels- en ambachtsmethoden, die vroeger in het Paltserwoud werden aangetroffen, worden belicht door verscheidene musea, zoals het Museum van de Borstelbinders (Bürstenbindermuseum) in Ramberg, dat de industriële en sociale ontwikkeling die in de loop van de laatste paar eeuwen plaatsvond in de Ramberg-vallei belicht.
In de ertsmijn van de Galerij van Sint Anne in Nothweiler kunnen bezoekers deelnemen aan een tour met gids over belangrijke mijn-activiteiten en zo getuige zijn van de extreem harde werkomstandigheden van de laatste eeuwen. Dit inzicht kan dan worden verdiept in het informatiecentrum van de bezoekersmijn.

### Wildparken
Meer dan 400 wilde dieren van 15 Europese soorten kunnen worden aangetroffen op het uitgestrekte terrein van het Wildpark van de Südliche Weinstrasse. Een vergelijkbare attractie is het Kurpfalz Park bij Wachenheim in het noorden van het Paltserwoud.

### Kabelbanen
De Rietburgbahn, een stoeltjeslift op de Rietbergheuvel bij Erdenkoben, van waar je een goed zicht hebt over de Rijn-vlakte en de gondellift van Bad Durkheim, die van 1973 tot 1981 de Teufelsstein op ging en die volgens de planning heropend gaat worden, zijn twee kabelbanen door de lucht aan de oostrand van het Paltserwoud.

### Openluchtrecreatie

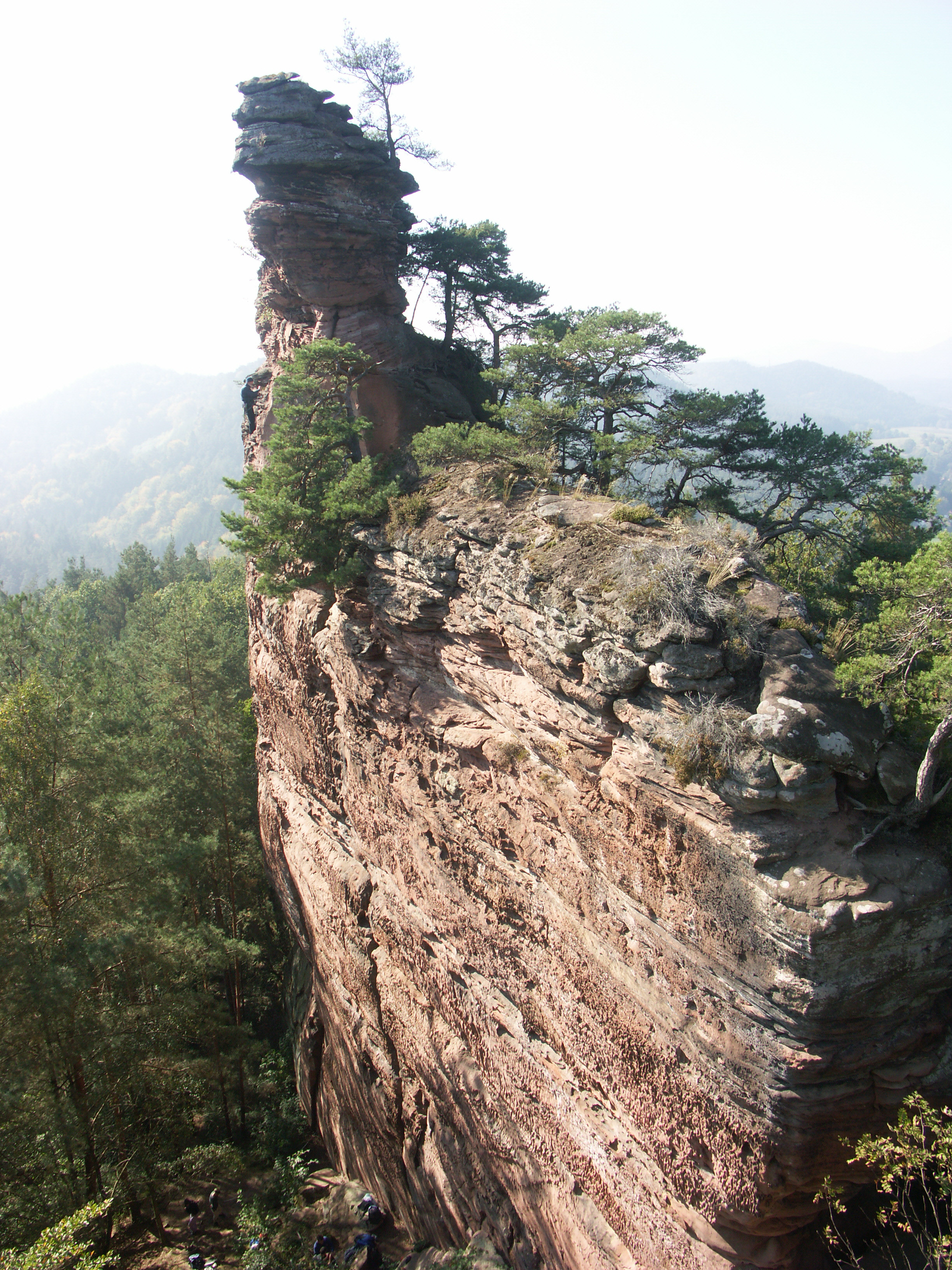
Klimmers aan de voet van de Pferchfeldturm

Het Paltserwoud is een aantrekkelijke regio om te wandelen, met een uitgebreid netwerk van wandelpaden.
In 2005 werd het Paltserwoud Mountain Bike Park, een routenetwerk voor mountainbiken, midden in het gebied ontwikkeld.
Klimmers waarderen de roodzandsteen rotsen in het Dahner Felsenland.

## Wandelsport
Sinds het begin van de 20e eeuw is het Paltserwoud ontwikkeld tot een erg populair wandelgebied, dankzij de aantrekkingskracht van zijn natuurlijk landschap, zijn cultureel erfgoed en goede infrastructuur, in eerste instantie opgezet door de Paltser Woud Vereniging. Het biedt meer dan honderd beheerde wandelaarshutten en soortgelijke faciliteiten, in stand gehouden door vrijwilligers van de Pfälzerwald-Verein en de Natuur-Vrienden. De wandelhulpcentra zijn dikwijls alleen te voet bereikbaar en hoofdzakelijk geopend in de weekends.

### Wandelpaden

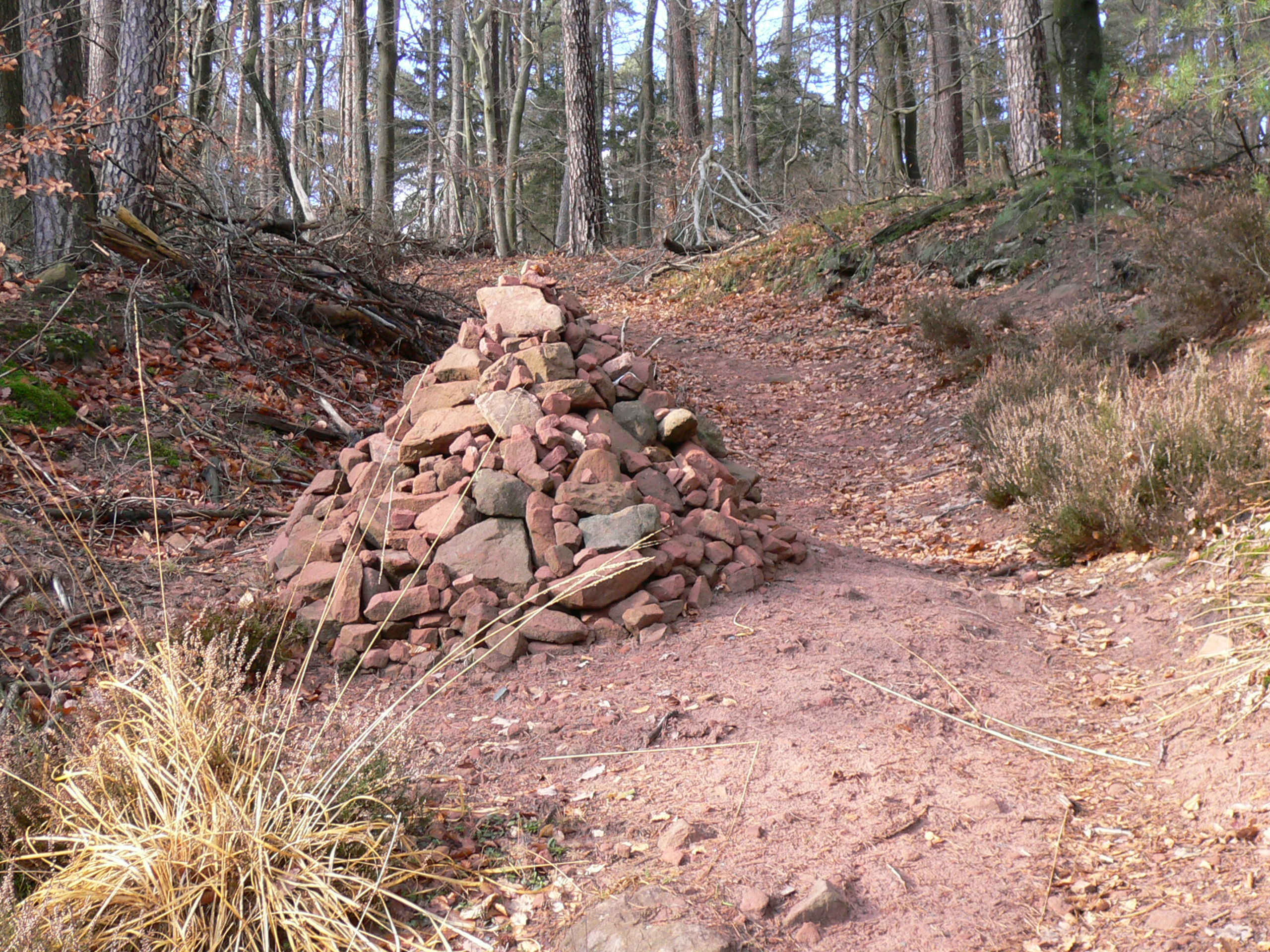
Een steenhoop gebruikt als een routemerkpunt naar het boshuis van Lambertskreuz, op een pad zonder borden

De bergketen wordt doorkruist door een dicht netwerk van aangegeven paden, met een totale lengte van meer dan 12.000 kilometer, waarvan de meeste werden uitgezet door vrijwilligers van de Pfälzerwald-Verein, die ze nog steeds onderhouden. Hierbij horen verscheidene internationale en nationale lange afstand-paden, die het woud verbinden met de Europese en nationale netwerken van lange afstandroutes.
Zeer bekende voorbeelden zijn bijvoorbeeld de Paltser Sint Jacobs-Weg (wegmarkering witte Sint Jacobsschelp op een blauw veld), de lange afstandsroute Pirmasens - Belfort (wegmarkering: gele balk) of het lange afstandspad Franken - Hessen - Palts (Franken - Hessen - Kurpfalz) (wegmarkering: rood kruis). Deze hoofdwandelroutes worden aangevuld door een veelheid van regionale voetpaden van verschillende lengte (zowel doorgaande als rondgaande trajecten) die thematische wandelingen omvatten (bijvoorbeeld educatieve bostrajecten), rotstrajecten (bijvoorbeeld de Rodalber Felsenweg), tochten langs rivieren en meren (bijvoorbeeld de Brunnenweg bij Heltersberg enz.) en de zogenoemde "premie-" of "predikaats-"routes, opgezet door het Paltser VVV (bijvoorbeeld Pfälzer Waldsteig of Felsenland Sagenweg enz.). Grensoverschrijdende wandelingen zijn ook gemakkelijk mogelijk in de bontzandsteen-heuvels, omdat de Pfälzerwald-Verein en zijn Franse tegenhanger de Vosges Club (Franse vereniging uit de Vogezen) bijna identieke wegmarkeringssystemen hebben ontwikkeld sinds hun stichting honderd jaar geleden (bijvoorbeeld stippen, strepen, kruisen en ruiten van verschillende kleuren) en omdat zij in het grensgebied een dicht netwerk van voetpaden hebben ontwikkeld. Terwijl zij daarmee bezig waren hebben beide clubs hun best gedaan ervoor te zorgen dat de routes, waar mogelijk, niet de "bos-autosnelwegen" volgen maar smalle voetpaden en bergweggetjes.

### Uitzichtpunten
Dankzij zij zijn rijk variërend lanschap heeft het Paltserwoud verschillende uiteenlopende uitzichtpunten.

#### Uitkijktorens

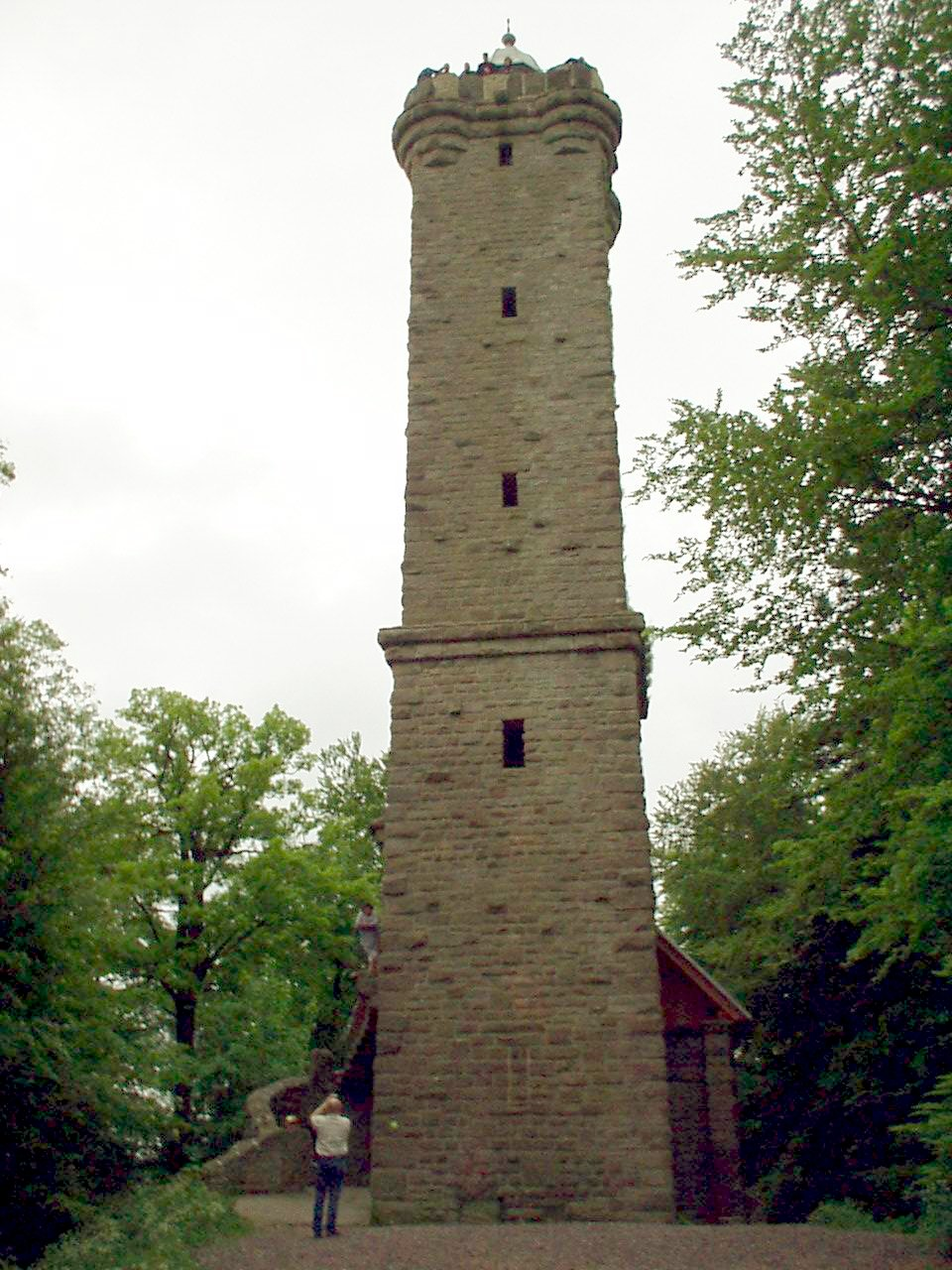
De Luitpold-toren op de Weißenberg

In het noordoostelijk deel van de keten zijn de volgende bestemmingen de moeite waard: de Eckkopf-toren (bij Deidesheim), de Bismarck-toren (bij Bad Dürkheim) en de observatietoren op de Weinbiet. De bezoeker heeft een goed totaaloverzicht, vooral naar het noorden en oosten, dat helemaal doorgaat naar het Odenwald. In het centrale en zuidelijke deel van de bergketen zijn voorbeelden van goede uitkijktorens onder andere de Schänzel op de Steigerkopf, de Rehberg en zijn toren bij Annweiler en de Stäffelsberg-toren in de buurt van Dörrenbach. Vooral de toppiramide van de Rehberg is heel bekend vanwege zijn panoramische uitzichten (zie de afbeelding in het stuk hierboven). Een goed beeld van het centrale Paltserwoud geven de toren op de Schindhübel bij Iggelbach, die op de Eschkop en vooral de Luitpold-toren bij Hermersbergerhof, die verreweg het meest weidse panoramische uitzicht geeft van het Paltserwoud. Volgens nauwkeurig geometrisch onderzoek door Winfried Lang kunnen meer dan 350 heuvel- en bergtoppen vanuit dit punt worden gezien.

#### Rotsformaties
De bekendste rotsformaties zijn de Drachenfels tussen valleien van de Isenach en de Speyerbach en vooral de Orensfels in de omgeving van Albersweiler, vanwaar er uitzicht is over de zuidoostelijke Wasgau en het platteland van de Zuidelijke Weinstrasse. Op de Kirschfelsen bij Annweiler Forsthaus is een zitplaats geïnstalleerd, vanwaaruit de bezoeker een "natuurlijke opera" kan meemaken zoals in een openluchttheater. De Buhlsteine rotsen in de buurt van Busenberg geven een alpinegevoel, zoals ook de Hühnerstein bij Hauenstein dat doet, die toegankelijk is gemaakt met ladders en leuningen en die beklommen kan worden.

#### Kastelen
Terwijl de Rietburg te Rhodt unter Rietburg een "observatie-platform" over de Rijnvlakte biedt, maken de rotskastelen van de Wasgau, bijvoorbeeld het drietal Rijksburcht Trifels, Kasteel van Anebos en Kasteel Scharfenberg bij Annweiler en kasteel Lindenbrunn in de omgeving van Vorderweidenthal, het mogelijk de verscheidenheid van de Paltser bontzandsteenheuvels te ervaren. Een 360 graden panorama van het Duitse en Franse Wasgau wordt geboden door de Wegelnburg, de hoogste kasteelruïne in de Palts, in de omgeving van Schönau. Van het Kasteel Gräfenstein bij Merzalben heeft de bezoeker een goed zicht op de kernzone van het biosfeer-reservaat in het westelijk Paltserwoud.